# トランピズム
トランピズム（英: Trumpism）は、ドナルド・トランプと彼の政治的基盤に関連するイデオロギーに従う権威主義的な政治運動である。

## 解説
学者や歴史家は、トランピズムを右派ポピュリズム、国民保守主義、ネオ・ナショナリズム、ネオ・ファシズムなど、幅広い右派イデオロギーを取り入れた運動であると説明している。トランピズムのレトリックは、マイノリティ集団に対する反移民、外国人嫌悪、排外主義、人種主義的な攻撃を大きく取り上げている。他に特定された側面には、陰謀論、孤立主義、キリスト教ナショナリズム、保護貿易、反フェミニズム、反LGBTの信念が含まれている。トランピストとトランピアンは、その特徴を示す個人を指す用語である。
ピーター・E・ゴードン (哲学史家・批評理論家) によると、トランピズムの特徴は、権威主義的であるということである。つまり、トランピストは大統領の権力が憲法や法の支配によって制限されることを望んでいない。トランピズムは、2010年代後半から2020年代初頭にかけて世界中の多くの国で見られた極右、国民ポピュリズム、ネオ・ナショナリズムの感情のアメリカの政治的変種と言及されている。特定の政党に厳密に限定されるものではないが、トランプ支持者は最大の派閥となり、残りの派閥は対照的に「エリート」や「エスタブリッシュメント」とよく特徴づけられる。トランプの台頭に対応して、反トランプ運動が起こった。
一部の論評家は、トランピズムをポピュリズムとは見なさず、新しい形のファシズムやネオ・ファシズムへの傾向の一部と見なしており、明示的にファシズムと呼ぶ者もいれば、権威主義的で非自由主義的と呼ぶ者もいる。他の人々は、より穏やかに、トランピズムをアメリカにおけるファシズムの特定の軽いバージョンであると特定している。「新ファシズム」の分類を用いる多くの歴史家を含む一部の歴史家は、1930年代のヨーロッパのファシスト政権との直接的な比較の危険性について書いており、類似点はあるが、重要な相違点もあると述べている。トランプのPR活動や政治的基盤のある特徴は、個人崇拝の症状を示している。
「トランピズム」というレッテルは、他の民主主義国の国民保守主義や国民ポピュリズム運動にも適用されている。アメリカ国外の多くの政治家が、様々なニュース機関によってトランプやトランピズムの忠実な同盟者 (あるいは自国のトランプ) とレッテル付けされている。その中には、ブラジルのジャイール・ボルソナーロ、オランダのヘルト・ウィルダース、トルコのレジェップ・タイイップ・エルドアン、ハンガリーのオルバーン・ヴィクトル、南アフリカのジェイコブ・ズマ、フィリピンのロドリゴ・ドゥテルテとボンボン・マルコス、日本の安倍晋三、アルゼンチンのハビエル・ミレイ、韓国の尹錫悦、インドネシアのプラボウォ・スビアント、スペインのイサベル・ディアス・アジュソなどがいる。

## ポピュリズムのテーマ・感情・手法
トランピズムは、トランプの2016年大統領選挙中に発展を始めた。トランプの修辞は、政治的、経済的、社会的問題に対してナショナリズム的な答えを示唆するポピュリズム的な政治手法に根ざしている。これらの傾向は、移民制限主義、保護貿易、孤立主義、年金改革への反対などの政策的嗜好に反映されている。政治手法としてのポピュリズムは、特定のイデオロギーに左右されない。トランプに近い顧問である元国家安全保障問題担当大統領補佐官のジョン・ボルトンは、これがトランプにも当てはまると述べ、「トランピズム」が意味のある哲学的な意味で存在することさえ疑問視し、「彼には哲学がない。だが、人々は彼の決定の点と点を線で結ぼうとするだろう。そして彼らは失敗するだろう」と付け加えている。
『Routledge Handbook of Global Populism』(2019年) に寄稿したオリヴィエ・ジュテルは、「ドナルド・トランプが明らかにしたのは、右派のアメリカのポピュリズムの様々な反復が、プログラム的な社会保守主義や自由主義経済学というよりも、むしろ享楽と関係が深いということだ」と書いている。トランプのポピュリズムに言及して、社会学者のマイケル・キンメルは、「それは理論でもイデオロギーでもなく、感情だ。そして、その感情は、政府が『我々』をだましているという正当な憤りだ」と述べている。キンメルは、「トランプは私が『不当な資格』と呼んだものの感覚をすべて伝えるという点で興味深いキャラクターだ」と指摘し、「不当な資格」という用語を「自分が当然の権利を持っていると信じていた恩恵が、目に見えない、より大きな力によって奪われたという感覚」と定義している。
コミュニケーション学者のジジ・パパカリッシは、イデオロギー的に曖昧であることの効用と、支持者が望むどのような意味にもなりうる用語やスローガンを使用することを説明している。「これらの大衆が情動的な関わりに夢中になるのは、彼らが開かれたシニフィアンを中心に構築された情動的なフックを見つけたからです。それは、彼らが使用し、再利用し、再利用することができるものです。そう、もちろん、トランプ大統領はMAGAを使用しました。それは、これらすべての人々を引き付ける開かれたシニフィアンであり、彼らすべてがそれに異なる意味を割り当てることを可能にするので開かれています。だからMAGAは、人々がそれに独自の意味を帰属させることを許すのに十分開かれているので、異なる大衆をつなぐのに効果的なのです」。
『Routledge Handbook of Populism』の他の寄稿者は、ポピュリスト・リーダーはイデオロギー主導というよりも、フォロワーに強く共鳴するテーマ、アイデア、信念に関して実用的で日和見主義的であると指摘している。出口調査のデータは、この選挙運動が「白人の権利剥奪」、すなわち、社会的不平等の拡大を経験しており、しばしばアメリカのエスタブリッシュメントへの反対を表明している下層から労働者階級のヨーロッパ系アメリカ人を動員することに成功したことを示唆している。イデオロギー的には、トランピズムには右派ポピュリズム的な特徴がある。
一部の著名な保守派は、トランプの反体制的レトリックに対応して反トランプ運動を結成した。これは、保守派エリートが大衆に反抗したものと見なされている。

### 感情への注目
歴史家のピーター・E・ゴードンは、「トランプは規範からの逸脱というよりも、むしろ心理的カテゴリーと政治的カテゴリーが溶解した社会秩序の新たな規範を示している」と指摘している。トランプの選挙と、有権者の重要な部分で安定した高い支持率を維持する能力を説明する中で、エリカ・タッカーは『Trump and Political Philosophy』の中で、すべての大統領選挙には強い感情が伴うものの、トランプは、自分と同じように、アメリカの変化に対して特定の一連の強い感情を抱いている人々を認識し、その信頼と忠誠心を得ることができたと指摘している。彼女は次のように述べている。「政治心理学者のドリュー・ウェステンは、民主党は、市民の中に強い感情状態を引き起こす問題である情動的政治を測定し、対応することにあまり成功していないと論じている」。
多くのアカデミックがトランプのメッセージのポピュリスト的魅力を調査する際、ヒダルゴ＝テノリオとベニテス＝カストロはエルネスト・ラクラウの理論を引用し、「ポピュリスト的言説の感情的訴求はその分極化効果の鍵であり、それほどまでにポピュリズムは『情動的要素なしには理解不能である』(Laclau 2005, 11)」と書いている。多様な分野の学者が、特定の情動的テーマとそのソーシャルメディアでつながるフォロワーへの影響の力学がトランプと支持者を特徴づけていると指摘している。
トランプは、政治学者が非人間的でありトランプ支持者による物理的暴力と関連があるとみなしている修辞を使用している。

### 同調者との交流による喜び
コミュニケーション学者のマイケル・カルピニは、「トランピズムは数十年にわたって起こってきた傾向の頂点である。私たちが目撃しているのは、ジャーナリズム、政治、民主主義の関係における根本的な変化に他ならない」と述べている。カルピニは、そのような変化の中で、「以前の（メディア）体制が前提とし、強制していたニュースとエンターテインメントの区別の崩壊」を指摘している。『Language in the Trump Era』でトランプのメディア利用を検証したコミュニケーション学者のマルコ・ジャックメは、「トランプのイデオロギーや政策アジェンダの多くと同様に、視聴者がメディア消費においてほとんど何よりもショックと娯楽性を重視していると（正しく）想定するアプローチだ」と書いている。
この見方は他のコミュニケーション学者にも共有されており、プラッサーとウルラム (2003) は、「個人化......政治的スターシステム......（そして）スポーツベースのドラマ化」を強調するメディアロジックを説明している。オリヴィエ・ジュテルは、「ドナルド・トランプのセレブリティとしてのステータスと『勝ち』と『負け』のリアリティTVのレトリックはこれらの価値観に完全に対応している」と指摘し、「FOXニュースやラッシュ・リンボー、グレン・ベック、アレックス・ジョーンズなどの保守的人物は、単に新しい政治的・メディア的声を代表しているだけでなく、情動と楽しみがメディア制作の中心的価値観という政治とメディアの融合を体現している」と主張している。
トランプのソーシャルメディア利用を研究した人類学者のジェシカ・ジョンソンは、社会的感情的喜びが中心的な役割を果たしていると述べ、「Facebookユーザーは、正確なニュースを意味あるものと感じるのではなく、情報が事実かどうかにかかわらず、つながりの情動的喜びに中毒になっており、それがコミュニケーション資本主義が主体を虜にする方法なのだ」と書いている。ソーシャルメディア以前の世界を振り返って、コミュニケーション研究者のブライアン・L・オットは次のように書いている。「私はニール・ポストマンが『論じた』(1985年)テレビの世界を懐かしく思う。ポストマンによれば、テレビはニュースを娯楽として包装することで、『西洋で最も情報に疎い人々』を生み出した。(pp.106-107) Twitterは、自分のすることや考えることすべてをニュース性のあるものとして扱うことで、史上最も自己中心的な人々を生み出している。テレビはジャーナリズムを攻撃したかもしれないが、Twitterはそれを殺した」。トランプのFoxNewsの視聴者からの支持についてコメントしたホフストラ大学のコミュニケーション学部長マーク・ルカシェヴィッツも同様の見方をしており、「トリスタン・ハリスは、ソーシャルネットワークは『肯定についてであり、情報についてではない』と言ったが、同じことがケーブルニュース、特にプライムタイムにも言える」と書いている。

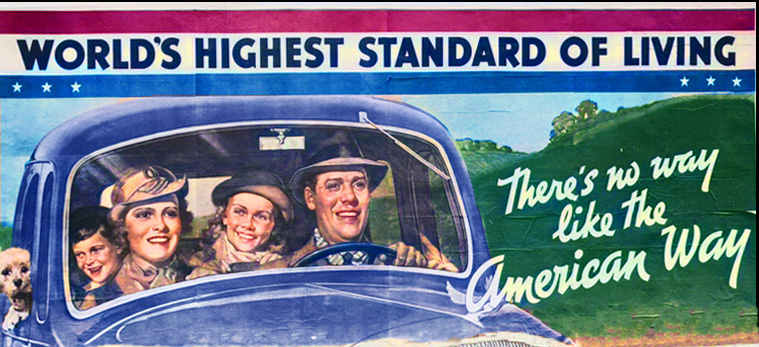
キンメルやホックシールドなどの学者によれば、トランプ支持者の間で広く共有される「深い物語」（deep stroy）の中で語られる諸力により、資格ある者は社会的に上昇できるとするアメリカン・ウェイの約束が否定されてしまっている、と多くのアメリカ人が感じている。

アーリー・ラッセル・ホックシールドは、トランプ支持者と彼らが好むニュースやコメンテーター・スターとの関係について、彼らとの情動的絆のために信頼されているという見方をしている。メディア学者のダニエル・クライスがホックシールドをまとめているように、「トランプとFox Newsは、彼ら自身の土地での見知らぬ人々に、国家の中心に正当な位置を取り戻すという希望を与え、有色人種、レズビアン、ゲイ、他の信仰を持つ人々を尊重するよう命じるポリティカル・コレクトネスの束縛からの非常に現実的な感情的解放を提供した......ネットワークの人物たちは政治的・社会的生活についての同じ『深い物語』を共有しているため、彼らから『何を恐れ、怒り、不安に思うべきかを学ぶ』のだ」。
クライスの2018年の保守的人物とメディアの説明によると、情報は「アイデンティティ、場所、帰属意識、感情的・社会的・文化的サポートと安心感を与え、政治的・社会的所属や信念のきっかけとなる」家族的絆の感覚を提供することよりも重要ではなくなった。ホックシールドは、スターとの家族的な信頼の絆を説明する一人の女性の例を挙げている。「ビル・オライリーは安定した頼れるお父さんのようだ。ショーン・ハニティーは怒りっぽい難しいおじさんみたいだ。メーガン・ケリーは賢い姉妹のようだ。それからグレタ・ヴァン・サステレンがいる。そしてNPRから移ってきたファン・ウィリアムズは、NPRは彼にとって左翼すぎたから、養子のようなもの。みんな違うの、家族みたいに」。
メディア学者のオリヴィエ・ジュテルは、公共の広場の新自由主義的な民営化と市場細分化に着目し、「情動はFoxのブランド戦略の中心であり、Fox は合理的な市民に公共圏でサービスを提供するという観点からではなく、『視聴者との集中的な関係を築く』(Jones, 2012: 180) ことで、プラットフォームを超えて視聴者シェアを維持することを想定していた」と指摘している。この細分化された市場において、トランプは「自分自身のアイデンティティのパフォーマンスの一部として彼のメディアブランドの周りに結集する、個人化された享楽の大衆に対して自分自身を自我理想として提供している」。ジュテルは、スペクタクルとリアリティTV ドラマの価値観に適合するようにニュースメディアが変容することで恩恵を受けるのは保守系メディア企業だけではないと警告している。「トランプは、メディア化された政治の決定的な産物であり、視聴率を上げ、感情的なメディア消費を促進するスペクタクルを提供している。それは、彼のポピュリズム運動の一部としてであれ、リベラルな抵抗としてであれ、そうなのだ」。
研究者は、フォロワーにとってどの感情が重要かについて、異なる重点を置いている。マイケル・リチャードソンは『Journal of Media and Cultural Studies』で、「嫌悪感の肯定、増幅、循環は、トランプの政治的成功の主要な情動的原動力の1つである」と論じている。リチャードソンは、「情動的な肯定、確認、増幅」を求める「トランプ的情動とソーシャルメディアの群衆の絡み合い」についてオットに同意している。「群衆体験のソーシャルメディア投稿は、動的な性質を持ち、社会的価値観を肯定する『感情のアーカイブ』として蓄積される (Pybus 2015, 239)」。
トランプを例に挙げて、信頼の専門家であるカレン・ジョーンズは、哲学者のアネット・ベイアーに倣って、信頼と不信を生み出す芸術の達人はポピュリスト政治家と犯罪者だと説明している。この見方によれば、信頼の異なる形態を識別するのに専門家なのは倫理学者ではなく、この種の実践者のメンバーであり、彼らは「特定の感情状態が信頼を追い出し、不信に置き換える方法を巧みに理解している」。ジョーンズは、トランプをこのクラスの模範として捉えており、彼らは恐怖と軽蔑が潜在的支持者が「他者の言葉、行為、動機をどのように解釈するか」を変えるために、社会的ネットワークにおける信頼と不信のネットワークを再編成するための強力なツールであることを認識しているという。彼女は、この戦術が世界的に使われていると指摘し、「候補者としても大統領としても、ドナルド・トランプの中核戦略は、一部の非合法移民（他のグループの中でも）に対する恐怖と軽蔑を作り出すことだった。この恐怖と軽蔑を操作する戦略は、オーストラリア、オーストリア、ハンガリー、ポーランド、イタリア、イギリスで、地元で若干の調整を加えて複製されながら、グローバル化している」と書いている。

### 右翼の権威主義的ポピュリズム
他の学者は、イェール大学の社会学者フィリップ・S・ゴルスキーのように、トランプ的権威主義について政治的に緊急の警告を発している。彼は次のように書いている。
ドナルド・トランプの当選は、日本の真珠湾攻撃以来、アメリカの民主主義に対する最大の脅威を構成するのかもしれない。今後数年のうちに、代議制政府が徐々にではあるが効果的に、ポピュリスト的な形態の権威主義的支配に取って代わられる現実的で高まる危険性がある。メディアの脅迫、大量プロパガンダ、有権者の抑圧、裁判所の詰め込み、そして武装準軍事組織でさえ、権威主義的退化のための必要かつ十分な条件の多くが徐々に整いつつある。
一部の学者は、そのような権威主義的バックラッシュを自由民主主義の特徴と見なしている。トランプは全体主義的資本家であり、「隠れていながら明らかな彼の『普通の』支持者のファシスト的衝動」を利用していると主張する者さえいる。『ニューヨーク・タイムズ』のオピニオン・コラムニストのミシェル・ゴールドバーグは、「トランピズムの精神」を古典的なファシズムのテーマと比較している。ファシズムの「動員のビジョン」は、「国民共同体が、それをほとんど破壊するまでに至った衰退の時期の後、不死鳥のように立ち上がる」というものであり、ゴールドバーグによれば、それは「MAGA」(Make America Great Again) に「とてもよく似ている」。同様に、トランプ運動と同じように、ファシズムは「集団の歴史的運命を具現化できる唯一の国家的族長 (常に男性) による、自然の長たる者による権威の必要性」を認識している。彼らは「抽象的で普遍的な理性に対する指導者の本能の優位性」を信じている。
保守派コラムニストのジョージ・ウィルは、トランピズムをファシズムに類似していると考え、トランピズムは「教義を装った感情」だと述べている。国民統一は「共有された国内の恐怖」に基づいている。ファシストにとっては「ユダヤ人」、トランプにとってはメディア(「国民の敵」)、「エリート」、「グローバリスト」だ。解決策は、退屈な「漸進主義と和解」からではなく、手続きに縛られない指導者(「私にしか解決できない」と主張する)から来る。政治的な支持基盤は大規模な集会で楽しませているが、必然的に独裁者は自分が率いる人々を軽蔑するようになる。どちらもマッチョに基づいており、トランピズムの場合は、「カントリーミュージックの男らしさに魅了された人々に訴える。『私たちはトラック運転手で、ビールを飲み、大胸筋のあるアメリカ人で、自由を愛しすぎて、どんな小さなコロナウイルスによってもマスクを付けるハメにはならない』」
トランピズムとイギリスの欧州連合離脱への支持の急増が新しい現象を表しているという見方に反論して、政治学者のカレン・ステナーと社会心理学者のジョナサン・ハイトは次のように主張している。
「どこからともなく現れた」ように見える極右ポピュリズムの波は、実際にはどこからともなく現れたわけではない。それは突然の狂気でも、ウイルスでも、潮流でもなく、他者の選挙での成功に勇気づけられた偏屈者や専制君主の単なる模倣現象でさえない。むしろ、それは西欧の中心にある先進的リベラル民主主義を含む、あらゆる人間社会の表面のすぐ下に存在し、リベラル民主主義そのものの核心的要素によって活性化される可能性のあるものなのだ。
結論の統計的根拠について議論するステナーとハイトは、「権威主義者は、その性質上、権威と制度を信じたがるものだ。彼らは結束した共同体の一部であると感じたがる。したがって、彼らは（何かにつけて）権威と制度を疑わず、『規範的秩序』を維持できないように見えるまでは、支持を貸すように控え目に傾いているようだ」と述べ、この規範的秩序は、集団の価値観と信念の不一致を容認し、集団の権威への不敬を容認し、集団規範への不適合や規範の疑問視を容認し、全般的に多様性と権威による支配からの自由を促進するため、リベラル民主主義そのものによって定期的に脅かされると書いている。ステナーとハイトは、そのような権威主義の波をリベラル民主主義の特徴と見なしており、2016年のトランプとBrexit支持者の研究結果は予想外ではなかったと述べている。
20年にわたる実証研究の中で、規範的脅威が、非権威主義者を権威主義者を触媒するものに全く無反応のままにするか、あるいは非権威主義者を（考えられるところの）彼らの「最良の自己」になるよう促すという発見に、重要な例外は思い浮かばない。これまでの調査では、非権威主義者が、権威主義者を不寛容の増大へと駆り立てているように見える条件下で、より大きな寛容とダイバーシティへの尊重の立場へと動いていることが確認されている。
作家で権威主義批判者のマーシャ・ゲッセンは、国民に訴える政策議論を行う共和党エスタブリッシュメントの「民主的」戦略と、ドナルド・トランプという「一人の聴衆」に訴える「独裁的」戦略を対比した。ゲッセンは、トランプが予備選挙で対立候補を支持したり、彼を裏切ったと感じた党員を妨害するために政治力を行使することを共和党員が恐れていたことに言及した。
2020年の共和党綱領は単に「大統領のアメリカ第一の議題」を支持しただけで、ロシアと中国の現代の指導者中心の党綱領との比較を招いた。
マーク・ミリー将軍（トランプ政権下で統合参謀本部議長を務めた）は、トランプを「独裁者志望」と表現した。
私たちは世界の軍隊の中でも特別な存在です。私たちは国に忠誠を誓わず、部族に忠誠を誓わず、宗教に忠誠を誓いません。私たちは王や女王、独裁者に忠誠を誓いません。そして、私たちは独裁者志望にも忠誠を誓いません。私たちは憲法に、そしてアメリカという理念に忠誠を誓います。そして、それを守るために喜んで死ねるのです。

### ノスタルジアと男らしさの虚勢
ノスタルジアはアメリカ政治の定番である。しかし、フィリップ・ゴルスキーによれば、トランプ的ノスタルジアは、とりわけ「偉大さと美徳の伝統的な関係を断ち切っている」という点で斬新だという。「伝統的なピューリタンの物語では、道徳的衰退が物質的・政治的衰退に先行し、偉大さへの回帰には法への回帰が先行しなければならない......。トランプ版のノスタルジアではそうではない。この物語では、衰退は従順さと女性性によってもたらされ、偉大さへの回帰には男性性の再主張以上のものはほとんど必要とされない。このように『美徳』は、男らしい勇気という語源的意味に還元されている」。トランプ支持者になる男性の研究で、マイケル・キンメルは、「この新しい多文化的でより平等主義的な世界で、ある程度の尊厳を持った場所を見つけることができるかどうかを絶望した」男性たちが感じていた男性の権利のノスタルジアを説明している。「......これらの男性たちは怒っていたが、彼らは皆、男らしさへの権利意識が疑問視されなかった時代を懐かしんでいた。彼らは自分の国を取り戻し、その中での正当な地位を回復し、その過程で男らしさを取り戻したかった」。
キンメルの怒れる白人男性の行動を表す言葉は、有害な男らしさである。『Psychology of Men and Masculinity』誌の編集者ウィリアム・リューによれば、それは特にトランプに当てはまる。キンメルは2016年の選挙が性的な方向に向かったことに驚き、トランプは多くの男性にとってファンタジーの人物、あらゆる欲望に身を任せることができる超男性だと考えている。「これらの男性の多くは、現在の物事の秩序が彼らから男らしさを奪い取ったと感じています。つまり、家族を養い、素晴らしい人生を送る能力を奪ったのです。ここに、『俺は何でも作れる。何でもできる。好きな女が手に入る』と言う男がいる。彼らは『この男は最高だ！』と言っているのです」。
社会心理学者のテレサ・ヴェシオとナサニエル・シャーマーホーンは、「2016年の大統領選でトランプは、不平等なジェンダー秩序を維持した人種的に同質的な過去をノスタルジックに語りながら、ヘゲモニックな男らしさを体現した。トランプは、成功したビジネスマン(「ブルーカラーのビジネスマン」)としての自分の地位を繰り返し言及し、大統領としてどれほどタフになるかを匂わせることで、ヘゲモニックな男らしさを実践した。さらにヘゲモニックな男らしさの実践に貢献したのは、トランプがジェンダー非典型的な女性に公然と敵対的であり、ジェンダー典型的な女性を性的に扱い、男性の仲間や対立候補の男らしさを攻撃したことだ」と指摘する。2,007人を対象にした彼らの研究では、ヘゲモニックな男らしさの承認は、反体制、反エリート、ネイティビズム、人種差別、性差別、同性愛嫌悪、外国人嫌悪などの他の要因よりも、トランプ支持をよりよく予測することが分かった。

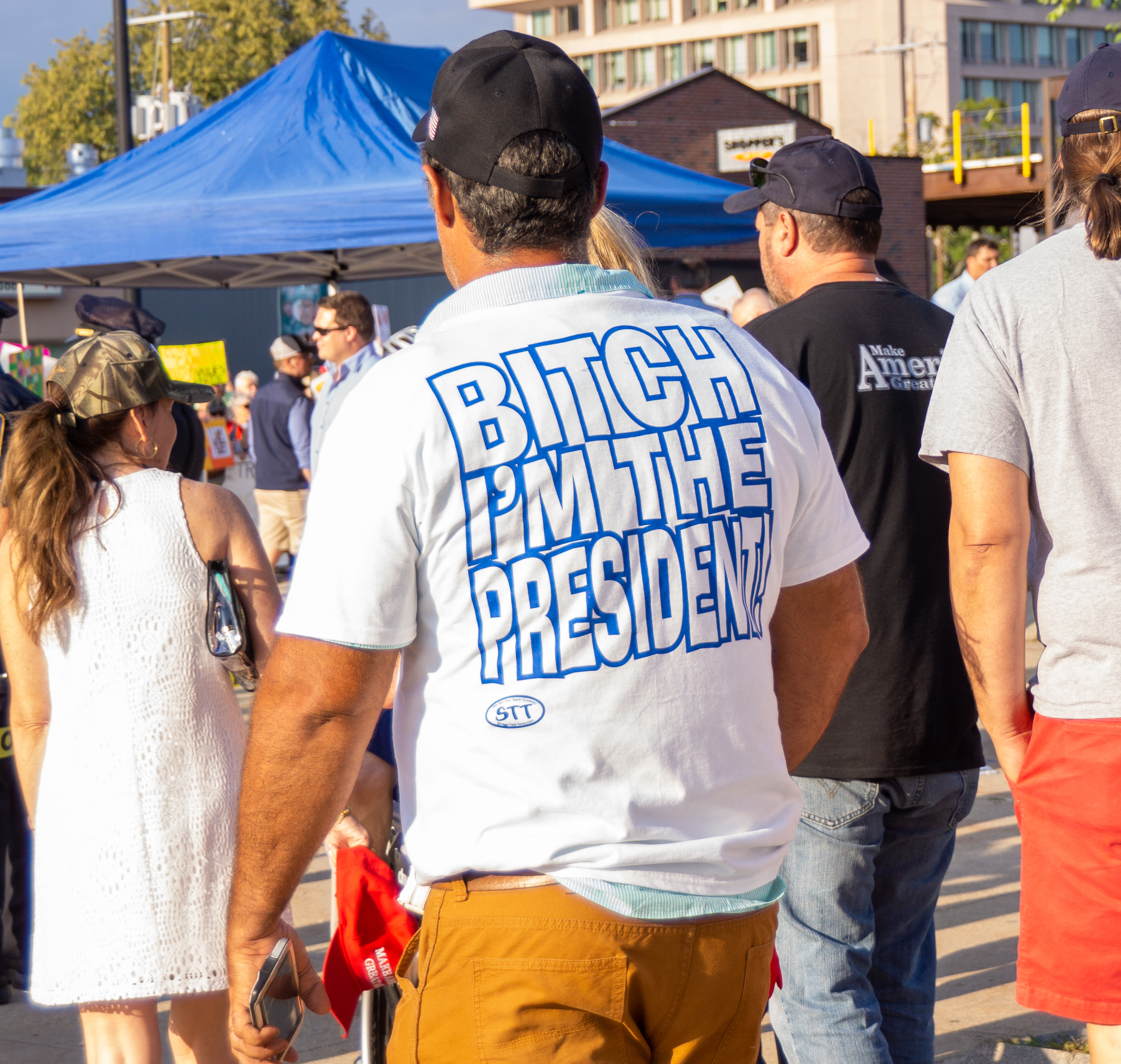
2019年8月15日、ニューハンプシャー州マンチェスターの集会に参加したトランプ支持者

南アフリカのジェンダー問題の専門家であるネヴィル・ホードは、これを別の権威主義的指導者ジェイコブ・ズマとの共通のテーマとみなしており、ズマの「ズールーのビッグマン版の有害な男らしさと、犬笛的な白人至上主義版を比較している。不動産長者と称するリアリティテレビのスター」だ。権威主義的指導者はどちらも、支持者が夢見る「男性主義的自由のファンタジー」を生きる代表的存在であり、その夢は良き生活についての国家的神話と結びついている。ホードによれば、このシンボリズムの記述の1つは、ジャック・ラカンによるもので、ラカンは、あらゆる快楽や気まぐれを満足させる力が去勢されていない原初の大群の神話的指導者の至高の男性性を描写している。そのようなファンタジーを活性化させることで、マー・ア・ラゴとンカンドラの夢の宮殿に見られる貪欲の豪奢な見せびらかしから、暴力的なレトリック、「女性器をつかむ」「ロッカールームトーク」の「ジョーク」、女性蔑視的な侮辱、不倫、さらには性的捕食行動の疑惑（痴漢やレイプの疑惑を含む）に至るまで、有害な男性的行動が政治的資産となり、負債とはならない。
ジェンダーロールの研究者コリーン・クレメンスは、この有害な男らしさを「男らしさの狭く抑圧的な記述で、男らしさを暴力、性、地位、攻撃性によって定義するもの。感情が弱点である一方で、強さがすべてである文化的理想であり、性と残虐性が男性を測る物差しであり、感情的な脆弱性から単に性的でないことまで、いわゆる『女性的』特質が『男』としての地位を奪う手段となる」と説明する。Journal of Human Rightsに寄稿したキンバリー・セイドンは、COVID-19パンデミックにおけるトランプ的な有害な男らしさの皮肉を指摘している。「タフな男であるということは、男らしさの仮面をかぶるということだ。タフな男であるということは、自分の命や他人の命を守るかもしれないマスクの着用を拒否するということだ」。
タフな男の虚勢は、2021年1月6日の連邦議会襲撃の前からインターネット上に現れており、あるポスター投稿者は「戦う準備をしろ。議会はガラスが割れる音やドアが蹴破られる音を聞く必要がある......。暴力的になれ。これを行進やラリーやデモと呼ぶのはやめろ。戦争の準備をして行け。大統領を取り戻すか、死ぬかだ」と書いていた。米国議会襲撃で逮捕された暴徒のうち、88%が男性で、67%が35歳以上だった。

### キリスト教トランピズム

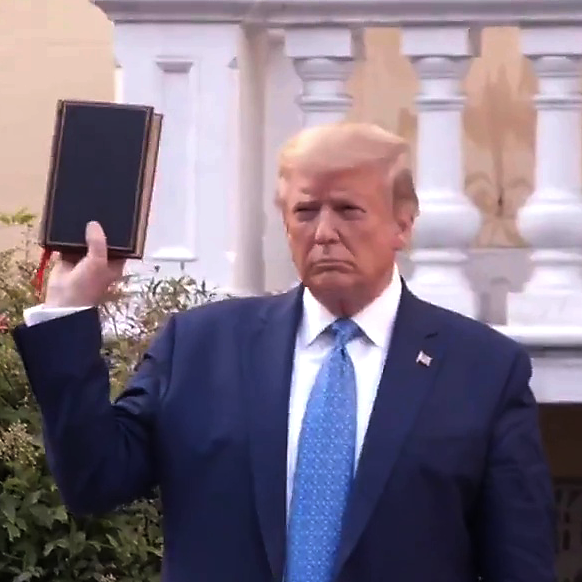
トランプは、ジョージ・フロイド抗議運動の最中、セント・ジョンズ教会での写真撮影で聖書を使用した。

2016年の選挙の出口調査によると、有権者の26%が白人福音主義のキリスト教徒だと自認していた。ピュー研究所の調査によると、2017年には、その4分の3以上がトランプの実績を支持しており、ほとんどが「非常に強く」支持していた。対照的に、非白人の福音主義者の約3分の2は2016年にヒラリー・クリントンを支持しており、黒人プロテスタントの90%も彼女に投票したが、彼らの神学的見解は福音主義者と似ている。イェール大学の研究者フィリップ・ゴルスキーによれば、「問題は、なぜ福音主義者がトランプに投票したのかではなく（多くは投票しなかった）、なぜ多くの白人福音主義者が投票したのかということだ」。白人福音主義者の間でトランプが正統派の福音主義者ではなく第一選択だった理由について、ゴルスキーの答えは単に「彼らも白人キリスト教ナショナリストであり、トランピズムは特に白人キリスト教ナショナリズムの反動的なバージョンだからだ」というものだった。
イスラエルの哲学者アディ・オフィールは、福音主義の支持者の白人キリスト教ナショナリストのレトリックに純粋性の政治を見出しており、エルサレムを囲むネヘミヤの城壁をトランプの敵を寄せ付けない壁に例える比喩について、「敵の概念には『メキシコ移民』『汚れた』ゲイ、さらには『サタンに惑わされた』カトリック教徒さえ含まれ、これらの敵が突きつける真の危険は、その神が主である『祝福された偉大な......国家』の堕落である」と書いている。
神学者のマイケル・ホートンは、キリスト教トランピズムは3つの潮流、すなわちキリスト教的アメリカ例外主義、終末論的陰謀論、成功の神学が合流したものだと考えている。キリスト教的アメリカニズムは、神が並外れた、奇跡的とさえ言える摂理としてアメリカ合衆国を特別に召し出したという物語であり、終末時の陰謀とは、アメリカの主権を脅かす邪悪な集団とグローバリストの勢力の何らかの陰謀により世界が（比喩的または文字通り）全滅することを指す。ホートンは、彼が「キリスト教トランピズムのカルト」と呼ぶものが、これら3つの要素を「インチキ商法の多量投与」と宣伝、個人崇拝と混ぜ合わせていると考えている。
福音主義のキリスト教徒で歴史家のジョン・フェアは、「教会は長い間、政治権力の追求に警告を発してきた」が、トランプの顧問でテレビ伝道師のポーラ・ホワイトのような現代の多くの福音主義者はこうした忠告を無視していると考えている。テレビ伝道師のジム・ベイカーは、成功の神学を説くホワイトが「好きな時にホワイトハウスに入ることができ」、「王に完全にアクセスできる」能力を称賛している。フェアによれば、「この国のユダヤ-キリスト教的ルーツを回復すると信じる政治候補者や最高裁判事を支持することにキャリアを捧げてきた」他の「宮廷福音主義者」が数人おり、トランプに呼ばれて「道徳的失敗にもかかわらずトランプを信頼できる理由を信者に説明している」。その中には、ジェームズ・ドブソン、フランクリン・グラハム、ジョニー・ムーア・ジュニア、ラルフ・リード、ゲイリー・バウアー、リチャード・ランド、メガチャーチの牧師マーク・バーンズ、南部バプテスト連盟の牧師でFoxの政治評論家のロバート・ジェフレスがいる。  トランプを支持しない著名なキリスト教徒にとって、代償は単なる大統領へのアクセスの喪失ではなく、批判と反発の猛烈な非難を受ける大きなリスクである。この教訓を学んだのは、福音主義者の旗艦雑誌『クリスチャニティ・トゥデイ』の社長ティモシー・ダルリンプルと元編集長マーク・ギャリで、彼らはキリスト教徒はトランプの弾劾を支持する義務があると論じた書簡を共同執筆したことで、200人以上の福音指導者から非難された。
歴史家のスティーブン・イェーガーは、国家の問題に「熱心な関心」を持ちすぎたために天国から閉め出された聖職者への呪いの警告など、宗教的側近に縛られることへの忠告の歴史を11世紀にまでさかのぼって追跡している。宮廷聖職者の危険性は、12世紀のフランスの聖職者、神学者、側近であったブロワのピエールによって説明されており、「宮廷生活が魂の死であることを知っていた」。宮廷での参加が「神と救済に反する」ことを知りながらも、聖職者の側近たちはモーセが神からファラオのもとに遣わされたという聖書の言及など、多くの正当化によってそれを取り繕った。ピウス2世 (ローマ教皇)は聖職者の宮廷への出席に反対し、キリスト教徒の側近が「これらの（まさしく）事柄の真っ只中に立ちながら、野心を抑え、強欲を抑え、妬みや争い、怒りを抑え、悪徳を断ち切ることは非常に難しい」と考えた。聖なる指導者に対する権力の暗く腐敗した影響に関するそのような警告の古い歴史は、フェアによって語られており、彼はそれをトランプの宮廷福音主義者の行動と直接比較し、キリスト教徒は「政治指導者を神格化し、神聖な希望を彼らに置くことで危険にさらされている」と警告している。

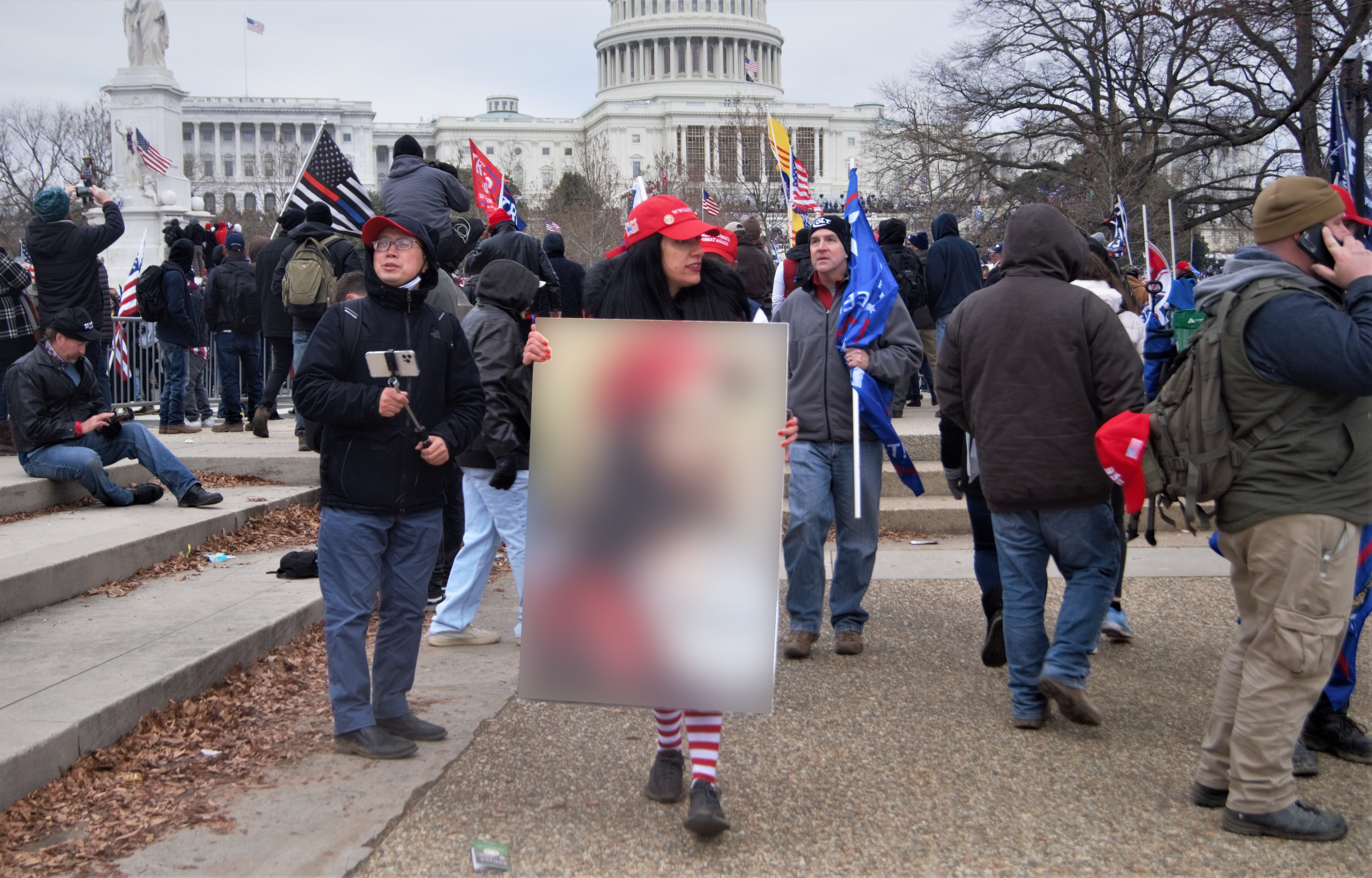
2021年1月6日、連邦議会が暴徒に襲撃された時、トランプ支持者がQAnonのタグが付けられたプラカードを持っており、そこにはMAGAの帽子をかぶったイエスが描かれていた。

ジェフレスは、『クリスチャニティ・トゥデイ』の編集長が「道徳的に迷い、混乱した人間の完璧な例」と呼んだ行動に関係なく、福音主義指導者のトランプ支持は道徳的だと主張する。ジェフレスは、「ここでの神の原則は、政府には一つの責任があり、それはローマ書13章で、悪を復讐すると言っている」と論じている。同じ聖書の章はジェフ・セッションズによって、トランプの移民家族から子供を引き離す政策を聖書的に正当化するために使用された。歴史家のリンカーン・マラーは、これはローマ書13章の2種類の解釈の1つであり、アメリカ建国以来の政治論争で使用されてきたもので、「法と秩序の名の下に抑圧と支配を正当化するアメリカ史の一面」にあると説明している。
ジェフレスの解釈では、政府の目的は「悪人から市民を守る強者」としてのものであり、「私は候補者の口調や語彙は気にしない。私は見つけられる中で最も意地悪で最も強靭な野郎が欲しいのであり、それが聖書的だと信じている」と付け加えている。バラク・オバマを「反キリストの未来の支配への道を開く者」、ミット・ロムニーを非キリスト教の宗教のカルト信者、カトリック教会を「バビロンの神秘宗教」の「サタン的」結果と呼んだジェフレスは、悪を抑圧することが政府の唯一の役割であるというキリスト教的リバタリアンの見方を、『神の国 (アウグスティヌス)』(426年)で政府の役割は悪を抑制してキリスト教徒が平和に信仰を実践できるようにすることだと論じたアウグスティヌスにまでさかのぼる。マルティン・ルターも同様に、政府は罪をチェックすることに限定されるべきだと考えた。
ジェフレスと同様に、リチャード・ランドは、シャーロッツビルの白人至上主義者集会へのトランプの反応の後もトランプとの関係を断つことを拒否し、その説明として「イエス・キリストは言葉や行動が無作法に見えるかもしれない人々から背を向けなかった」と述べ、「今は辞めたり退いたりする時ではなく、正反対に、もっと近づく時だ」と付け加えた。ジョニー・ムーアがシャーロッツビルでのトランプの対応後にトランプを非難することを拒否した説明は、「テーブルに席があるときにしか変化を起こせない」というものだった。トリニティ・フォーラムのフェロー、ピーター・ウェーナーは、「キリスト教徒が直面する永遠の危険は、誘惑と自己欺瞞だ。それがトランプ時代に起きていることだ。大統領は福音主義の指導者を利用して批判から身を守っている」と警告している。
福音派聖書学者のベン・ウィザリントンは、トランプの福音主義弁護者が行う徴税人との比較による弁護的使用は誤りであり、「テーブルの席」を確保することは、キリスト教指導者が大統領に進路を変えるよう諫めている場合にのみ支持できると考えており、次のように説明している。「罪人や徴税人は政治家ではないので、そこにはアナロジーはない。それに、イエスは罪人や徴税人に政治的助言をしていたのではなく、彼らに悔い改めるよう告げていたのだ！もし福音派の指導者たちがそれを大統領に対して行い、彼の政治がいかにキリスト教的でないか、人種差別がいかに大きな罪であるか、シャーロッツビルの両側に道徳的同等性はないことを説明しているのなら、それは良いことだ。そうでなければ、彼らは指導者の罪に加担していることになる」。
福音派の聖書研究者のベス・ムーアもトランプの福音主義者の見方を批判し、次のように書いている。「私はこのアメリカ合衆国で、神の聖徒たちにとってトランピズムほど驚くほど魅惑的で危険なものを見たことがない。このキリスト教ナショナリズムは神のものではない。そこから離れなさい」。ムーアは、「自分の身を守るために、この誘惑の日に受動的であり続けることで、私たちは責任を問われることになるだろう。私たちが仕えるよう任されている聖徒たちが、政治的利益のために、聖霊を欠いた熱意に扇動され、操られ、利用され、そそのかされているのに」と警告する。ムーアの見解では、「指導者を私たちのキュロスとラベリングして偶像崇拝を神聖化することはできない。私たちにキュロスは必要ない。私たちには王がいる。その名はイエスだ」。
保守派の倫理・公共政策センターのピーター・ウェーナーや、南部バプテスト連盟の公共政策部門の元会長のラッセル・D・ムーアなど、他の著名な白人福音主義者たちも、聖書に基づいてトランプに反対する立場をとっている。ウェーナーは、トランプの神学を「キリスト教的というよりはニーチェ的な道徳を具現している」と表現し、福音主義者の「トランプ支持は福音伝道にとって高くつく」と述べ、「トランプの最も永続的な遺産は、部族主義的で、不信に満ち、時に妄想的で、陰謀論に溺れたニヒリズム的な政治文化かもしれない」と述べている。ムーアはトランプの人種的レトリックから鋭く距離を置き、聖書は「これらの問題に非常に直接的に語りかける」ものであり、「人種的統一の問題を避けるためには、聖書そのものを回避しなければならない」と述べている。
長老派教会牧師でピューリッツァー賞受賞作家のクリス・ヘッジズは、トランプの白人福音主義者の支持者の多くは、1930年代のドイツのドイツ・キリスト者運動の支持者に似ており、彼らも指導者を偶像崇拝的な方法で見ていたと主張している。それは、キリスト-ファシズムのVolkメシア、つまり国を道徳的堕落から偉大さへと回復させる神の道具として行動する指導者の考え方である。同様に偶像崇拝を拒否したジョン・フェアは、「トランプは、特に山上の垂訓でイエスが教えたことすべてを窓から投げ捨て、『アメリカを再び偉大に』と呼ばれる雑炊と交換し、キリスト教の観点から見ると、それは偶像崇拝の境界線上にある、いや、偶像崇拝の一形態だ」と述べた。
神学者のグレッグ・ボイドは、キリスト教の政治化と、アメリカ例外主義のキリスト教ナショナリズム理論に異議を唱え、「アメリカの福音主義のかなりの部分が国家主義的・政治的偶像崇拝の罪を犯している」と非難している。ボイドは、「アメリカを神のために取り戻す」という大義と、政治的強制によってキリスト教的価値観を押し付ける政策を、1世紀のイスラエルで「イスラエルを神のために取り戻す」ことを願望し、信者にイエスを政治的メシアの役割に当てはめようとさせたことと比較している。ボイドは、イエスが政治的指導者になることを拒否し、「神が世界で活動するやり方はもはや国家主義的ではなくなるだろう」ということを示したと論じている。
ボイドは、イエスがキリスト教徒に当時の支配的政府で権力を得ることを願うべきだと示唆したことがあるのか、あるいは罪人の行動を変えるために市民法を使うことを提唱したことがあるのかと問う。フェアと同様に、ボイドは消極的な政治的不介入を主張しているのではないと述べている（「もちろん、私たちの政治的見解はキリスト教信仰に影響されるだろう」と書いている）。むしろ、彼は、キリスト教徒は謙遜さを受け入れなければならず、「自分の見解を『唯一の』キリスト教的見解として聖別してはならない」と主張する。ボイドの見方では、この謙遜さはキリスト教徒に社会的支配を拒否することを要求する。彼は、「私たち個人や集団が神の国を表現する唯一の方法は、愛に満ちた、キリストのような、他者に仕える犠牲的行為を通してである。それ以外のこと、どんなに良くて高尚なことであっても、神の国の外にある」と主張している。
ホートンは、「キリスト教トランピズム」のカルトに関わるのではなく、キリスト教徒は「救いの福音を世俗の力に変えること」を拒否すべきだと主張している。フェアは、トランプに対するキリスト教徒の対応は、公民権運動で使われた原則と戦術、すなわち恐れではなく希望を説くこと、力を使って社会的に他者を支配するのではなく謙遜を実践すること、かつて存在しなかったアメリカのキリスト教的ユートピアへのノスタルジアを感じるのではなく（マーティン・ルーサー・キング・ジュニアのバーミングハム刑務所からの手紙のように）歴史を責任を持って読むことを特徴とすべきだと主張している。
保守的な正統派キリスト教徒の作家ロッド・ドレアーと神学者マイケル・ホートンは、エリコ行進の参加者は偶像崇拝に類似した「トランプ崇拝」に従事していたと論じている。ナショナル・レビュー誌で、キャメロン・ヒルディッチはこの運動を次のように説明した。
不満、パラノイア、自己弁護的怒りの有害なイデオロギー的カクテル......。彼らの目的は、大統領選挙の「盗難をストップする」ことであり、愛国者を「世界政府」との戦いに備えさせることだった......。実際、このイベントを通して、参加者がキリスト教をある意味でアメリカのナショナリズムと共質的だと信じているという奇妙な印象が与えられた。まるで、「父と子とアンクル・サム」という新しく改良された聖三位一体が、古くなったニカイア信条版に取って代わったかのようだった。党派的なラジオ司会者でこのイベントの司会を務めるエリック・メタクサスが最初にステージに立ったとき、彼は詩篇の歌や聖なる贖い主への賛美歌で迎えられたのではなく、「USA！USA！」という叫び声で迎えられた。要するに、エリコ集会は、キリスト教が政治的イデオロギーに奉仕するためにどのように歪曲され徴用されうるかという憂慮すべき例だった。
アトランティック (雑誌)のエマ・グリーンは、2021年1月6日の議事堂襲撃事件について、トランプ支持の福音主義白人キリスト教徒とエリコ行進の参加者を非難し、次のように述べた。「暴徒は、イエスが救う！と宣言する標識と旗を掲げていた。そして、神、銃、勇気がアメリカを作った。この3つすべてを守ろう」。

### 説得の方法

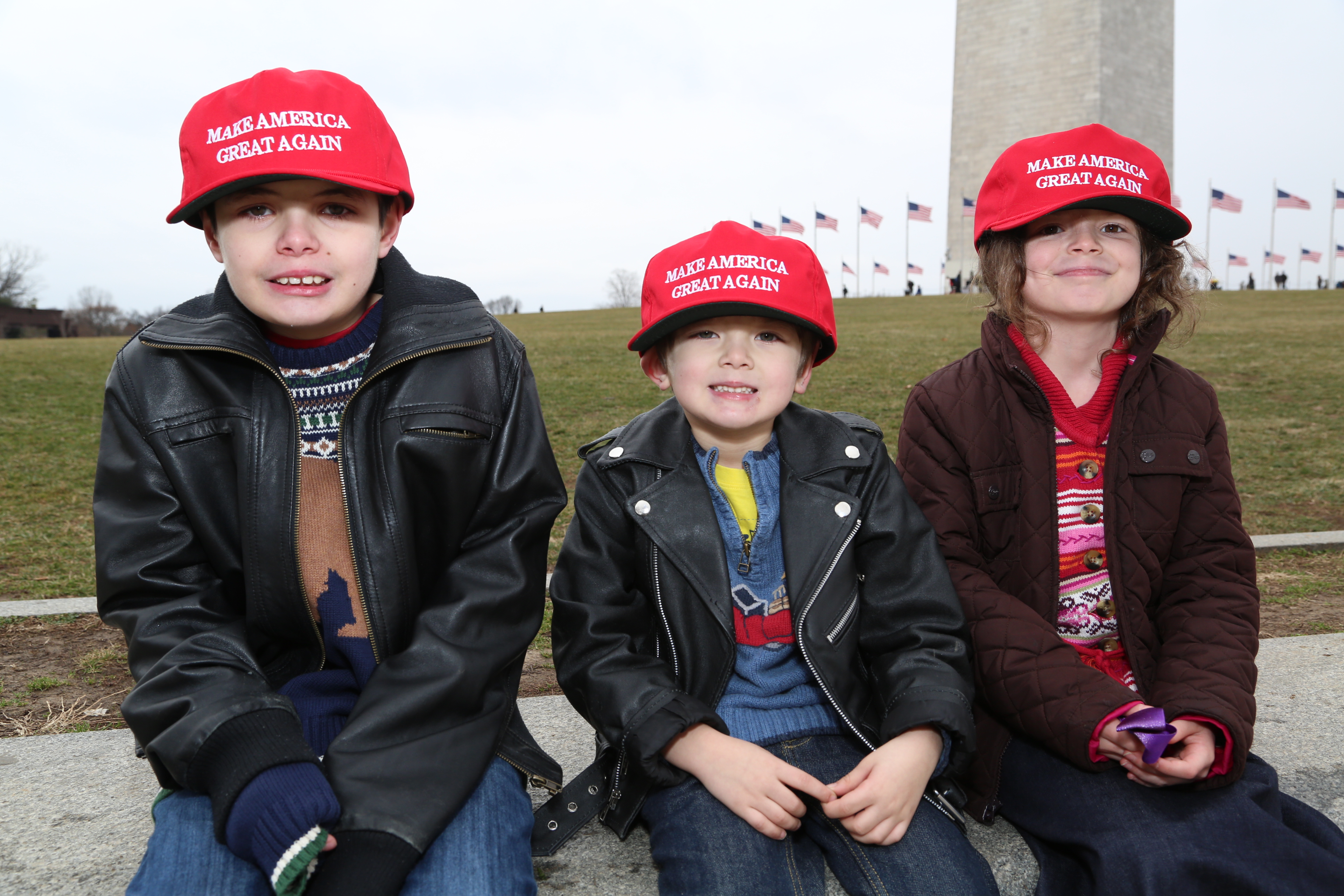
希望の回復の感覚を引き出すために以前レーガンが確立したテーマである「アメリカを再び偉大に」の帽子をかぶった子供たち（2017年ドナルド・トランプ大統領就任式）

社会学者のアーリー・ホックシールドは、トランプの修辞法における感情的テーマが根本的なものだと考えており、「彼の演説は、支配、虚勢、明快さ、国家の誇り、個人の高揚を喚起し、感情的変容を促す」ものであり、「感情的自己利益」に深く共鳴すると書いている。ホックシールドの見方では、トランプは「感情の候補者」として最もよく理解されており、有権者の感情的自己利益を理解することが、トーマス・フランクの著書『カンザスはどうなってしまったのか？』で提起されたような政治家の成功のパラドックス（彼女がトランピズムに変異したと信じるティーパーティー運動の感情のダイナミクスを5年間没入して研究するきっかけとなった異常事態）を説明すると論じている。
彼女の研究から生まれた著書『壁の向こうの住人たち』は、ニューヨーク・タイムズによって「トランプの勝利を理解するための6冊」の1つに選ばれた。ホックシールドは、進歩主義者が、教育を受けた個人が「悪天使」（貪欲、利己心、人種的不寛容、同性愛嫌悪、不運な人々のための税金の支払いを逃れたいという欲求）に訴える政治的レトリックによって、主に合理的な自己利益に反する投票を説得されたと想定するのは間違っていると主張する。彼女は、トランプによって悪天使への訴えかけがなされていることを認めているが、それは「右派の善良な天使、すなわち恐ろしい経済状況の中で忍耐強く順番を待つ能力、忠誠心、犠牲、忍耐力という別の側面を覆い隠している」と述べ、これらの資質を彼女が「深い物語」と呼ぶ動機付けの物語、他の国でも広く共有されているように見える社会契約の物語の一部だと説明している。彼女は、トランプの聴衆に対するアプローチが、エミール・デュルケームが「集合的沸騰」と呼んだ群衆現象を利用することで、彼の支持者の間にグループの結束力を生み出していると考えている。それは、「自分たちを道徳的または生物学的部族の仲間だと思う他者と結びつく人々が感じる感情的興奮の状態......団結を確認し、団結することで安心感と尊重の念を感じる状態」である。
ホートンは、「キリスト教トランピズム」のカルトに関わるのではなく、キリスト教徒は「救いの福音を世俗の力に変えること」を拒否すべきだと主張している。フェアは、トランプに対するキリスト教徒の対応は、公民権運動で使われた原則と戦術、すなわち恐れではなく希望を説くこと、力を使って社会的に他者を支配するのではなく謙遜を実践すること、かつて存在しなかったアメリカのキリスト教的ユートピアへのノスタルジアを感じるのではなく（マーティン・ルーサー・キング・ジュニアのバーミングハム刑務所からの手紙のように）歴史を責任を持って読むことを特徴とすべきだと主張している。
修辞的には、トランピズムは絶対主義的なフレーミングと脅威のナラティブを用いており、政治的エスタブリッシュメントの拒絶が特徴である。絶対主義的レトリックは、譲れない境界線と、その違反に対する道義的な憤りを強調する。トランプ集会におけるレトリックのパターンは、権威主義的運動に共通している。まず、抑うつ感、屈辱感、被害者意識を引き出す。次に、世界を2つの対立するグループに分ける。容赦なく悪魔化された他者の集団と、それらを克服する力と意志を持つ者たちだ。これには、現状を引き起こしていると思われる敵を鮮明に特定し、偏執的な陰謀論とフィアモンガリングを促進して恐怖と怒りを煽ることが含まれる。これらの最初の2つのパターンを民衆に繰り返した後、最後のメッセージは、強力な指導者がいて国家を以前の栄光に戻すと約束することで、抑圧されたオクロクラシーと群衆のエネルギーをカタルシス的に解放することを目指す。

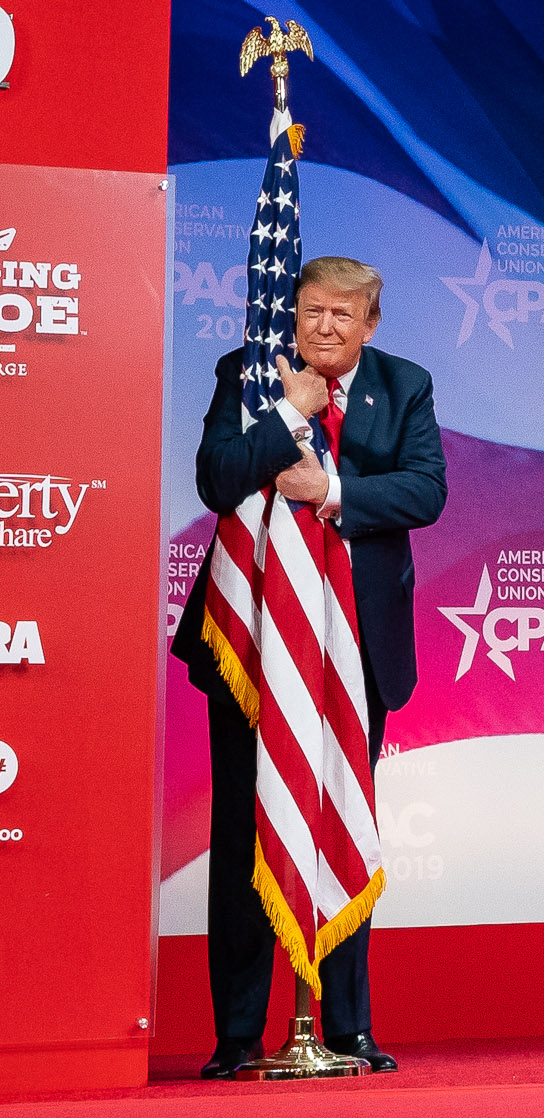
トランプは、アニメーション的ジェスチャー、パントマイム、表情など、演劇的手法を用いてメッセージを売り込む。写真は2019年の保守政治活動協議会のもの。

この3部構成のパターンは、1932年にロジャー・マネー＝カイルが初めて指摘し、後に『プロパガンダの心理学』で発表した。扇情的レトリックの絶え間ない攻撃は、メディアの注目を集めながら、複数の政治的目的を達成するのに役立つが、その中でも特に重要なのは、奥深い新自由主義的規制緩和などの行動を覆い隠すのに役立つ。ある研究では、トランプ政権の最初の1年間に、人種差別的レトリックの並行使用により、大幅な環境規制緩和が行われたが、メディアの注目をあまり集めなかったという例を挙げている。著者によれば、これは標的を非人間化し、民主的規範を侵食し、支持者の怒りに感情的に訴えかけることで権力を強化するという政治的目的に役立ったが、何よりも過激に違反的であるがゆえに強烈なメディアの注目を集めることで、その注意をそらすことに役立った。
トランプのパーソナルブランディングのスキルにより、彼は自身のセレブリティとしてのステータスと知名度を活用して、自分自身をマネー＝カイルの並外れた指導者として効果的にマーケティングすることができた。2016年にMAGAのスーパーPACのコミュニケーション・ディレクターの一人が言ったように、「ヘラクレスのように、ドナルド・トランプはフィクションの産物だ」。ジャーナリズム教授のマーク・ダナーは、「何百万人ものアメリカ人が、ドナルド・J・トランプが（『アプレンティス』で）ビジネスの魔術師、資本主義の大宰相、重役室の賢者、その一挙手一投足や言葉遣いが重厚さと経験と権力と権威と......カネを謳歌する姿を毎週毎週、何十年にもわたって見てきた」と説明している。
政治学者のアンドレア・シュナイカーは、大々的に宣伝されるトランプの公的ペルソナをスーパーヒーローのそれと見なしている。「非常事態の際に、超人的な力を使って他者、すなわち自国を救う、天才でありながら『普通の市民』。問題を見つけ、それを解決するために何をすべきかを知っており、状況を修正する能力を持ち、そうする。ドナルド・トランプのブランディング戦略によれば......スーパーヒーローは、政治家にはできないので、普通のアメリカ人や国家の問題を解決するために必要とされる。したがって、スーパーヒーローは定義上、反政治家だ。ドナルド・トランプは、そのセレブリティとしてのステータスとエンターテイナーとしてのアイデンティティにより、異例の措置を取ることや、ルールを破ることさえ許されると考えられる」。

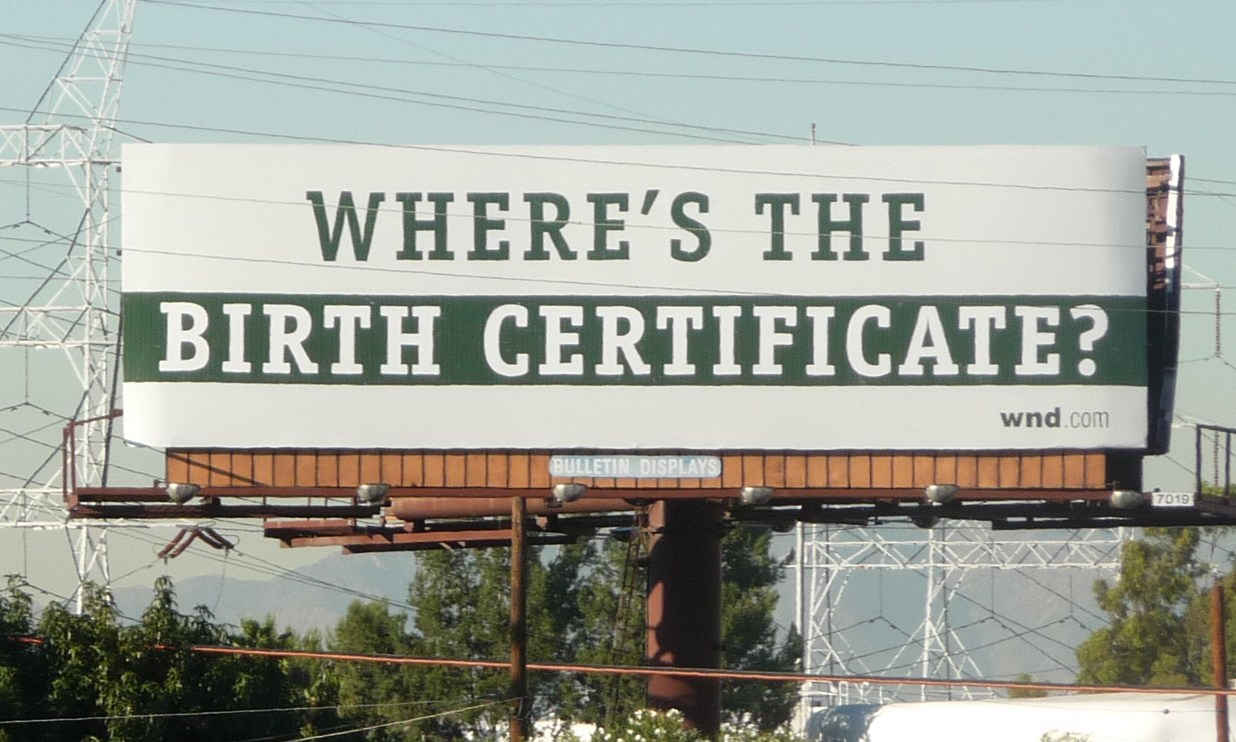
トランプは、政敵の正統性を失わせるために大きな嘘として知られる政治的戦術を用いて、バーサー運動を最も顕著に推進した。

公民権弁護士のバート・ニューボーンと政治理論家のウィリアム・E・コノリーによれば、トランプ主義のレトリックは、ドイツのファシズムが市民（最初は少数派）に民主主義を諦めさせるために使ったのと同様のトロープを用いており、虚偽、半真実、個人的罵倒、脅迫、外国人嫌悪、国家安全保障への恐怖、宗教的偏見、白人至上主義、経済的不安の利用、スケープゴートの絶え間ない探索の集中砲火を使う。ニューボーンは20の並行的実践を見出した。例えば、直接のコミュニケーションを通じて、おべっか媒体を育成し、科学者を嘲笑して客観的真理の概念を侵食することで、信奉者の心の中に「別の現実」とも言うべきものを作り出すこと、入念にオーケストラされた大規模集会を組織すること、法的ケースに敗訴したり拒否されたりした際に裁判官を激しく攻撃すること、相手を周縁化し、悪魔化し、最終的に破壊するために設計された嘘、半真実、侮辱、悪口雑言、あてこすりの絶え間ない流れを使うこと、ジンゴイズム的にウルトラナショナリズムに訴えること、国家の病の原因とされる「望ましくない」民族集団の流入を遅らせ、止め、さらには逆転させることを約束すること、などである。
コノリーは、『Aspirational Fascism』(2017年)という著書の中で、似たようなリストを提示し、聴衆が強く参加するよう奨励される巨大な身体的ジェスチャー、顔の歪み、ヒステリックな非難、別の現実の偽りの劇的な反復、署名フレーズに組み込まれた全体主義的な主張を伴う演劇性とレトリックの統合の比較を加えている。類似点があるにもかかわらず、コノリーはトランプはナチスではないと強調しているが、「むしろ、群衆の称賛、過激なナショナリズム、白人の勝利主義、軍国主義を追求し、警察に説明責任のない権力を与える法と秩序体制を追求し、彼が進める大きな嘘への支持を動員するために、定期的にフェイクニュースを作り出し、反対者を中傷するレトリック・スタイルの実践者である、志向的ファシストである」。

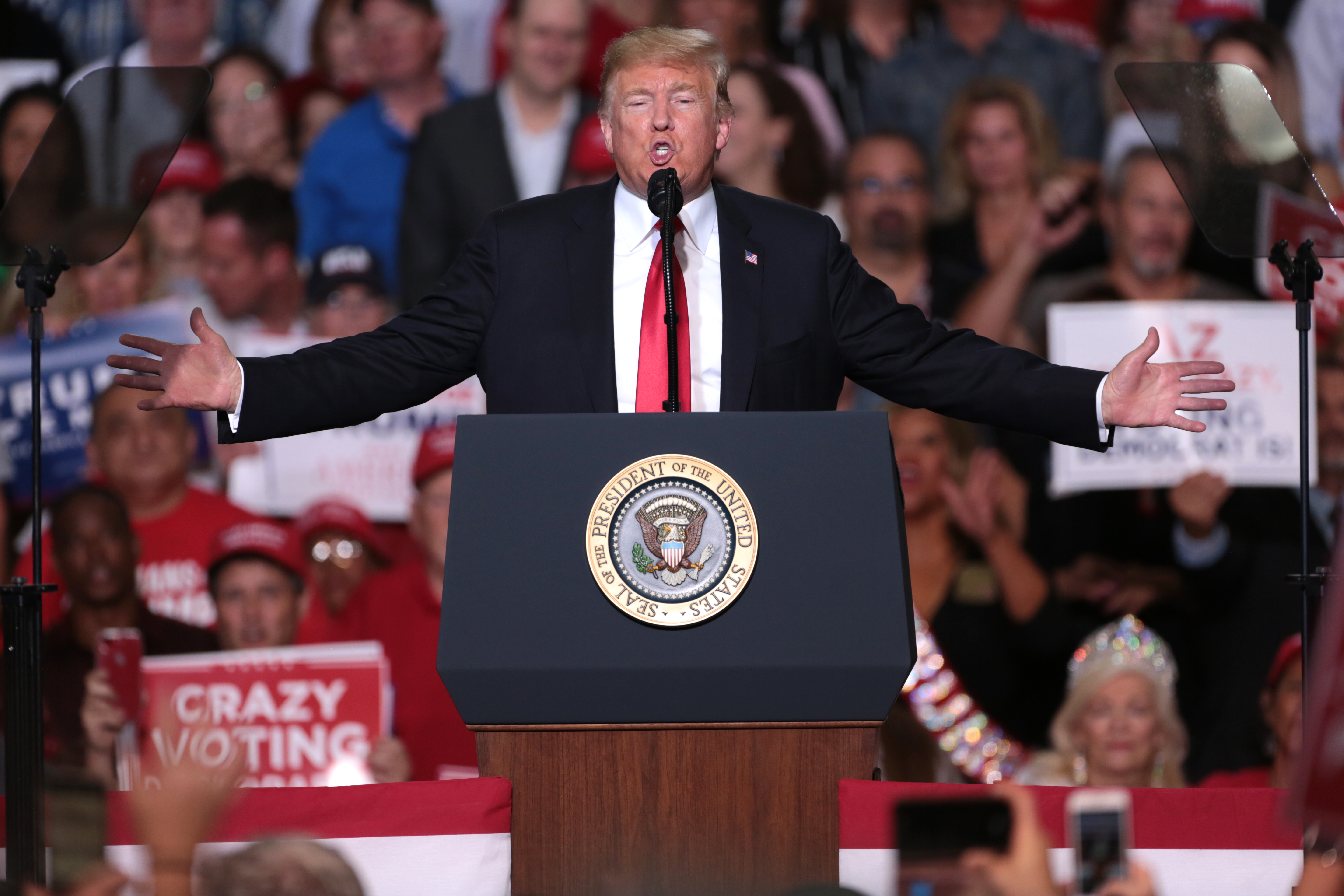
2018年、アリゾナで開かれたMake America Great Again集会のドナルド・トランプ

トランプ主義の集会での群衆力学の報道では、マネー＝カイルのパターンと関連する演出が記録されており、トランプが1980年代から関わってきたスポーツエンタメスタイルのイベントの群衆に媚びる共生的ダイナミクスと比較する者もいる。批評理論学者のダグラス・ケルナーは、レニ・リーフェンシュタールの『意志の勝利』の精巧な演出を、アラバマ州モービルでのトランプの2015年の予備選挙イベントへの巨大な観客動員が期待されるフォトオプの準備と積極的な宣伝の例を用いて、トランプ支持者に用いられるものと比較している。そこでは、スタジアムを周回するトランプ・ジェット、下で高まる熱狂的な支持者たちの興奮、車列、そしてケルナーが「彼らの問題を助け、不満に対処するための政治的救世主」として提示されていると主張する個人の最後の勝利の入場の間を、メディア報道が繰り返しカットする。
コノリーは、このパフォーマンスが群衆の怒りからエネルギーを引き出し、それを引き込みながら、空洞化、オフショアリング、人種的緊張、ポリティカル・コレクトネス、国際安全保障や経済におけるアメリカのより謙虚な地位などの不快なテーマに関する不安、欲求不満、怨恨の寄せ集めに引き込んでいると考えている。アニメーション的ジェスチャー、パントマイム、表情、虚勢、指差しが演劇の一部として組み込まれ、不安を特定のターゲットに向けられた怒りに変えていると指摘し、「トランプのパフォーマンスの各要素は、攻撃的な共鳴マシンが形成されるまで、互いに流れ込み、重なり合う。それはその部分よりも強烈だ」と結論づけている。
一部の学者は、大衆紙によく見られる、そのような群衆の心理を描写する語りは、19世紀のギュスターヴ・ル・ボンの理論の繰り返しだと指摘する。当時、組織化された群衆は政治的エリートによって社会秩序に対する潜在的脅威と見なされていた。ル・ボンは著書『群衆心理』(1895年)の中で、群衆をほとんど宗教的な熱狂に団結させる一種の集合的感染を描写し、メンバーを野蛮で、意識のサブヒューマンなレベルまで還元し、無思慮な目標を持たせるとした。このような記述は支持者を非人間化するものであるため、このようなル・ボン分析は批判されている。なぜなら、自由民主主義の擁護者を自認する者たちが、不満を調査する責任を回避すると同時に、無自覚のうちに非自由主義の同じ我々対彼らのフレーミングを受け入れているからだ。コノリーはリスクを認識しつつも、トランプ的説得が感情伝染のより穏やかな形態を意図的に使用することで成功しているという事実を無視する方がより危険だと考えている。

#### 虚偽
使用される絶対主義的レトリックは、真実性よりも群衆の反応を重視しており、トランプが事実として提示する多数の虚偽がある。ハリー・G・フランクファートの著書『ウンコな議論』を引用して、政治学教授のマシュー・マクマナスは、トランプを真理の力を真剣に受け止めて欺瞞的にそれを隠そうとする嘘つき（例えばリチャード・ニクソン）ではなく、説得することにのみ関心がある「でたらめ屋」だと特定する方が正確だと指摘する。トランプは対照的に、真実に無関心か、気づいていない。自らの業績を誇張する政治家の従来の嘘とは異なり、トランプの嘘は悪質で、簡単に検証できる事実についての嘘をつく。ある集会でトランプは、父親が「ドイツから来た」と述べたが、フレッド・トランプはニューヨーク市で生まれている。
トランプは自分の虚偽が否定されると驚く。2018年の国際連合総会で、自分が他のどのアメリカ大統領よりも最初の2年間で多くのことを成し遂げたと自慢したときに、各国の指導者たちが笑い出したときがそうだった。目に見えて驚いたトランプは聴衆に向かって「そんな反応は予想していなかった」と応じた。トランプは、就任式の日に雨が降らなかったと主張するなど些細なことについても嘘をつくが、オバマがISILを設立したと主張したり、オバマはケニアで生まれたのであってハワイではないと主張する陰謀論であるバーサー運動を促進したりするような壮大な「大きな嘘」も行う。コノリーは、そのような現実を曲げるガスライティングが、コンプロマート（スキャンダラスな素材）を含むファシズムとソ連後のプロパガンダ技術と類似していると指摘し、「トランプ的説得は大きな嘘の反復に大きく依存している」と述べている。

### より戦闘的で、イデオロギー色の薄い支持基盤
ジャーナリストのエレイナ・プロットは、イデオロギーはトランピズムの他の特徴ほど重要ではないと示唆している。プロットは政治アナリストのジェフ・ローを引用しているが、ローは、トランプが共和党支持者の間で「イデオロギー色が薄く」「より分極化している」傾向を「理解し」、それに基づいて行動したと指摘した。共和党員は現在、以前は保守派が煩わしい政府規制として嫌っていた、既往症の政府強制医療保険や貿易関税などの政策を受け入れる意思がより強くなっている。同時に、トランプへの強い支持表明と攻撃的な党派性は、少なくともアメリカの一部地域では、以前は仲間意識と問題主導型の地方政府の無党派的な選挙運動にまで及ぶ、共和党の選挙運動の一部となっている。政治学者のマーク・ヘザリントンらの研究によると、トランプ支持者は政治イデオロギーを超えた「世界観」を共有する傾向があり、「最良の戦略は、不公平であっても強硬手段を取ることだ」などの声明に同意する。対照的に、「協力は成功の鍵だ」などの声明に同意する人は、トランプの対立候補である元共和党大統領候補のミット・ロムニーを好む傾向がある。
2021年1月31日、『ニューヨーク・タイムズ』に、アメリカの選挙を覆そうとする戦闘的なトランプ支持者の試みについての詳細な概要が掲載された。ジャーナリストのニコラス・レマンは、トランプの選挙運動のレトリックと公約の一部と、実際に就任してから成し遂げたこととの乖離、そしてその違いがほとんどの支持者を悩ませなかったという事実について書いている。選挙運動のテーマは、反自由貿易ナショナリズム、社会保障の擁護、大企業への攻撃、「大きな美しい壁を建設しメキシコにその費用を払わせる」、オバマの医療保険制度改革法の廃止、1兆ドルのインフラ建設計画だった。一方、成果は、「従来の」共和党の政策と法律、つまり実質的な減税、連邦規制の緩和、軍事支出の増加だった。多くの人が指摘しているように、共和党は2020年選挙で政策と公約を通常のように「綱領」にまとめるのではなく、「1ページの決議」を提示し、党は「新しい綱領を持たないが、代わりに......『大統領のアメリカ第一の議題を熱心に支持し続けた、そしてこれからも支持する』」と述べた。
ザ・ヒルのワシントン特派員長サガール・エンジェティによると、トランプ活動家の間で広く持たれているトランピズムの別の非イデオロギー的な循環的定義が報告されており、「私は頻繁にMAGA陣営の中の人々から、トランピズムはトランプがすることを意味し、したがって彼がしたことは何もトランピズムから逸脱していないと言われた」と述べている。

### イデオロギー的テーマ
トランピズムは、自由貿易、移民、平等、連邦政府のチェックアンドバランス、政教分離に関して、エイブラハム・リンカーンの共和主義とは多くの点で異なる。ベルリン社会科学センターのピーター・J・カッツェンスタインは、トランピズムはナショナリズム、宗教、人種の3つの柱に基づいていると考えている。ジェフ・グッドウィンによれば、トランピズムの特徴は、社会保守主義、新自由主義資本主義、経済ナショナリズム、排外主義、白人ナショナリズムの5つの重要な要素だ。
2021年の保守政治行動会議で、トランプは自身の定義でトランピズムを特徴づけた。「それが意味するのは素晴らしい取引、つまり......ひどい北米自由貿易協定に代わる米国・メキシコ・カナダ協定のようなものだ。......それは低い税金と雇用を奪う規制の排除を意味する。......それは強い国境を意味するが、実力主義のシステムに基づいて我が国に入国する人々を意味する。......それは街頭での暴動がないことを意味する。それは法の執行を意味する。それは第2修正と武器を保持し携帯する権利を非常に強く保護することを意味する。......それは強力な軍隊と退役軍人の世話を意味する......」。

## 社会心理学

### 支配志向

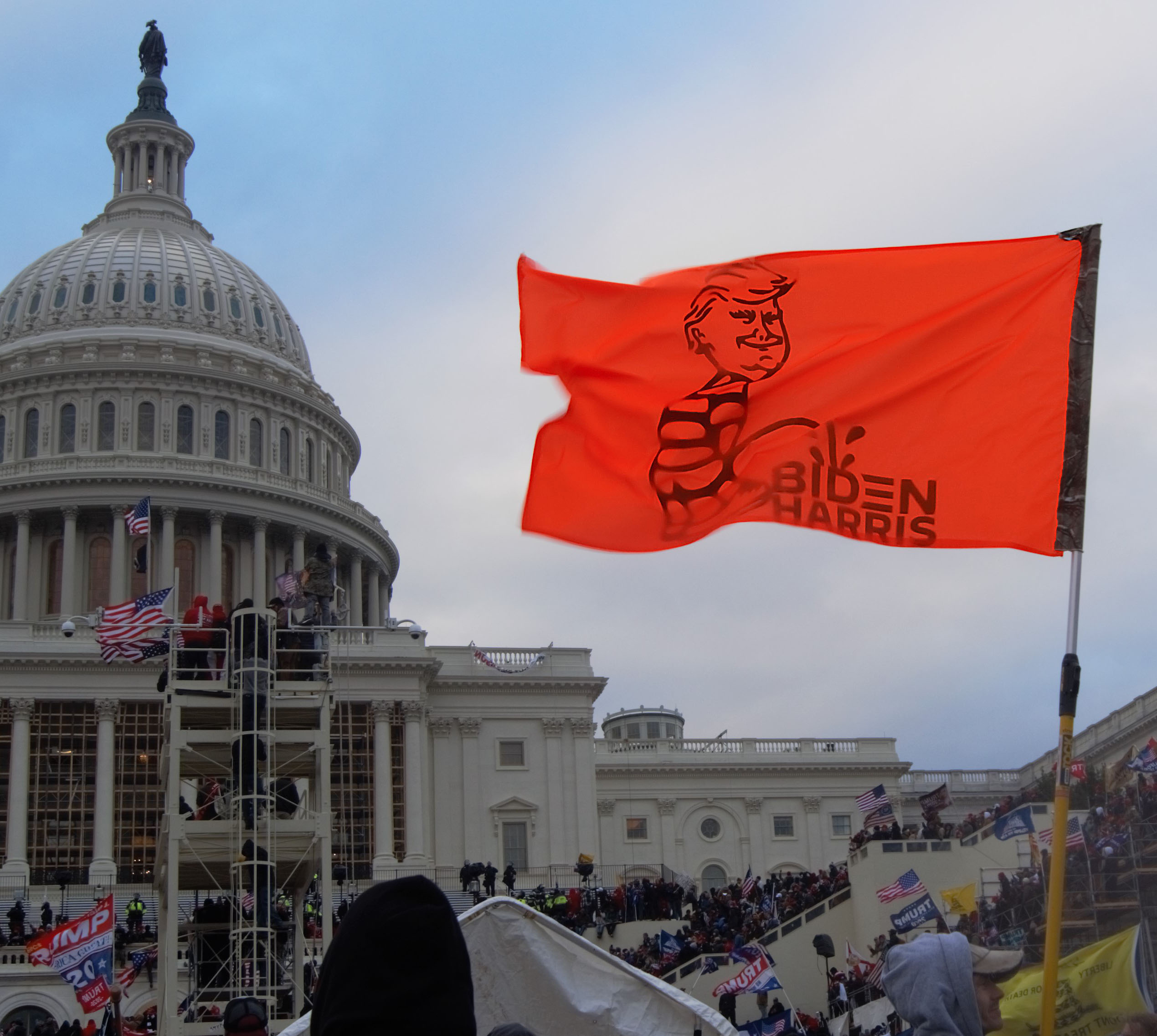
2021年1月6日、暴力的なトランプ主義の暴徒が一時的に議会による2020年選挙でのトランプの敗北の認証を阻止することに成功した際、トランプ支持者は旗、服装、模擬絞首台などで様々な支配のイメージを用いた。

トランプ運動に関する社会心理学研究、例えばボブ・アルテマイヤー、トーマス・F・ペティグリュー、カレン・ステナーの研究では、トランプ運動は主に支持者の心理的素因によって駆動されていると見なされている。アルテマイヤーやペティグリューなどの研究者は、これらの要因が完全な説明を提供するとは主張していないと強調し、（この記事の他の部分でレビューされている）重要な政治的・歴史的要因も関与していることを示す他の研究に言及している。『Social Psychological and Personality Science』誌は、「集団支配と権威主義的攻撃性が2016年米国大統領選挙におけるドナルド・トランプ支持を予測する」という記事を掲載し、トランプの支持者は、自分たちの内集団に有利な、強い階層的かつ自民族中心的な社会秩序を選好するという際立った特徴があると結論づけた研究を説明している。
ジョン・ディーンと共著で執筆した非学術書『Authoritarian Nightmare: Trump and His Followers』の中で、アルテマイヤーは同じ結論に達する研究について説明している。信念やイデオロギーが異なっていても、そのような支持者の連合は、個々人が自分の考えを「区画化」し、脅威にさらされていると感じる部族的な内集団を自分の言葉で定義する自由があるため（例えば、トランプへの福音派の支持の謎など、主に文化戦争や宗教的見解に関連する）、ナショナリズム（例えば、Make America Great Againのスローガン）、人種（白人多数の維持）など、まとまりがあり広範になる可能性がある。

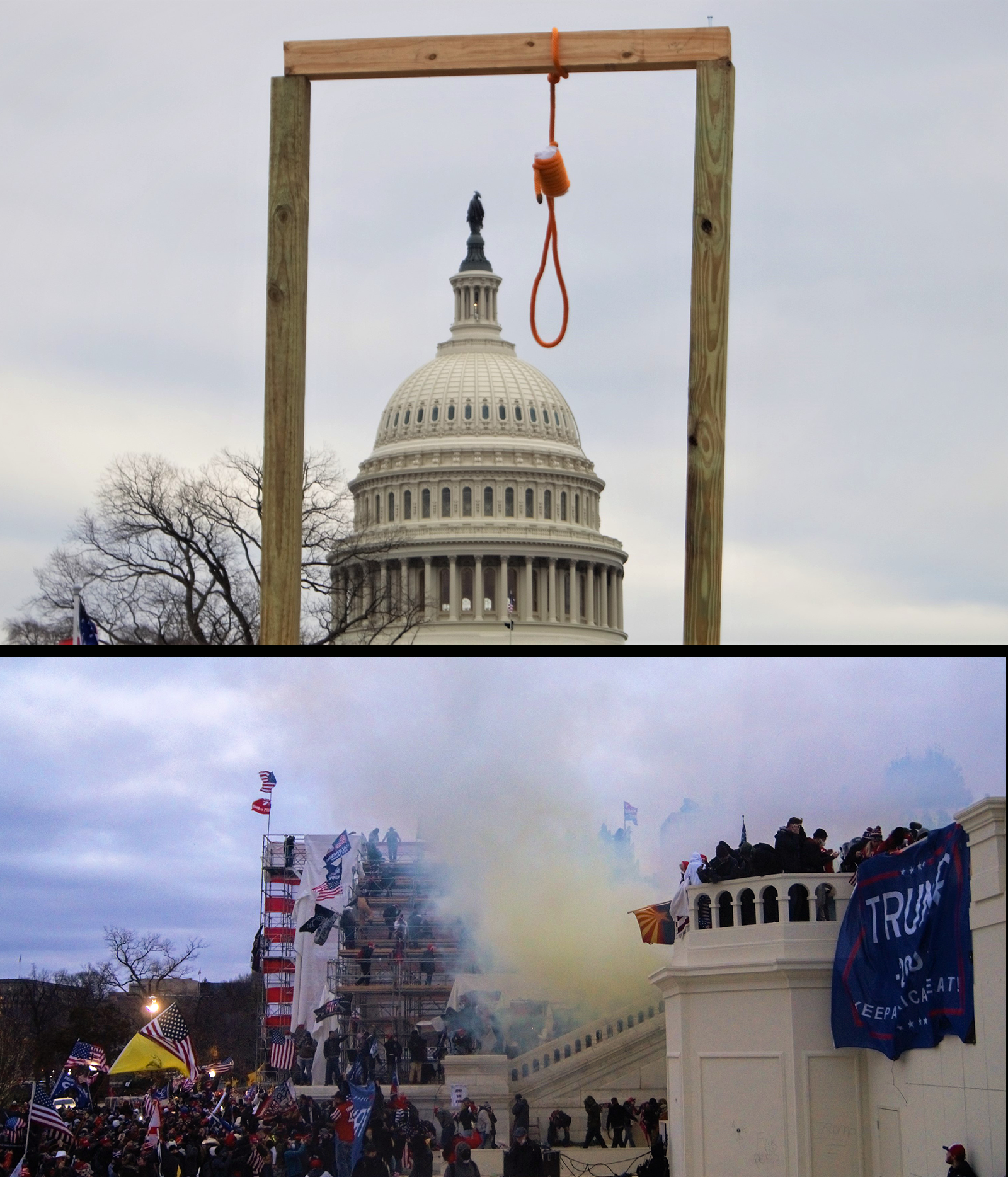
2021年1月6日の議会を攻撃するトランプ支持者と模擬絞首台

アルテマイヤー、マクウィリアムズ、フェルドマン、チョマ、ハンコック、ヴァン・アッシュ、ペティグリューは、そのようなイデオロギー的、人種的、政策的見解を直接測定しようとするのではなく、そのような運動の支持者は、右翼権威主義（RWA）尺度（1980年代にアルテマイヤーと他の権威主義的パーソナリティ研究者によって開発された）と、1990年代に社会的支配理論家によって開発された社会的支配志向（SDO）尺度の2つの社会心理学尺度（単独でまたは組み合わせて）を使用することで、信頼性高く予測できると主張している。
2019年5月、モンマス大学世論調査研究所は、SDOとRWA尺度を使用して仮説を経験的に検証するため、アルテマイヤーと共同で研究を実施した。その結果、社会的支配志向性と権威主義的リーダーシップへの親和性は、トランピズムの支持者と高い相関があることがわかった。アルテマイヤーの視点と権威主義尺度およびSDOを使用してトランプの支持者を特定することは珍しいことではない。彼の研究は、マクウィリアムズ（2016年）、フェルドマン（2020年）、チョマとハンコック（2017年）、ヴァン・アッシュとペティグリュー（2016年）で議論された前述の研究のさらなる確認であった。
この研究は、支持者が常に権威主義的な方法で行動することを意味するのではなく、その表現は状況に応じて変化し、恐怖や対象者が脅威と感じるものによって引き起こされなければ影響力が低下することを意味する。この研究は世界的なものであり、トランピズムを分析するのと同様の社会心理学的手法は、ベルギーやフランス（Lubbers & Scheepers, 2002; Swyngedouw & Giles, 2007; Van Hiel & Mervielde, 2002; Van Hiel, 2012）、オランダ（Cornelis & Van Hiel, 2014）、イタリア（Leone, Desimoni & Chirumbolo, 2014）など、ヨーロッパの類似の運動の支持者を特定する上でその有効性が実証されている。世論調査員のダイアン・フェルドマンは、2012年には民主党のオバマに投票したが2016年にはトランプに鞍替えした人々で構成されたフォーカスグループの参加者のコメントを引用し、反政府、反沿岸エリートの怒りに注目した。「『彼らは自分たちが我々より優れていると思っている。彼らはポリコレで、美徳シグナリングをしている』。『トランプは、自分たちが我々より優れていて、我々をだましていると思っているような人々の1人には見えない』。『彼らは我々に説教する』。『彼らは教会にさえ行かない』。『彼らが支配していて、我々から奪っている』」。

### 動物行動に基づくこと
元アメリカ合衆国下院議長のニュート・ギングリッチは、「トランピズムの原則」と題する演説の中で、支配の中心的役割を説明し、必要なリーダーシップのスタイルを暴力的なクマのそれと比較した。心理学研究者のダン・P・マクアダムスは、アルファオスのチンパンジー、特に著名な霊長類学者フランス・ドゥ・ヴァールが実施したチンパンジーの社会行動の広範な研究の対象であるイェルーンの支配行動と比較する方がよいと考えている。生物学と人類学の教授であるクリストファー・ボーンも同意し、「彼の政治的ポーズのモデルは、私がタンザニアで6年間ゴンベのチンパンジーを研究して野生で見たものを彷彿とさせる」「典型的なアルファオスのディスプレイのように見える」と書いている。
イェルーンの例を用いて、マクアダムスは類似点を次のように説明している。「Twitterでは、トランプの扇動的なツイートは、イェルーンの突進ディスプレイのようだ。チンパンジーのコロニーでは、アルファオスは時折発狂し、近くの他のオスに向かって突進しながら、悲鳴を上げ、叫び、激しく身振りをし始める。ライバルのオスが恐れおののき、大混乱が起きる......。混乱が終わると、平和と秩序の時期があり、ライバルのオスはアルファに敬意を払い、彼を訪ね、グルーミングをし、様々な形で服従を表現する。トランプの場合、彼のツイートは、敵を脅し、従順な支持層を結集するように設計されている......。これらの言葉の爆発は、皆に彼の怒りと力を思い出させることで、大統領の支配力を強化する」。
霊長類学者のジェーン・グドールは、トランプの支配パフォーマンスと同様に、「ライバルを印象づけるために、支配階層で上昇しようとするオスは派手なディスプレイを行う。踏み鳴らし、地面を叩き、枝を引きずり、石を投げる。ディスプレイが活発で想像力に富んでいるほど、その個体が階層で上昇する可能性が高く、その地位を維持する可能性も高い」と説明している。この比較は、トランプに同情的な政治オブザーバーによっても繰り返されている。トランプの熱心な支持者であるナイジェル・ファラージは、2016年アメリカ合衆国大統領候補者討論会でトランプがクリントンに迫った様子について、「大きなシルバーバックのゴリラのように見えた」と述べ、「彼はあの大きなアルファオスだ。群れのリーダーだ！」と付け加えた。
マクアダムスは、『アプレンティス』でのトランプの役割を研究したシーラ・ガブリエルの研究が示すように、トランプのパフォーマンスがファンに生み出すパラソーシャルな絆のために、聴衆は支配感を間接的に共有できると指摘している。マクアダムスは、「テレビの視聴者は、ドナルド・トランプ流の世界を間接的に経験した」と書いており、その世界でトランプは「人間は最も邪悪な動物であり、人生は勝利か敗北に終わる一連の戦いだ」と言っている。

### 集合的ナルシシズム
文化人類学者のポール・ストーラーは、トランプが有名人文化の基本、つまり派手さ、幻想、ファンタジーを見事に使って、嘘が真実になり、自分の夢に対する現実の抵抗が正しい態度と大胆な自信によって克服される共有された別の現実を構築したと考えている。トランプの父は、幼い頃から子供たちに、家族の牧師ノーマン・ヴィンセント・ピールが提唱する積極的思考のアプローチを教え込んだ。トランプは、ピールが事実を重要でないと考えていたと自慢し、代わりにポジティブな態度が「イメージ」したものを具現化させるだろうと述べ、自分をピールの哲学の最高の学生だと考えていた。トランプの伝記作家グウェンダ・ブレアは、トランプがピールの自己啓発哲学を「武器化した」と考えている。
心理史学の学者でカルトの性質に関する権威であるロバート・ジェイ・リフトンは、トランピズムを「現実への攻撃」として理解することの重要性を強調している。指導者が支持者にとって真実を無関係なものにすることにある程度成功すれば、より大きな力を持つことができる。トランプの伝記作家ティモシー・L・オブライエンも同意し、次のように述べている。「それはトランピズムの中核的な運営原則だ。客観的現実を常に攻撃していれば、自分が唯一信頼できる情報源として残ることになる。これは彼が支持者との関係で目指すことの1つだ。つまり、彼ら以外は誰も信じるべきではないということだ」。リフトンは、トランプは独我論的な現実の提供者であり、事実に敵対的で、熱心な信者の共同体が抱くフラストレーションや恐怖心を増幅することで集団的になると考えている。

社会心理学者はこれを集合的ナルシシズムと呼んでいる。これは、自分の集団が社会で特別な地位にあるという考えに対する、一般的で強い感情的な投資のことである。それは、しばしば外集団に対する不寛容の慢性的な表現、集団間の攻撃性、内集団が認識された批判や適切な尊重の欠如によって脅威を感じるたびに頻繁に表現される集団の被害者ぶりを伴う。集団成員のアイデンティティは、そのリーダーによって表現される集合的アイデンティティと密接に結びついており、権威主義的運動との関係を調べる多くの研究の動機となっている。集合的ナルシシズム尺度は、トランプの運動を含むそのような運動のメンバーシップを予測する強力な指標であることが示されている。
トランプが白人福音派の恐怖の政治を利用したことを詳述した著書『Believe Me』の中で、メサイア大学の歴史学教授ジョン・フェアは、ノスタルジアへの空想的な訴えのナルシシズム的性質を指摘し、次のように述べている。「結局のところ、ノスタルジアの実践は本質的に利己的なものである。なぜなら、それは完全に私たち自身の過去の経験に焦点を当てており、他者の経験には焦点を当てていないからだ。例えば、『ビーバーちゃん』の世界にノスタルジックな人々は、1950年代のクリーバー家の郊外の『楽園』に住んでいた人々の中にも、自分たちが『素晴らしい』と表現するようなやり方では世界を経験していなかった人々がいたかもしれないということを認識できないかもしれない。ノスタルジアは我々にトンネルビジョンを与える可能性がある。過去の選択的な使用は、人間の経験の複雑さと幅を認識できないのだ......」。

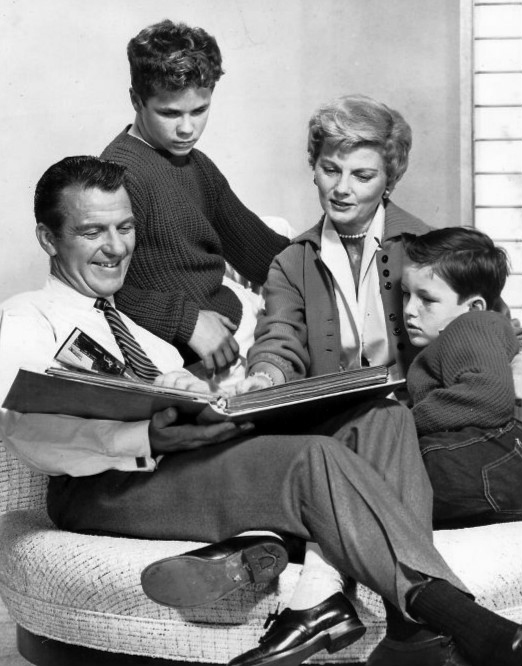
歴史学者ジョン・フェアによると、多くのトランプ支持者は、実際には存在しなかったユートピア的な『ビーバーちゃん』版のアメリカへの回帰を訴えることで変化から逃げ場を求める他の人々と共通点を見出している。

フェアによると、そのような理想化された過去の空想的なバージョンを実現することの絶望は、「恐怖に満ちた未来を想像させる」ため、見慣れないものは何でも陰謀論的な物語のエサとなり、「恐怖を克服するのに必要な精神的勇気」を呼び起こすことができない白人福音派を簡単に動員できるという。その結果、彼らはこれらの恐怖を受け入れるだけでなく、トランプのような強者に容易に虜になる。トランプは彼らの恐怖を繰り返し増幅しながら、その恐怖からの救世主を装うのだ。白人福音派のトランプ支持者に対する陰謀論の影響についてのフェアの分析をレビューした宗教政治学者のデビッド・ガターマンは次のように書いている。「脅威が大きければ大きいほど、救いは力強いものになる」。ガターマンの見解では、「ドナルド・J・トランプはこの方程式を発明したのではない。福音主義者たちは、精神的勇気の欠如の中で、何世代にもわたってこのメッセージを要求し、称賛してきた。『恐れるな』という文字通りの聖書の保証にもかかわらず、白人福音派は恐怖に傾きやすく、彼らのアイデンティティは恐怖によって扇動され、恐怖の源は見慣れない曲がり角ごとにある」。
社会理論学者のジョン・キャッシュは、迫り来る恐怖の災難の物語は、白人福音派のリーダーたちが提供する集合的に保持される特定の確信と結びついたアイデンティティを持つ単一のコミュニティよりも幅広い聴衆を持っていると指摘し、2010年のピュー研究所の調査を示している。この調査では、アメリカの41％が世界は21世紀半ばまでに確実にまたはおそらく破滅すると考えていることがわかった。キャッシュは、人種や政治的絶対主義に基づくものなど、同じように考える個人を「我々対彼ら」の物語に結びつける統一効果を持つ他の物語の中にも、確信が見出される可能性があると指摘している。
キャッシュは、すべての政治システムは、ナルシシズム、ファンタジー、非論理性、歪曲の誘惑にある程度さらされなければならないと指摘する。キャッシュは、「社会的経験としてのトランピズムは精神病のような現象として理解できる」、「（トランピズムは）現実との関係に対する意図的な......攻撃である」と考える精神分析理論家のジョエル・ホワイトブックが正しいと考えている。ホワイトブックは、トランプの戦略はプーチンの戦略家ウラジスラフ・スルコフのそれに似ていると考えており、スルコフは「絶え間ない変身を用い、ある瞬間はナショナリスト・スキンヘッドに、次の瞬間は人権団体に訴える」。
キャッシュは、トランプが一連の矛盾するツイートや発言でそれらすべてを受け入れているかのように見せることで、異なるファンタジーを持つフォロワーに鏡を差し出す巧みな能力を描写する際に、『不思議の国のアリス』の世界との比較を行っている。キャッシュは、例えば、トランプがシャーロッツビルの後、「ノスタルジアの明確なしるしであるトーチを持っていたネオナチのデモ参加者」の中の「とてもすばらしい人々」を支持し、励ましているように見えたり、アメリカ初の黒人大統領に不満を感じている聴衆に向けて、オバマが盗聴したなどの陰謀ファンタジーを主張したりしたことを例に挙げている。キャッシュは次のように書いている。「真実と正確さを主張する不屈のアリスとは異なり、鏡の国に足を踏み入れた時、逆転、矛盾、ナンセンス、非合理性の世界に直面しても、トランプはこのプロセスを逆転させる。自分のイメージに虜になり、その結果、好みの自己イメージを乱したり溶解させたりすることを恐れて、鏡の向こう側に踏み込むことができず、また踏み込もうとしないトランプは、鏡の向こう側の抑制のない歪んだ世界を私たちの共有世界に引きずり込んだのだ」。
リーダーは集団が共有する現実の支配的な所有権を持っているが、リフトンは、トランピズムと典型的なカルトの間に重要な違いがあると考えている。例えば、全体主義的イデオロギーを進めていないことや、集団の結束を維持するために外部世界からの孤立が使われていないことなどだ。リフトンは、カルトに似た説得テクニックが使われていることを指摘している。例えば、キャッチフレーズの絶え間ない繰り返し（集会での反応、リツイート、フェイスブックでのシェアを通じて）による教化や、直接またはオンライン環境での教祖のような発言への参加型の反応などだ。例としては、コール・アンド・レスポンスの使用（「クリントン」で「彼女を閉じ込めろ」、「移民」で「あの壁を建てろ」、「誰が払うんだ？」で「メキシコだ」）があり、これによってリーダーとコミュニティの間の超越的な一体感がより深まる。集会の参加者や観察者は、しばしば経験される特別な解放感について言及しており、リフトンはそれを「超越の経験とさえ呼べる『高揚状態』」と呼んでいる。

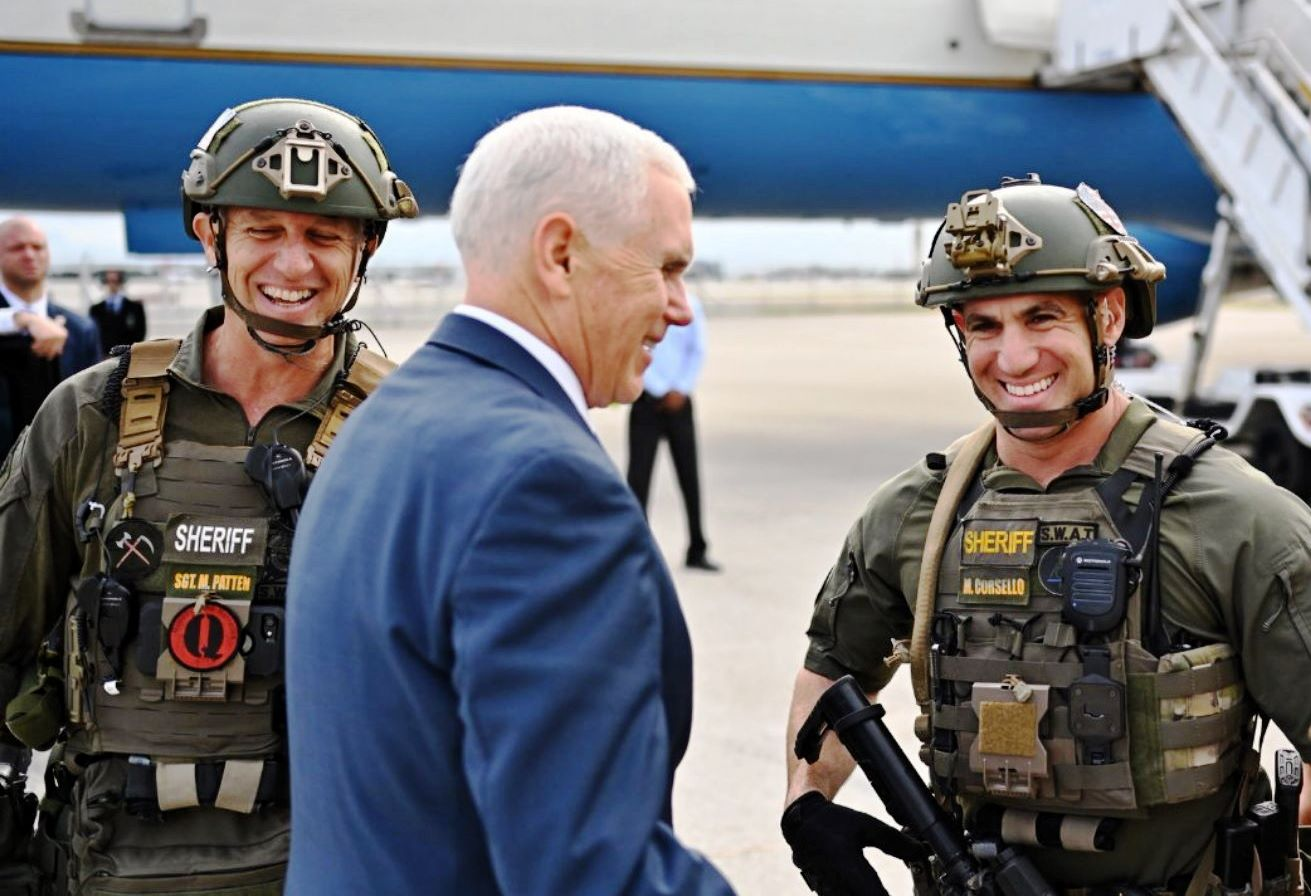
トランプ支持者の間では、Qアノンのような極右陰謀論が広く受け入れられており、2020年の世論調査データによると、半数がこの理論の両方の要素を信じている。写真は、マイク・ペンス副大統領と、注目度の高い警備の任務に就いているブロワード郡 (フロリダ州)のSWATチームのメンバーで、そのうちの1人がQAnonのパッチを着用している。

保守派の文化評論家デビッド・ブルックスは、トランプ政権下で、この陰謀のテーマに大きく依存したポスト真実的な考え方が共和党のアイデンティティを支配するようになり、そのような内部者は大多数の人々が持っていない重要な情報を持っているため、信奉者に優越感を与えていると指摘している。その結果、彼らを支配しようとする隠れた陰謀から「専門家」の影響を拒否する、力を与える主体性、解放感、権利意識、集団としての義務感が生まれる。ソーシャルメディアは、同じ考えを持つ信者とのつながりを促進し、拡大するメンバーの力を増幅し、同じ考えを持つ信者との絶縁された別の現実のエコーチェンバーに閉じ込める。社会心理学と認知科学の研究は、人々は自分の見方を確認する情報やコミュニティを求め、政治的でない素材で虚偽の主張を特定するのに十分な批判的思考スキルを持つ人でさえ、政治的信念に合わない事実の素材を解釈する際にはそれができないことを示している。
このようなメディアによる共有された事実に基づく現実からの乖離は、少なくとも印刷機の出現した1439年までさかのぼるが、ソーシャルメディアの新しい点は、リーダーからの直接的で即時的なコミュニケーションによって生まれる個人的な絆と、メッセージを繰り返し、集団のアイデンティティを示す行動に参加する機会が常にあることだ。2015年以前から、トランプはテレビやメディアに何度も登場していたため、かなりの数の支持者とこの種のパラソーシャルな絆をすでにしっかりと築いていた。トランプの陰謀論的見解と似た政治的見解を持つ人々にとって、トランプがTwitterを使ってそれらの見解を共有することで、友人に対するような感情的な絆が深まり、彼の怒りを共有し、道義的憤りを共有し、成功を誇りに思い、失敗の否定や陰謀論的見解を共有するようになったのだ。

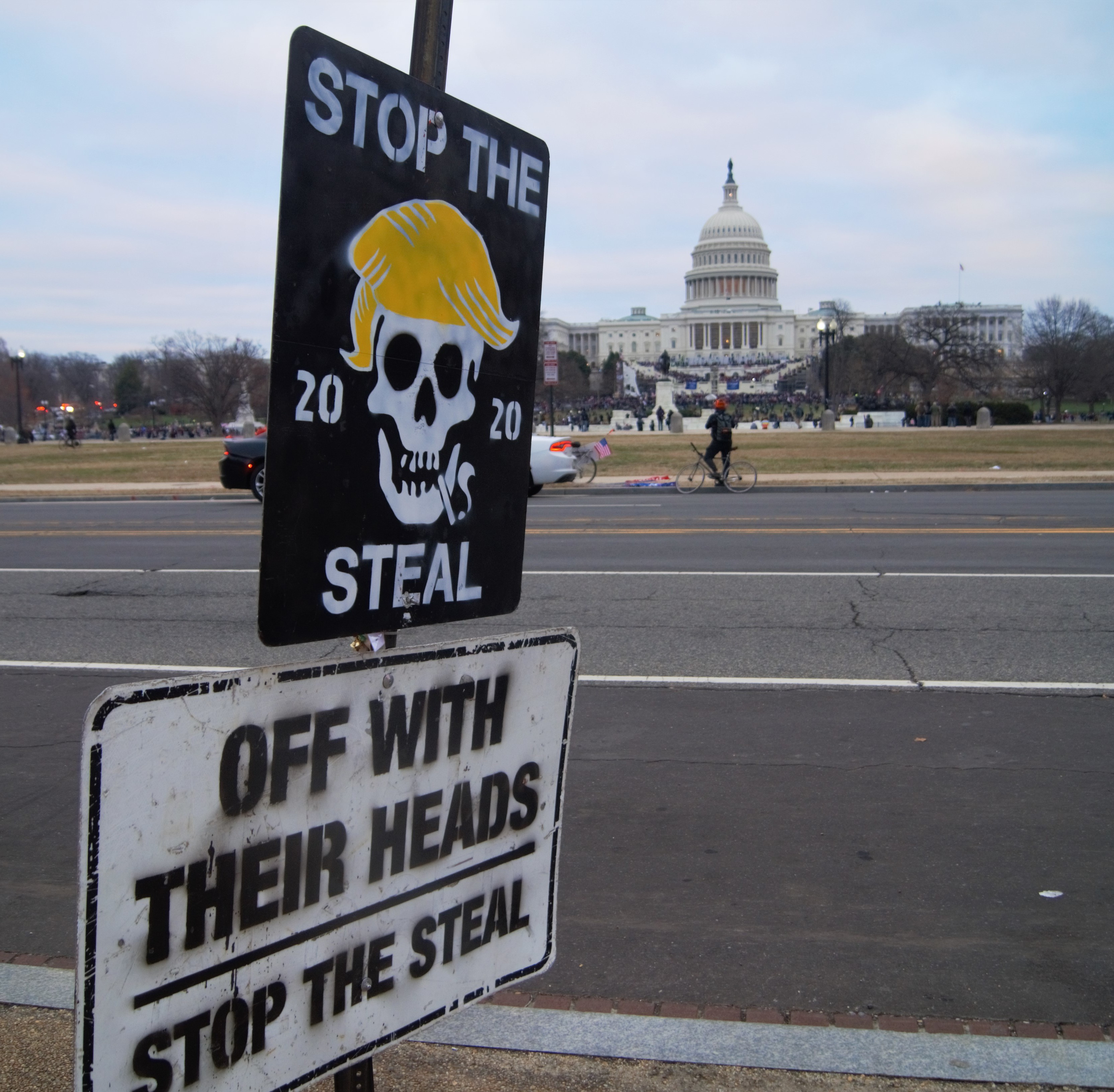
議事堂襲撃の日に立てられた、Stop the Stealの陰謀テーマを使った支配のイメージ。共和党員の4人に3人がこの陰謀論を信じており、ほぼ半数が議事堂襲撃を支持している。

感情的ツールとしての有効性を考えると、ブルックスは、このような陰謀論の共有が21世紀の最も強力なコミュニティ結束のメカニズムになったと考えている。陰謀論には通常、強い政治的要素があり、ホフスタッターの『アメリカ政治におけるパラノイア的スタイル』などの書物は、これらの現実に対する別の見方の政治的有効性を説明している。トランプの2016年選挙での敗北を阻止するための選挙の不正操作、中国が仕掛けた気候変動の嘘、オバマがアメリカ生まれではないこと、クリントン夫妻に関する複数の陰謀論、ワクチンが自閉症の原因になることなど、このようなナラティブをトランピズムのレトリックの定番にしたことがトランプの政治的成功の要因だとする見方もある。最も人気があるが、反証され、信用されていない陰謀論の1つがQアノンで、民主党のトップが子供の性的人身売買の仕掛け人であり、トランプ大統領がそれを解体する努力をしているというものだ。2020年10月のヤフーとユーガブの世論調査では、これらのQAnonの主張は、トランプ支持者の間では、周縁的な信念ではなく主流の信念であり、調査対象のトランプ支持者の半数が、この理論の両方の要素が真実だと述べていることが示された。
一部の社会心理学者は、トランプ支持者が社会的相互作用を支配の枠組みで解釈する傾向が、事実との関係にも及んでいると見ている。フェリックス・サッセンバッハとアダム・B・ムーアの研究では、支配の動機は、2016年のトランプ支持者の間では、事実を否定する敵意と陰謀論への親和性と強く相関していたが、クリントン支持者の間ではそうではなかった。多くの批評家は、トランプがナラティブ、感情、レトリックの策略の全体を利用して、支持者を自分たちよりずっと大きな物語の登場人物として、グループの共通の冒険に引き込むスキルに注目している。
それは、巨大な脅威を打ち負かすための共同体形成の武器を呼びかける物語や、指導者のアメリカの偉大さを取り戻す英雄的な行為の物語だけでなく、支持者一人一人の自由と人生をコントロールする力の感覚を取り戻す物語でもある。トランプはこれらの願望を引き出し、増幅させ、自分の本の中で、真実を曲げることが効果的なのは、人々の最大のファンタジーに訴えるからだと説明している。対照的に、クリントンはそのような感情に満ちた物語を軽視し、トランプ主義のナラティブの感情的ダイナミクスを無視した。

## メディアと柱状化

### 文化産業
ピーター・E・ゴードン、アレックス・ロス、社会学者のデビッド・L・アンドリュース、ハーバード大学の政治理論家デビッド・レボウは、テオドール・アドルノとマックス・ホルクハイマーの「文化産業」の概念が、トランピズムを理解するのに有用だと考えている。ロスはこの概念について、文化産業は「大衆催眠のファシスト的方法を再現し......現実とフィクションの境界線を曖昧にしている」と説明し、「トランプは政治的現象であると同時に大衆文化の現象でもある」と説明している。ゴードンは、これらの大衆文化の提供者は単に憤慨を利用しているだけでなく、政治をより商業的に儲かる製品に変えていると指摘している。「狭いニッチ市場内で、意見を分極化し、標準化された反映を、ユーモアと演劇化された憤慨の形に変えている......その中で、人は自分の好みのスローガンに酔いしれ、すでに自分が知っていることを知っている。ほとんどあらゆる政治的立場を挙げてみても、社会学者が柱状化と呼ぶもの、あるいはフランクフルト学派が『チケット』思考と呼んだものが、ほぼ間違いなく、一連の意見を予測するだろう」。
レボウの見方では、トランピズムはこのプロセスの原因というよりも結果である。アドルノの作品以降の年月の中で、レボウは文化産業が、「ますますインターネットに基づき、指示対象の現実から切り離された自己言及的なハイパーリアリティを構成する」政治化する文化市場へと進化したと考えている。「扇情主義と絶縁化は、認知的不協和への不寛容を強化し、代替のハイパーリアリティに対する敵意を増幅する。エスカレートの自己強化ロジックの中で、不寛容と敵意はさらに扇情主義と絶縁化への退行を助長する」。ゴードンの見方では、「トランピズム自体は、文化産業の別名に過ぎないと言えるだろう。そこでは、抑圧を解消するパフォーマンスが、まさに以前と同じように続けるための手段として役立っているのだ」。
この観点から見ると、社会的支配の傾向を持つ個人の心理的操作への感受性は、トランピズムの中心ではなく、代わりに、これらの感受性やその他の感受性を利用して、人々を標準化された方法で考えるように条件付ける仕組みを使う「文化産業」なのである。急成長する文化産業はどの政治的境界をも尊重せずにこれらの市場を発展させており、ゴードンは次のように強調している。「これは右派だけでなく左派にも当てはまり、今日政治的言説として通用するものを考えると特に注目に値する。公共圏の代わりに、私たちにはユルゲン・ハーバーマスがずっと前に再封建化と呼んだものがある」。
クライスが「メディアのアイデンティティに基づく説明」と呼ぶものは、トランプの成功を理解するために重要である。なぜなら、「市民は党派的アイデンティティのレンズを通して政治を理解し、情報を受け入れるからだ。......社会的に埋め込まれた公衆とアイデンティティ・グループに基づく民主主義を理解できなかったことで、トランプ時代のジャーナリズムとメディアの前進への道を想像する私たちの能力には大きな限界があった。Fox Newsとブライトバードが発見したように、真実を提示するという抽象的な主張とは全く別に、特定の公衆を代表し、そのために働いているという主張には力がある」。

### 見世物と憤慨の収益性
トランピズムをエンターテインメント商品として検証する一部のメディア研究では、アウトレイジ言説への大きな依存に焦点を当てている。トランプのそのようなストーリーテリングのエンターテインメント的価値への注目とメディア企業の商業的利益との共生関係により、メディア報道の面でトランプのレトリックが他の候補者のそれよりも特権的に扱われた。無礼の独特な形態である政治ブログ、トークラジオ、ケーブルニュースのオピニオン番組でのアウトレイジ・ナラティブの使用は、数十年前には比較的新しい政治的オピニオンメディアのジャンルを代表するようになっており、その収益性の高さから大きな成長を遂げていた。
メディア評論家のデビッド・デンビーは次のように書いている。「良いスタンダップコメディアンのように、トランプは観客を誘って、彼の芝居を披露するという冒険、つまり、誰もが侮辱される大統領選挙運動を行うという野蛮で面白い冒険に参加させる」。デンビーの主張は、トランプは単に消費者が求める政治的エンターテインメント商品を提供するのが上手いということだ。彼は、「『運動』の許容される行動基準は大衆文化、つまり最近ではスタンダップコメディやリアリティTV、インターネットの冷笑的でトローリングな習慣によって形成されてきた。ドナルド・トランプが俗物的で扇情的でどたばたしていると効果的に言うことはできない。彼の聴衆が買っているのは、まさに俗物的な扇情主義とどたばたなのだから。ドナルド・トランプはアメリカが生み出したのだ」と指摘している。
トランプのアウトレイジ言説は、架空の主張、様々な集団に対する意地悪な攻撃、人種的・宗教的不寛容への犬笛的訴求を特徴としていたが、メディア幹部はその収益性を無視できなかった。CBSのCEOレス・ムーンベスは、「アメリカにとって良いことではないかもしれないが、CBSにとっては非常に良いことだ」と述べ、トランピズムのメッセージ形式とメディア企業の商業的目標が両立するだけでなく、相互に収益性が高いことを示した。倫理公共政策センターのシニアフェローであるピーター・ウェーナーは、トランプを「混乱を生み出し、ルールを破り、憤慨を引き起こすことに活路を見出す」政治的「ショックジョック」だと考えている。
無礼さの政治的収益性は、トランプの2016年予備選挙運動に与えられた莫大な無料放送時間（20億ドルと推定される）によって実証された。メディア追跡会社によると、全国選挙運動の終わりまでにはほぼ50億ドルに増加した。無礼さの優位性は、ソーシャルメディアでも同じように当てはまり、「BuzzFeedの分析によると、ニセのサイトや超党派的なブログから発信された選挙に関するフェイクニュースのトップ20が、New York Times、Washington Post、Huffington Post、NBC Newsを含む19の主要ニュースメディアが制作した選挙に関するトップ20ニュースを合わせたものよりも、Facebookでより多くのエンゲージメント（シェア、リアクション、コメントで測定）を生み出した」。

### ソーシャルメディア
| ドナルド・J・トランプ | Xの短文投稿より |
| @realDonaldTrump      |                 |

             My use of social media is not Presidential - it’s MODERN DAY PRESIDENTIAL. Make America Great Again!（私のソーシャルメディアの使い方は大統領らしくない - それは現代的な大統領らしさだ。アメリカを再び偉大にしよう！）
         

        July 1, 2017

トランピストのコミュニケーションがソーシャルメディアに適していることを示す研究を調査して、ブライアン・オットは次のように書いている。「トランプの公の言説を研究した解説者たちは、私がTwitterの3つの決定的な特徴（単純さ、衝動性、無礼さ）として特定したものと密接に対応する話法のパターンを観察している」。メディア評論家のニール・ゲイブラーも同様の見解を示しており、「ラジオにとってのフランクリン・ルーズベルト、テレビにとってのジョン・F・ケネディが、トランプはTwitterにとってのものだ」と書いている。アウトレイジ言説の専門家パトリック・オカラハンは、トランプが依存する特定のタイプのコミュニケーションを利用する時、ソーシャルメディアが最も効果的だと主張する。オカラハンは、社会学者のサラ・ソビエラージュと政治学者のジェフリー・M・ベリーが、トランプの大統領選挙運動の遥か前の2011年に、トランプが使用するソーシャルメディアのコミュニケーションスタイルをほぼ完璧に説明したことに注目している。
彼らは、そのような言説は「聴衆から本能的な反応（例えば、怒り、正義感、恐怖、道徳的憤慨）を引き出そうとする努力（を含み）、過度の一般化、扇情主義、誤解を招く、あるいは明らかに不正確な情報、人身攻撃、そして対立候補（個人、組織、あるいは進歩主義者や保守主義者などの利害関係者全体、あるいは移民などの状況）に関する部分的な真実を使用する。アウトレイジは、複雑な政治問題の厄介なニュアンスを避け、メロドラマ、誤解を招く誇張、あざけり、差し迫った破滅の信じがたい予測を好む。アウトレイジ・トークは議論というよりも言葉の競争であり、スコアカードを持つ政治的演劇なのだ」と説明した。

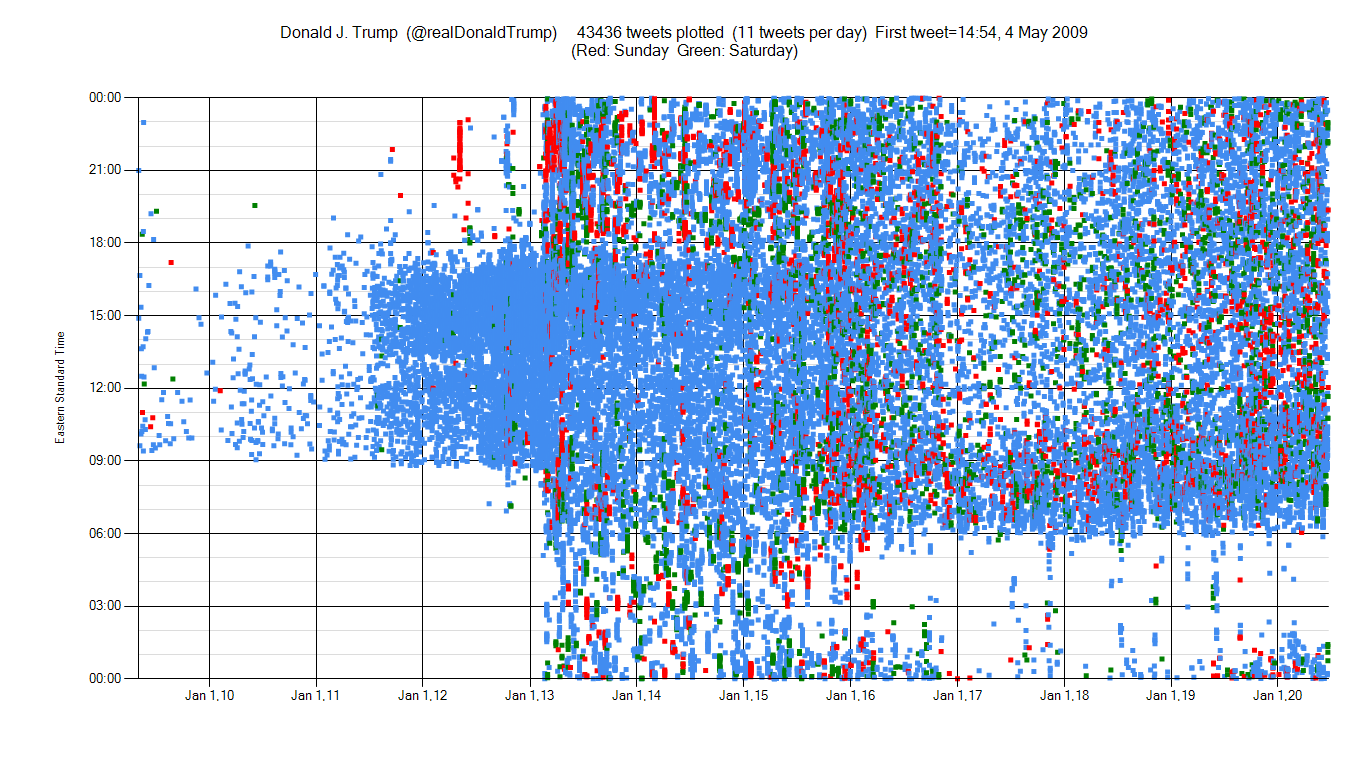
2009年5月の最初のツイートから2021年のウェブサイトからの停止までのトランプのツイート活動。2013年にツイート活動のパターンが著しく変化した。

FacebookとTwitterのナローキャスティング環境では、アウトレイジ言説が盛んになるため、オカラハンの説明によると、トランプがほぼあらゆる機会にそのようなメッセージングを採用したことは非常に効果的だった。なぜなら、ツイートや投稿が同じ考えを持つ支持者の間でウイルス的に繰り返され、それによって実質的な情報のエコーチェンバーが急速に構築されたからだ。キャス・サンスティーンはこの現象を集団分極化と特定し、他の研究者はある種の自己強化的な同類性と呼んでいる。このような情報のコクーンの中では、そのような柱状化された情報サイロで広まる情報の多くが虚偽であっても、ソーシャルメディア企業にはほとんど関係ない。デジタル文化評論家のオリビア・ソロンが指摘するように、「コンテンツの真実性は、それが共有され、いいねされ、収益化されるかどうかほど重要ではない」からだ。
オットは、米国の成人の62％がソーシャルメディアからニュースを得ているというピュー研究所の調査結果を引用し、「ソーシャルメディア上の『ニュース』コンテンツには、編集基準のないソースからのフェイクニュースや誤解を招くニュースが定期的に掲載されているから」と警鐘を鳴らす。メディア評論家のアレックス・ロスも同様に警鐘を鳴らし、「シリコンバレーの独占企業は、インターネット上で醜悪さが高まっていることに対して、手放しで、イデオロギー的に空虚な態度をとってきた」「（トランプ対クリントンの）選挙運動シーズン中、フェイクニュースの増殖をFacebookが止められなかったことは、誰も驚くべきではなかった。......倫理よりもトラフィックが重要なのだ」と指摘している。
オカラハンによるトランプのソーシャルメディアの使用法の分析は、「アウトレイジは感情的な神経を刺激するため、ポピュリストや社会的敵対者の格好の材料となる。第2に、アウトレイジ言説が大きく広範になればなるほど、ソーシャル・キャピタルに有害な影響を与える。なぜなら、それは個人やグループ間の不信と誤解、固定化された立場、『我々対彼ら』という感覚につながるからだ。このように理解すると、アウトレイジ言説は極端で分極化した見解を生み出すだけでなく、そのような見解のサイクルが続くことも保証する（この文脈では、ウェイド・ロビソン（2020）の『情熱の感染』とキャス・サンスティーン（2001、pp.98-136）の『サイバーカスケード』も考慮に入れる必要がある）」。オットも同意見で、感染という言葉がソーシャルメディア上のアウトレイジ言説のウイルス的性質を最もよく表していると述べ、「トランプの単純で衝動的で無礼なツイートは、単に性差別、人種差別、同性愛嫌悪、外国人嫌悪を反映するだけでなく、それらのイデオロギーを社会的ガンのように広めている」と書いている。
ロビソンは、感情伝染をジェームズ・マディソンとデイヴィッド・ヒュームが懸念した情熱の伝染と混同してはならないと警告している。ロビソンは、彼らは運動の中で働く情熱の感染のメカニズムを過小評価していたと述べ、その現代の表現には、アラブの春とトランプ大統領選挙運動の両方の背後で急速に動員されたソーシャルメディアの支持者という驚くべき現象が含まれると書いている。「私たちが何かを経験して、それを評価して、それに情熱を持つようになるか、そうでないかということではない」のであり、「私たちには情熱をチェックする可能性がある」ことを示唆している。ロビソンの見解では、この感染は主観的確信がどのように引き起こされるかを利用するため、支持者が現実そのものを経験する方法に影響を与え、その結果、感染的に共有された別の現実を経験している人々は、自分が評価すべき信念を持ったことに気づかないのだ。

## 類似の運動・政治家・人物

### アメリカ合衆国における歴史的背景

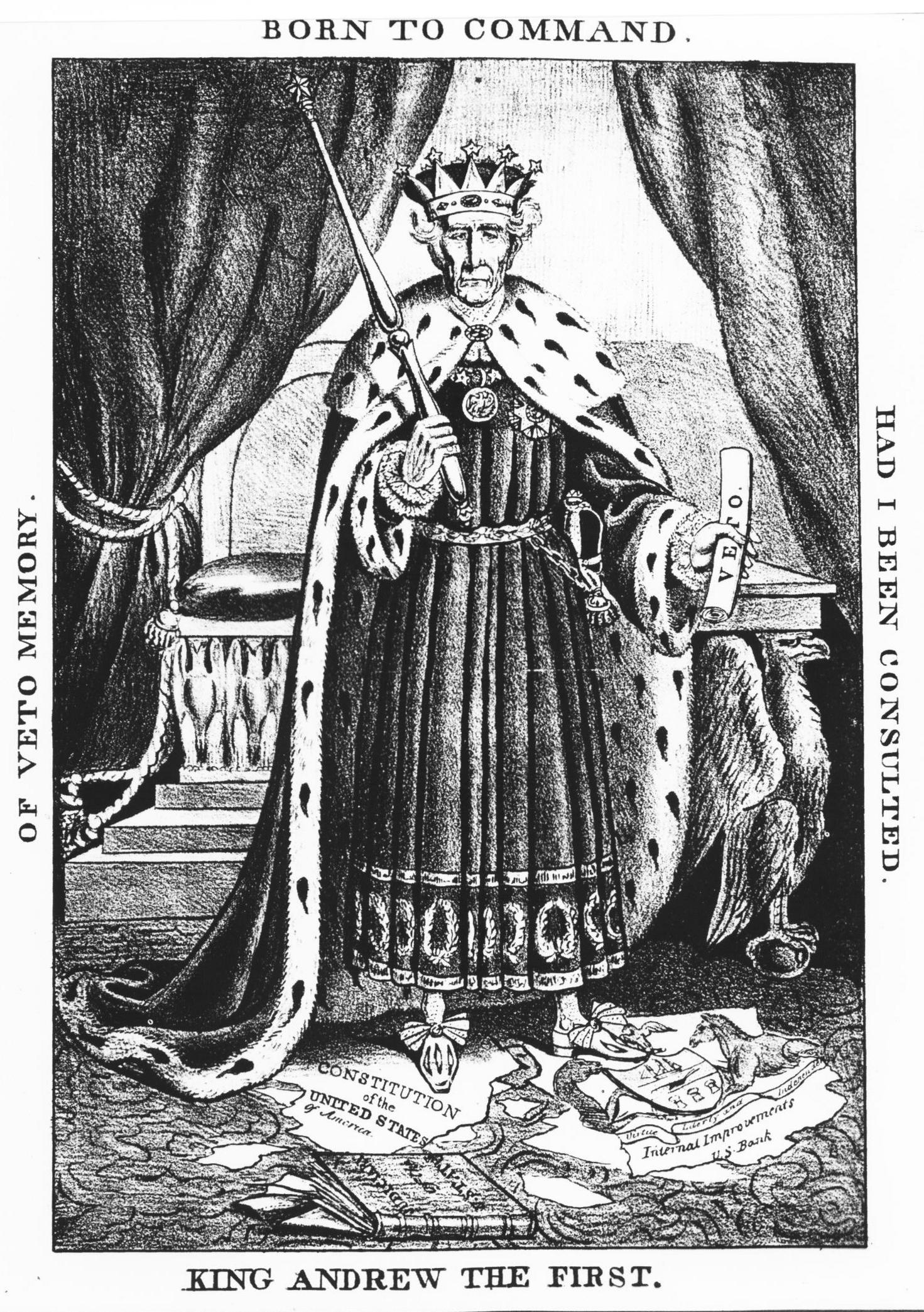
1832年の政治風刺画。二期にわたって大統領を務めたアンドリュー・ジャクソンを、足元で憲法を踏みにじる専制君主として描いている

ウォルター・ラッセル・ミード、ピーター・カッツェンスタイン、エドウィン・ケント・モリスらの学者によると、アメリカにおけるトランピズムの根源はジャクソン主義の時代にさかのぼることができる。エリック・ラウチウェイは次のように述べている。「トランピズム、つまり排外主義と白人至上主義は、アメリカの歴史に深く根ざしている。しかし、トランプ自身はそれを新しい悪性の目的に利用した」。
アンドリュー・ジャクソンの支持者は、彼が自分たちの一人だと感じ、19世紀のポリティカル・コレクトネスの規範や、支持者の間で人気のある公共政策の妨げになる憲法すら無視する彼の反抗心を熱狂的に支持した。ジャクソンはアメリカ合衆国最高裁判所のウースター対ジョージア州事件の判決を無視し、白人の地元民に利益をもたらすために、条約で保護された土地からチェロキー族を強制的に移住させ、2,000人から6,000人のチェロキーの男性、女性、子供の死をもたらした。このようなジャクソン的な非人道性の事例にもかかわらず、ミードの見解では、ジャクソン主義は、エリートに対する草の根の軽蔑、海外での紛争に対する深い疑念、アメリカの力と主権への執着心を結びつけ、それがしばしば外国人嫌悪的な「白人のみ」の政治運動であることを認めつつ、トランプの支持者の運動を説明する歴史的前例を提供しているという。ミードは、このような「ジャクソン的人物へのアメリカの飢餓感」が支持者をトランプに向かわせていると考えているが、歴史的に「彼はアンドリュー・ジャクソンの再来ではない」と注意を促し、トランプの「提案は非常に曖昧で、しばしば矛盾していた傾向がある」と述べ、新しく選出されたポピュリスト指導者に共通の弱点を示しており、彼の大統領就任早々に「さて、どうやって統治するのかという難しさがある」とコメントしている。
モリスはミードに同意し、トランピズムの根源をジャクソン、マーティン・ヴァン・ビューレン、ジェームズ・K・ポークの大統領時代の1828年から1848年のジャクソンの時代に位置づけている。モリスの見方では、トランピズムは第一次世界大戦後の進歩主義運動の一派とも類似点がある。この一派は、国際都市のゆるやかな道徳観とアメリカの人種構成の変化に対する保守的なポピュリストの反発に迎合していた。歴史家のリチャード・ホフスタッターは、著書『改革の時代』（1955年）の中で、「進歩主義-ポピュリズムの伝統の大部分が腐敗し、非自由主義的で不機嫌になった」時に、この一派が出現したことを指摘している。

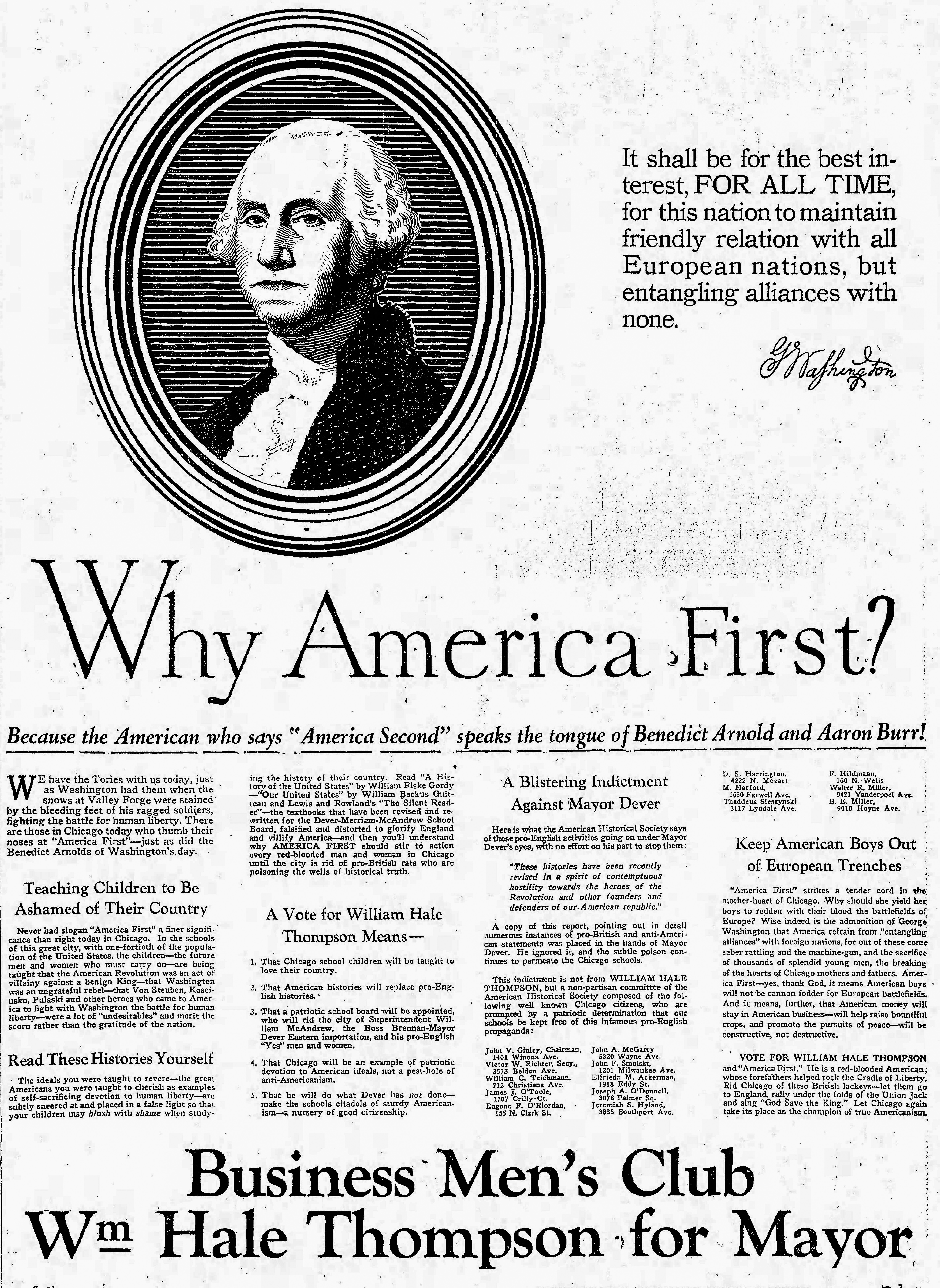
1927年の「アメリカ・ファースト」の政治広告。孤立主義を提唱し、英国を中傷することで、1927年シカゴ市長候補のウィリアム・ヘイル・トンプソンとドイツ人およびアイルランド人支持者との感情的つながりを確立している

第二次世界大戦以前は、トランピズムの保守的なテーマは20世紀初頭のアメリカ第一委員会運動で表明され、第二次世界大戦後は旧右派として知られる共和党の一派に帰せられた。1990年代までに、それは古保守主義運動と呼ばれるようになり、モリスによればそれが現在トランピズムとしてリブランディングされているという。レオ・レーヴェンタールの著書『欺瞞の予言者たち』（1949年）は、第二次世界大戦後のこのポピュリスト的周縁集団によって表明された共通のナラティブを要約しており、特に、近代的マスメディアが歴史家チャールズ・クラヴェイがトランピズムを表すと考える同じ破壊的なスタイルの政治と結びついた時代のアメリカのデマゴーグを検証している。クラヴェイによれば、レーヴェンタールの著書は、トランピズムの永続的な魅力を最もよく説明しており、この運動に関する最も印象的な歴史的洞察を提供している。
『ニューヨーカー』に寄稿したジャーナリストのニコラス・レマンは、戦後の共和党のイデオロギーである 融合主義、すなわち親ビジネス党エスタブリッシュメントと排外主義、孤立主義的要素（共和党に惹かれ、民主党には惹かれなかった）の融合は、後に「世俗主義の台頭に危機感を持った」キリスト教福音派が加わり、冷戦と「共産主義の拡大に対する相互の恐怖と憎しみ」によって可能になったと述べている。Politico誌の記事では、トランピズムを「マッカーシズムのステロイド版」と表現している。
ウィリアム・F・バックリー・ジュニアが支持し、ロナルド・レーガンが1980年に結実させたこの融合は、ソビエト連邦崩壊によって接着剤を失い、その後、アメリカにおける所得格差の拡大とグローバリゼーションが「共和党内外の中低所得層の白人に大きな不満を生んだ」。2012年アメリカ合衆国大統領選挙でミット・ロムニーがバラク・オバマに敗れた後、党のエスタブリッシュメントは成長と機会プロジェクトと題する「検死」報告書を採択し、「党に市場重視、政府に懐疑的、民族的・文化的に包括的なアイデンティティを再確認するよう求めた」。
トランプは選挙戦で報告書の結果と党エスタブリッシュメントを無視し、「近年のアメリカ史上、どの大統領候補よりも自党の多くの高官から反対された」が、同時に共和党予備選で過去最多の「票」を獲得した。政治アナリストのカール・ローヴの言葉を借りれば、2016年までに「人々はプレートガラスの窓に煉瓦を投げ込む人を求めていた」。党内での彼の成功は、2020年10月の世論調査で、調査対象の共和党員と共和党に傾倒する無党派層の58％が自分たちを共和党ではなくトランプの支持者だと考えていたことからも分かる。

### ファシズムとの類似点と非自由主義的民主主義への傾向

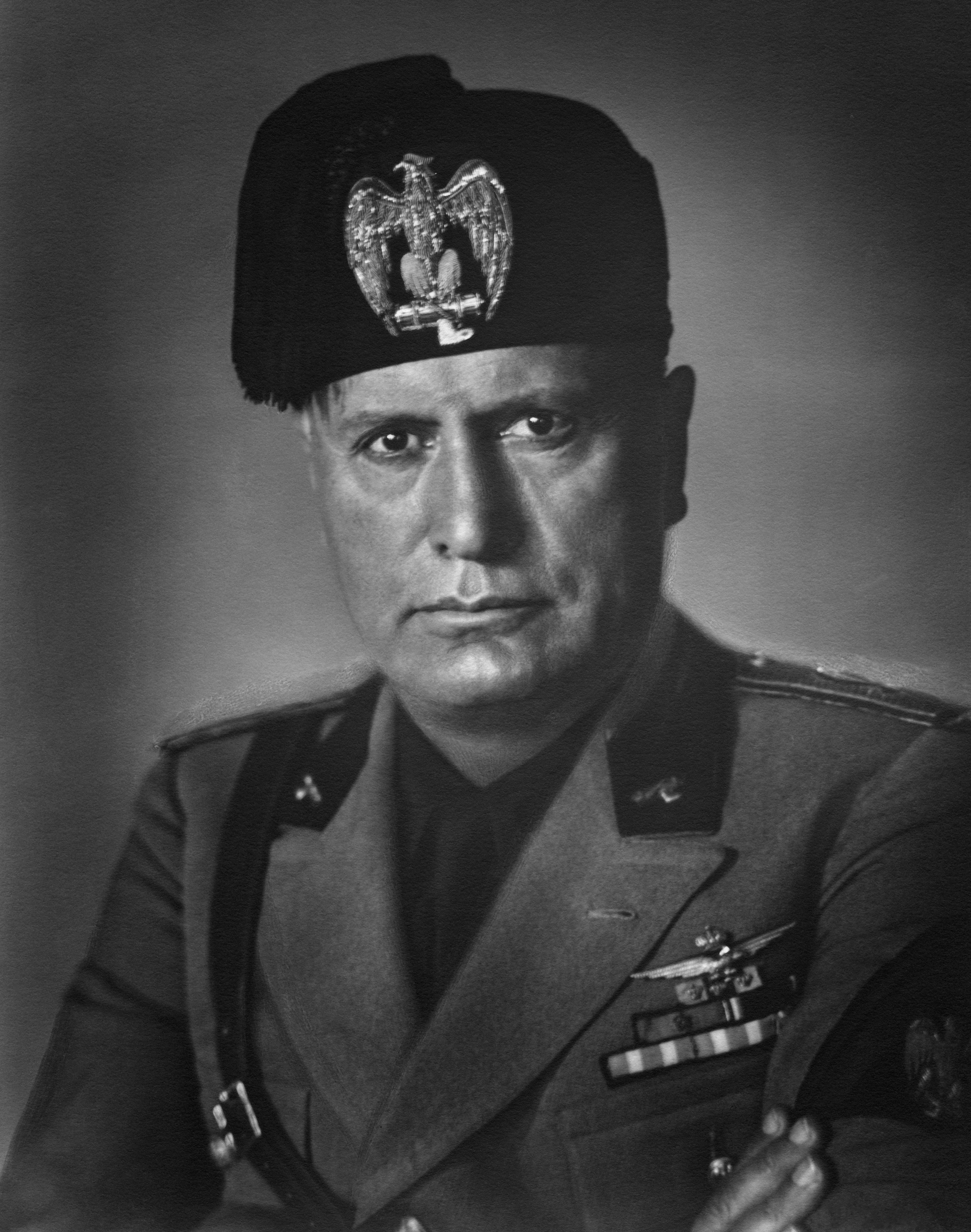
歴史家や選挙の専門家は、トランプの反民主主義的傾向と自己中心的な性格を、ベニート・ムッソリーニとイタリアファシズムの感情とレトリックに例えている。

トランピズムは、マキャベリズムやベニート・ムッソリーニのイタリアファシズムに例えられてきた。
アメリカの歴史家ロバート・パクストンは、トランピズムに見られる民主主義の後退がファシズムなのかどうかという問題を提起している。2017年の時点で、パクストンはそれが富裕層支配のプルートクラシーに似ていると考えていた。パクストンは2021年アメリカ合衆国議会議事堂襲撃事件の後、意見を変え、トランピズムをファシズムの一形態として理解することは「単に許容されるだけでなく、必要不可欠だ」と述べた。社会学者のディラン・ジョン・ライリーは、古典的ファシズムと同じ大衆運動の魅力を捉えていないため、トランピズムを「新ボナパルティズム的家産制（neo-Bonapartist patrimonialism）」と呼んでいる。

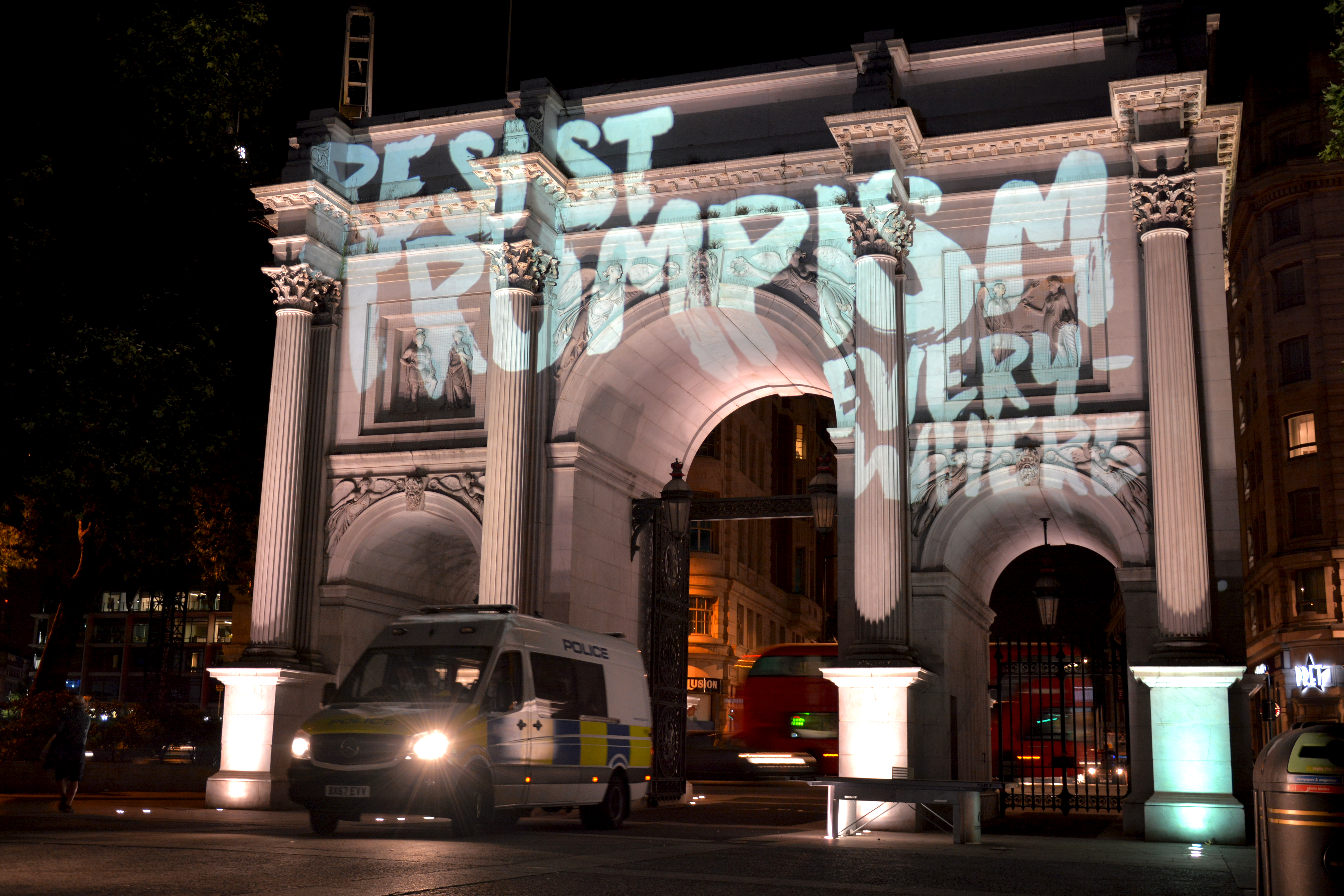
活動家グループSumOfUsが、トランプの2018年7月の訪英時の抗議活動の一環としてロンドンのマーブルアーチに投影した「どこでもトランピズムに抵抗しよう」

アルゼンチンの歴史家フェデリコ・フィンケルシュタインは、ペロニズムとトランピズムの間には重要な交差点が存在すると考えている。なぜなら、両者の現代の政治システム（国内政策と外交政策の両面）に対する相互の無視が識別できるからだ。アメリカの歴史家クリストファー・ブラウニングは、トランプの政策の長期的影響と、彼がそれらに対して共和党から受ける支持は、民主主義にとって潜在的に危険だと考えている。ドイツ語圏の議論では、この用語は当初、主に政治とメディアに対する信頼の危機との関連で散発的に登場し、この危機を煽り立てて利益を得たいと考える、主に右翼の政治的アクターの戦略を説明していた。ドイツ文学では、トランピズムの分析はより多様な範囲に及んでいる。
トルコの作家エジェ・テメルクランは、『How to Lose a Country: The 7 Steps from Democracy to Dictatorship』の中で、トランピズムがトルコの政治家レジェップ・タイイップ・エルドアンが権力を掌握する過程で表明し、使用した多くの見解と戦術を反響させていると述べている。これらの戦術と見解の一部は、右翼ポピュリズム、悪魔化された報道、大きな嘘による確立され証明された事実の転覆（歴史的にも科学的にも）、司法的・政治的メカニズムの解体などの民主主義の後退、性差別や人種差別などの組織的問題を孤立した事件として描写すること、そして理想的な市民像を作り上げることである。
政治学者のマーク・ブライスと同僚のジョナサン・ホプキンは、トランピズムと世界各地の非自由主義的民主主義に向かう同様の運動との間に強い類似性があると考えているが、トランピズムが単に嫌悪感、喪失感、人種差別によって駆動されている運動だとは考えていない。ホプキンとブライスは、右派でも左派でも、世界経済がネオ・ナショナリズムの連合の成長を促進しており、その連合は、新自由主義経済学とグローバリズムを提唱する支配層エリートから課せられる制約から自由になりたいと考えるフォロワーを見つけていると論じている。
他の人々は、特定された社会的不安に対する本当の解決策を見出すことへの関心の欠如を強調し、政策を実行している個人やグループは実際には、レオ・レーヴェンタールやノーバート・グーターマンなどの社会学研究者によって、第二次世界大戦後の社会理論のフランクフルト学派に端を発するものとして特定されたパターンに従っていると考えている。この観点に基づけば、レーヴェンタールとグーターマンの『欺瞞の予言者たち』などの本は、トランピズムのような運動が、支持者の惨めさを永続化させ、より非自由主義的な政府の形態に向かって進むように仕向けることで、支持者をどのように騙すかについての最良の洞察を提供している。

### ラッシュ・リンボー

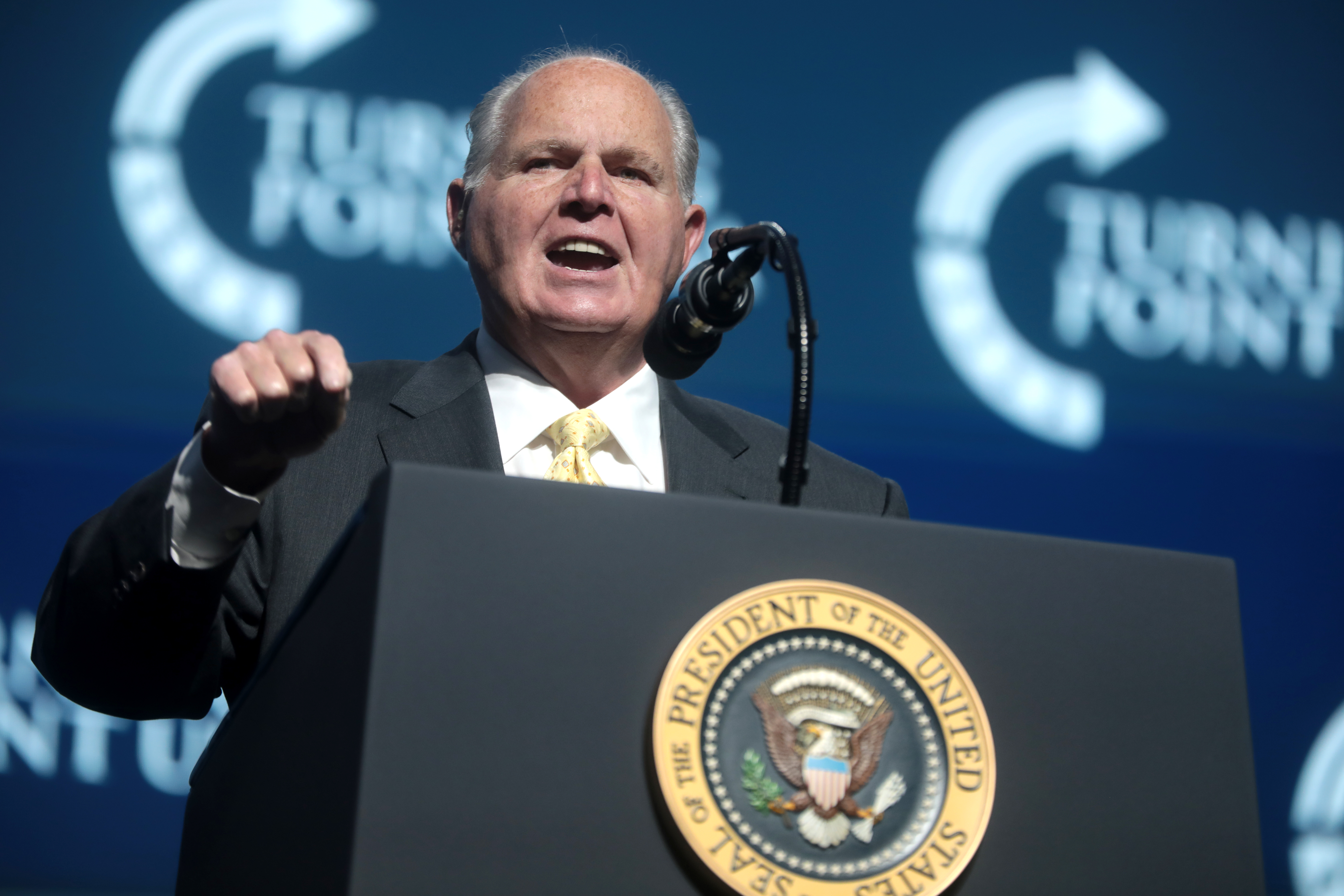
2019年にウェストパームビーチで講演するラッシュ・リンボー

一部のアナリストは、トランプが、トランプの何十年も前にトークラジオとアメリカの保守政治を一変させたスタイルである、ラッシュ・リンボーのラジオ番組などの党派的なケーブルテレビやトークラジオ番組で発展した、憤慨を利用する青写真に従っていると考えている。両者は「メディアの名声」と「オーバーなショーマンシップ」を共有し、政治をエンターテインメントとして扱うことで膨大なファン層を築き上げ、彼ら以前の時代には擁護できないような許容範囲を超えていると考えられていた方法で、政治的・文化的ターゲットを攻撃した。
両者とも「侮辱、ニックネーム」を特徴としていた（例えば、リンボーは10代前のチェルシー・クリントンを「ホワイトハウスの犬」と呼び、トランプはテッド・クルーズの妻の容姿をからかった）。陰謀論（リンボーは2010年のオバマケア法案が「死のパネル」に権限を与え、高齢のアメリカ人を「安楽死」させると主張し、トランプは2020年の選挙で地滑り的勝利を収めたが、それを盗まれたと主張した）。両者とも、地球温暖化は嘘であり、バラク・オバマはアメリカ生まれの市民ではない、COVID-19の危険性はリベラル派によって大幅に誇張されていると主張した。
両者とも黒人のクォーターバックを攻撃した（リンボーはドノバン・マクナブを批判し、トランプはコリン・キャパニックを批判した）。両者とも障害者をからかい、リンボーはマイケル・J・フォックスのパーキンソン病の模倣で両腕を振り回し、トランプはレポーターのセルジュ・F・コバレスキーの関節裂孔症をマネするために同じことをしたが、後にそうしたことを否定した。
トランプが2020年に大統領自由勲章を授与したリンボーは、共和党を「真面目で実質的な意見のリーダーや政治家」から、政治的挑発、娯楽、反知性主義へと移行させ、彼の台頭以前は「多くの共和党の政治家や有権者が考えていたかもしれないが、言うのを躊躇していたこと」を「多くの共和党の政治家や有権者にとって」一般的で普通のものにした。彼の何百万人ものファンは熱烈に忠実で、「どんなに不快で途方もない発言でも、それを言い訳したり、そらしたりする能力を身につけていた」「リベラル派は単にヒステリックだったり、憎しみを持っているだけだと言って。そして、多くの人はそのことでさらに彼を愛した」。

### 将来の影響
『アトランティック (雑誌)』に寄稿したヤセム・セルハンは、「我々の歴史的で愛国的で美しいアメリカを再び偉大にする運動はまだ始まったばかりだ」というトランプの弾劾後の主張は真剣に受け止めるべきだと述べている。なぜなら、トランピズムは「人格主導の」ポピュリズム運動であり、イタリアのベルルスコーニ主義、アルゼンチンのペロン主義、ペルーのフジモリ主義など、他のそのような運動は「指導者が退任してもめったに消えない」からだ。オレゴン大学の政治学教授ジョセフ・ラウンズは、現在の極右共和党員はトランプを支持しているが、この派閥はトランプ以前から存在し、トランプ以後も存続する可能性が高いと論じた。ボビー・ジンダルとアレックス・カステリャノスは『Newsweek』誌で、2020年アメリカ合衆国大統領選挙での敗北に続く共和党の将来にとって、トランピズムをドナルド・トランプ自身から切り離すことが鍵だと書いた。
2024年、ヘリテージ財団のケビン・ロバーツ会長は、ヘリテージの役割を「トランピズムを制度化すること」だと見ていると述べた。

## 外交政策
トランプの「アメリカ・ファースト」の意味での外交政策では、多国間主義政策よりも一国主義と孤立主義が好まれる。特に経済条約や同盟国の義務との関連で、国益が強調される。トランプは、カナダやNATO、欧州連合など、伝統的なアメリカの同盟国に対する軽蔑を示してきた。逆に、トランプは、就任前から頻繁に称賛していたロシア大統領のウラジーミル・プーチンなど、独裁的な支配者に共感を示し、2018年のロシア・アメリカ首脳会談でも称賛した。「アメリカ・ファースト」の外交政策には、特に中東において、アメリカが外国での戦争に関与することを終わらせるというトランプの公約が含まれているが、同時に、イランなどに対する制裁を通じて、より厳しい外交政策を発布している。

## 経済政策
経済政策に関して、トランピズムは「新しい雇用とより多くの国内投資を約束する」。アメリカの貿易相手国の輸出黒字に対するトランプの強硬路線と一般的な保護貿易政策は、2018年に一方でアメリカ、他方で欧州連合と中国との間で相互に懲罰的関税が課されるという緊迫した状況を招いた。トランプは、ネオ・ナショナリズムとグローバリズム批判を強く強調する政策により、自らの政治的基盤の支持を確保している。対照的に、『Identity Crisis: The 2016 Presidential Campaign and the Battle for the Meaning of America』という本は、トランプが「価値のない[マイノリティの]集団が先行しているのに、自分たちのグループは取り残されている」という考えを促進することで、白人の労働者層から中流層の有権者に対して「経済を過激化した」と示唆した。

## アメリカ以外の国

### カナダ
『グローバルニュース』、『マクリーンズ』誌、『ナショナル・オブザーバー』、『トロント・スター』、『グローブ・アンド・メール』によれば、カナダにもトランピズムが存在する。2020年アメリカ選挙直後の2020年11月の『The Current』でのインタビューで、カナダの司法長官とカナダの国連大使を務めた法学教授のアラン・ロックは、トランピズムとカナダへの潜在的影響について述べた。ロックは、トランプが選挙で敗れても、「消えることのない何かを目覚めさせた」と述べた。それは「トランピズムと呼べるようになったもの」であり、トランプが「利用した」「表現を与えた」力であり、「経済的不平等やグローバリゼーションの影響から生じる、根底にある欲求不満と怒りから生じるもの」だと述べた。
ロックは、カナダはトランピズムの拡散に対する「警戒を怠ってはならない」と警告した。彼はそれを「不安定」「粗野」「国家主義的」「醜い」「分裂的」「人種差別主義的」「怒っている」と表現した。ロックはさらに、トランピズムに関連する「露骨な人種差別的行動」のカナダへの測定可能な影響の1つは、2016年以降、人種差別主義者と白人至上主義者が勇気づけられ、その結果、カナダではこれらの組織の数が急増し、2017年と2018年のヘイトクライムの発生率が衝撃的に高まったことだと付け加えた。
『マクリーンズ』と『スター』は、数年にわたってカナダでのポピュリズムの台頭を研究してきたフランク・グレイブスの研究を引用した。2020年6月30日の『School of Public Policy』誌の共著論文で、著者らは、カナダでは2011年以来、ニュースとジャーナリストへの信頼が低下する一方で、懐疑主義が増加しており、それは「トランプ的ポピュリズムの支持者に見られるフェイクニュースへの新たな確信を反映している」と述べた。グレイブスとスミスは、トランプ大統領を2016年に当選させた結果となった「新しい権威主義的、または秩序だったポピュリズム」のカナダへの影響について書いた。彼らによると、カナダ人の34％がポピュリスト的な見方を持っており、その大半はアルバータ州とサスカチュワン州に住んでいて、「高齢で、教育水準が低く、労働者階級」の傾向があり、「秩序だったポピュリズム」を受け入れやすく、保守系政党により「密接に連携」しているという。この「秩序だったポピュリズム」には、右翼の権威主義、服従、よそ者に対する敵意、腐敗したエリートから国を奪い返し、法と秩序がより多かった歴史上のより良い時代に戻すストロングマンなどの概念が含まれる。それは外国人嫌悪的であり、科学を信用せず、ジェンダーや民族に関する平等の問題に共感を持たず、健全な民主主義の一部ではない。著者らは、このような秩序だったポピュリズムがカナダで「決定的な力」に達しており、それが分極化を引き起こしているので、対処しなければならないと述べている。
2020年10月にレジェ社がカナダの有権者を対象に338Canadaで行った世論調査によると、カナダのカナダ保守党では「トランプ支持の保守派」の数が増えており、調査時点ではエリン・オトゥールの指導下にあった。『マクリーンズ』は、これがオトゥールの「トゥルー・ブルー」の社会保守派キャンペーンを説明しているのかもしれないと述べた。カナダの保守党には、「中道」保守派とレッド・トーリーも含まれている。レッド・トーリーは、スモールC保守主義、中道右派、イギリスのトーリー党の伝統に基づく家父長的保守主義とも表現される。オトゥールは、公式の党首候補者としての公約の一環としてリリースされたビデオの中で、トランプのスローガンを修正したバージョン「Take Back Canada」を取り上げた。ビデオの最後で、彼はカナダ人に「私たちの戦いに参加しよう。カナダを取り戻そう」と呼びかけた。
2020年9月8日のCBCのインタビューで、オトゥールは自身の「Canada First」政策がトランプの「America First」政策と違うかと聞かれ、「いいえ、違いません」と答えた。2019年8月24日、後任のエリン・オトゥールが保守党の新党首に選出されたことを認める演説の中で、アンドリュー・シーアは、主要メディアからの「語り」を信じないよう、そして「テレビやインターネットで見たものに異議を唱え」、「『ザ・ポスト・ミレニアル』や『True North』のような賢明で独立した客観的な組織」に相談することでダブルチェックをするようカナダ人に注意を促した。『オブザーバー』は、右翼のオンタリオ・プラウドの創設者であり、『ザ・ポスト・ミレニアル』の最高マーケティング責任者でもあるジェフ・バリンゴールについて述べた。
2020年アメリカ選挙の後、『ナショナル・ポスト』のコラムニストで元新聞「王」のコンラッド・ブラックは、トランプとの「数十年に及ぶ」友情を持ち、2019年に大統領特赦を受けたが、コラムの中で、選挙が盗まれたことを示唆する「大規模な有権者詐欺に関するトランプの根拠のない主張」を繰り返した。

### ヨーロッパ
トランピズムはヨーロッパでも台頭していると言われている。フィン人党、フランスの国民連合 (フランス)、スペインの極右政党Vox (スペインの政党)などの政党は、トランプ的であると評されている。トランプの元顧問のスティーブン・バノンは、ハンガリーの首相オルバーン・ヴィクトルを「トランプ以前のトランプ」と呼んだ。

### ブラジル
ブラジルでは、「ブラジルのドナルド・トランプ」と呼ばれることもあるジャイール・ボルソナーロは、しばしば極右と表現され、トランプをロールモデルと見なしており、ジェイソン・スタンリーによれば、同じファシストの戦術を使用している。トランプと同様に、ボルソナーロは文化戦争の問題で福音派から支持を得ている。彼は同盟者とともに、11月の選挙後にジョー・バイデンの得票数を公然と疑問視した。

### ナイジェリア
『ガーディアン』と『ワシントン・ポスト』によると、ナイジェリアではトランプに対する親和性が高い。キリスト教徒と主にムスリムのフラニ族との間の民族宗教的紛争に関するドナルド・トランプのコメントは、「ナイジェリアでは殺害されているキリスト教徒との非常に深刻な問題がある。我々はその問題に非常に真剣に取り組むつもりだ。そのようなことが起こることを許すわけにはいかない」と述べたことで、ナイジェリアのキリスト教徒の間でのトランプの人気に貢献した。ドナルド・トランプは、ビアフラのナイジェリアからの独立を支持し、ナイジェリア政府によってテロリスト集団に指定されているビアフラ先住民族（IPOB）に称賛されている。IPOBは、トランプが「自決に対する先住民族の不可侵の権利を信じている」と主張し、「ナイジェリアでのキリスト教徒、特にビアフラ人キリスト教徒の連続殺戮に直接的かつ真剣に取り組み、即時の終結を要求した」ことを称賛した。
2016年の大統領選挙でのトランプの勝利後、IPOBのリーダーンナムディ・カヌはトランプに手紙を書き、彼の勝利は「アフリカの奴隷化された国々を解放する歴史的かつ道徳的な重荷」をトランプに課したと主張した。2017年1月にトランプが就任した際、IPOBはトランプを支持する集会を組織し、それはナイジェリアの治安部隊との激しい衝突を引き起こし、複数の死者と逮捕者が出た。2020年1月30日、IPOBのリーダー、ンナムディ・カヌは、アイオワ州共和党の招待で、特別VIPゲストとしてアイオワ州のトランプ集会に出席した。ピュー・リサーチ・センターの2020年の世論調査によると、ナイジェリア人の58%がドナルド・トランプに好意的な見方を持っており、これは世界で4番目に高い割合だった。
外交問題評議会のジョン・キャンベルによれば、ナイジェリアでのトランプの人気は、「貧困の拡大、複数の安全保障上の脅威、広がる犯罪の波、そして無反応で腐敗していると見なされる政府によって特徴づけられる国での広範な幻滅の表れ」で説明できるとし、彼の人気は農村部や都市のスラムに住む大多数のナイジェリア人ではなく、裕福な都市部のナイジェリア人を反映しているものと考えられると述べている。

### イラン
ドナルド・トランプとイランに対する彼の政策は、モハンマド・ホセイニが率いるイランの反体制派グループ「Restart」から称賛されている。このグループはイランに対するアメリカの軍事行動も支持しており、イラン政府を打倒するためにアメリカ人と共に戦うことを申し出ている。このグループは「Make Iran Great Again」というスローガンを採用している。
Restartは、「陰謀論的思考のグローバル化」という観点から、アリアン・タバタバイによってQAnonに例えられている。このグループが主張する陰謀論の中には、イランの最高指導者アリー・ハーメネイーが2017年に死亡（あるいは昏睡状態に陥った）し、人前ではそっくりさんが彼の役割を演じているというものがある。

### 日本

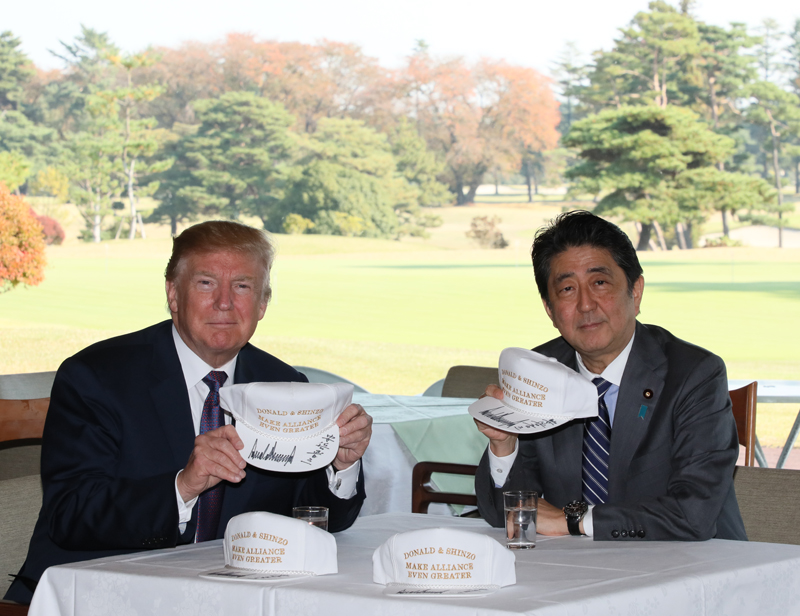
安倍晋三と米国トランプ大統領が2017年に「ドナルドと晋三、同盟をさらに偉大に」と書かれた「MAGA」スタイルの帽子を手に取っている

日本では、2019年3月8日に東京で自由民主党の国会議員を前にした演説で、スティーブン・バノンは安倍晋三首相を「トランプ以前のトランプ」であり、「世界中の草の根、ポピュリスト、ナショナリスト運動にとって偉大な英雄」だと述べた。安倍晋三は「右翼ナショナリスト」あるいは「極端なナショナリスト」と表現されているが、「ポピュリスト」であるかどうかは議論の余地がある。
ネット右翼は、日本のソーシャルメディアで極右の超国家主義的見解を支持するネチズンを指す言葉であり、英語圏でもそれに精通している人々を指す。ネット右翼は、通常、日本の国粋主義者だけでなく、ドナルド・トランプにも非常に友好的であり、リベラルな政治に反対している。彼らは、2020年米大統領選挙の覆す試みの中で、トランプの陰謀論を広め始めた。

### 韓国
尹錫悦韓国大統領の政治は、右翼ポピュリスト的な要素から「トランプ的」と呼ばれている。

### フィリピン
シーラ・S・コロネルは、1965年から1986年までフィリピン大統領を務めたフェルディナンド・マルコスと、2016年から2022年まで同じ地位にあったロドリゴ・ドゥテルテの政治戦略には、事実を無視し、恐怖を助長し、「大声で、派手で、過剰に男性的な」美学など、トランピズムと共通する特徴があると主張し、両者とも不確実な政治環境から恩恵を受けていると述べている。

### 書籍
- Andrews, David L. (2019). “Making Sport Great Again”. Making Sport Great Again: The Uber-Sport Assemblage, Neoliberalism, and the Trump Conjuncture (e-book ed.). New York: Palgrave Macmillan（英語版）. doi:10.1007/978-3-030-15002-0. ISBN 978-3030150020. S2CID 159089360. 2021年4月20日時点のオリジナルよりアーカイブ. 2021年4月20日閲覧.
- Badiou, Alain (2019). Trump (e-book ed.). Cambridge, UK: Polity Press. ISBN 978-1509536092. ......we could speak of these new figures in terms of a kind of "democratic fascism", a paradoxical but effective designation. After all, the Berlusconis, the Sarkozys, the Le Pens, the Trumps, are operating inside the democratic apparatus, with its elections, its oppositions, its scandals, etc. But, within this apparatus, they are playing a different score, another music. This is certainly the case with Trump, who is racist, a male chauvinist, violent—all of which are fascist tendencies—but who, in addition, displays a contempt for logic and rationality and a muffled hatred of intellectuals. The music proper to this type of democratic fascism is a discourse that does not worry in the least bit about coherence, a discourse of impulse, comfortable with a few nighttime tweets, and that imposes a sort of dislocation of language, positively flaunting its ability to say everything and its opposite. For these new political figures, the aim of language is no longer to explain anything or to defend a point of view in an articulate manner. Its aim is to produce affects, which are used to create a fleetingly powerful unity, largely artificial but capable of being exploited in the moment.
- Berry, Jeffrey M.; Sobieraj, Sarah (2014). The Outrage Industry: Political Opinion Media and the New Incivility (e-book ed.). New York: Oxford University Press. ISBN 978-0199928972.
- Blair, Gwenda (2000). The Trumps: Three Generations of Builders and a Presidential Candidate. New York: Simon & Schuster. ISBN 0684808498.
- Boggs, Carl (2018). Fascism Old and New (e-book ed.). New York: Routledge. p. xii. ISBN 978-1351049696. At this juncture [November 2017] it is worth noting that the 2016 ascendancy of Donald Trump to the White House does not occur to the author as a specifically fascist moment in U.S. history, contrary to what is commonly heard in liberal and progressive circles. To be sure, Trump does possess strong elements of a leadership cult, replete with narcissism and grandiose visions ('making American great again') ...... I have chosen to view Trump as representing an interregnum between existing power arrangements—that is, a militarized state-capitalism—and potential American fascism.
- Boyd, Gregory (2005). The Myth of a Christian Nation: How the Quest for Political Power Is Destroying the Church. Grand Rapids, Michigan: Zondervan. ISBN 0310281245.
- Connolly, William (2017). Aspirational Fascism: The Struggle for Multifaceted Democracy under Trumpism. Minneapolis, Minnesota: University of Minnesota Press（英語版）. ISBN 978-1517905125.
- Dean, John; Altemeyer, Robert A. (2020). “Chapter 10: National Survey on Authoritarianism”. Authoritarian Nightmare: Trump and his Followers (e-book ed.). Brooklyn, New York: Melville House Publishing（英語版）. ISBN 978-1612199061.
- de la Torre, Carlos; Barr, Robert R.; Arato, Andrew; Cohen, Jean L.; Ruzza, Carlo (2019). Routledge Handbook of Global Populism. Routledge International Handbooks. London & New York: Routledge. ISBN 978-1315226446.
- Frum, David (2018). Trumpocracy. New York: Harper（英語版）. p. 336. ISBN 978-0062796745.
- Dionne, E. J.; Mann, Thomas E.; Ornstein, Norman (2017). One Nation After Trump: A Guide for the Perplexed, the Disillusioned, the Desperate, and the Not-yet Deported. New York: St. Martin's Press. p. 384. ISBN 978-1250293633.
- Fea, John (2018). Believe Me: The Evangelical Road to Donald Trump. Grand Rapids, Michigan: Eerdmans（英語版）. ISBN 978-1467450461.
- Feldman, Stanley (2020). “Authoritarianism, threat, and intolerance”. In Borgida; Federico; Miller (eds.). At the Forefront of Political Psychology: Essays in Honor of John L. Sullivan. Abingdon, England: Taylor & Francis. ISBN 978-1000768275. 2021年2月15日時点のオリジナルよりアーカイブ. 2020年10月14日閲覧.
- Fuchs, Christian (2018). Digital Demagogue: Authoritarian Capitalism in the Age of Trump and Twitter. London, England: Pluto Press. JSTOR j.ctt21215dw.8. 2022年10月10日時点のオリジナルよりアーカイブ. 2020年8月29日閲覧.
- Hart, Roderick P. (2020). “Trump's Arrival”. Trump and Us (What He Says and Why People Listen). Cambridge, England: Cambridge University Press. pp. 3–22. doi:10.1017/9781108854979.001. ISBN 978-1108854979. S2CID 234899569.
- Hochschild, Arlie Russell (2016). Strangers in Their Own Land: Anger and Mourning on the American Right (e-book ed.). New York: The New Press（英語版）. ISBN 978-1620972267.
- Horkheimer, Max; Adorno, Theodor W. (2002) [1947]. Noerr, Gunzelin Schmid (ed.). Dialectic of Enlightenment – Philosophical Fragments. Cultural Memory in the Present. Translated by Jephcott, Edmund (e-book ed.). Stanford, California: Stanford University Press（英語版）. ISBN 978-0804788090.
- Jaeger, C. Stephen (1985). The Origins of Courtliness: Civilizing Trends and the Formation of Courtly Ideals. Philadelphia, Pennsylvania: University of Pennsylvania Press. ASIN B008UYP8H8.{{cite book2}}:  CS1メンテナンス: ドメインが未指定のASIN (カテゴリ)
- Jeffress, Robert (2011). Twilight's Last Gleaming: How America's Last Days Can Be Your Best Days. Brentwood, Tennessee: Worthy Publishing. ISBN 978-1936034581.
- Kellner, Douglas (2018). “Donald Trump as Authoritarian Populist: A Frommian Analysis”. In Morelock, Jeremiah (ed.). Critical Theory and Authoritarian Populism. Vol. 9. London: University of Westminster Press. pp. 71–82. doi:10.2307/j.ctv9hvtcf.8. ISBN 978-1-912656-05-9. JSTOR j.ctv9hvtcf.8.
- Kellner, Douglas (2020). “Donald Trump and the Politics of Lying”. In Peters, Michael A.; Rider, Sharon; Hyvonen, Mats; Besley, Tina (eds.). Post-Truth, Fake News: Viral Modernity & Higher Education. New York: Springer. doi:10.1007/978-981-10-8013-5. ISBN 978-9811080135.
- Kessler, Glenn; Rizzo, Salvador; Kelly, Meg (2020). Donald Trump and His Assault on Truth: The Presidents Falsehoods, Misleading Claims and Flat-Out Lie. Washington Post Books. New York: Simon and Schuster. ISBN 978-1982151089.
- Kimmel, Michael (2017) [2013]. Angry White Men: American Masculinity at the End of an Era (2017 ed.). New York: Perseus Books – PublicAffairs（英語版）. ISBN 978-1568589626.
- Kimmel, Michael (2018). Healing from Hate: How Young Men Get Into – and Out of – Violent Extremism (e-book ed.). Davis, California: University of California Press（英語版）. ISBN 978-0520966086.
- Laclau, Ernesto (2005). On Populist Reason. New York: Verso（英語版）. ISBN 978-1788731331.
- Le Bon, Gustave (2002) [1st pub. 1895]. The Crowd: A Study of the Popular Mind. Mineola, NY: Dover Publications. ISBN 978-0486419565.
- Lifton, Robert Jay (2019). Losing Reality: On Cults, Cultism, and the Mindset of Political and Religious Zealotry (ePub) ed.). New York: New Press（英語版）. ISBN 978-1620975121. (Page numbers correspond to the ePub edition.)
- Löwenthal, Leo; Guterman, Norbert (1970) [1949]. Prophets of Deceit: A Study of the Techniques of the American Agitator (PDF). New York: Harper & Brothers. ISBN 978-0870151828. 2020年11月1日時点のオリジナルよりアーカイブ. 2020年11月8日閲覧. (Cited page numbers correspond to the online version of the 1949, at AJArchives.org.)
- Mansfield, Stephen (2017). Choosing Donald Trump: God, Anger, Hope, and Why Christian Conservatives Supported Him. Grand Rapids, Michigan: Baker Books. ISBN 978-1493412259.
- Massachs, Joan; Monti, Corrado; Morales, Gianmarco De Francisci; Bonchi, Francesco (2020). “Roots of Trumpism: Homophily and Social Feedback in Donald Trump Support on Reddit”. 12th ACM Conference on Web Science. pp. 49–58. arXiv:2005.01790. doi:10.1145/3394231.3397894. ISBN 978-1450379892. S2CID 218502169.
- McIntyre, Lee (2018). Post-Truth. MIT Press Essential Knowledge Series. Cambridge, Massachusetts: MIT Press. ISBN 978-0262535045.
- McAdams, Dan P. (2020). The Strange Case of Donald J. Trump: A Psychological Reckoning (EPUB ed.). New York: Oxford University Press. ISBN 978-0197507469.
- McManus, Matthew (2020). “The Rise of Post-Modern Conservatism”. In Hardwick, David; Marsh, Leslie (eds.). The Rise Of Post-Modern Conservatism Neoliberalism, Post-Modern Culture, And Reactionary Politics (e-book ed.). New York: Palgrave MacMillan（英語版）. doi:10.1007/978-3-030-24682-2. ISBN 978-3030246822. S2CID 241523759.
- Money-Kyrle, Roger (2015) [1941]. “The Psychology of Propaganda”. In Meltzer, Donald; O'Shaughnessy, Edna (eds.). The Collected Papers of Roger Money-Kyrle. Clunie Press. Money – Kyle describes not a rhetorical pattern of problem–conflict–resolution, but a progression of psychoanalytic states of mind in the three steps: 1) melancholia, 2) paranoia and 3) megalomania.
- Nash, George H. (2017). “American Conservatism and the Problem of Populism”. In Kimball, Roger (ed.). Vox Populi: The Perils and Promises of Populism. New York: Encounter Books. p. 216. ISBN 978-1594039584. 2021年2月15日時点のオリジナルよりアーカイブ. 2020年10月14日閲覧.
- Neuborne, Burt (2019). When at Times the Mob Is Swayed: A Citizen's Guide to Defending Our Republic (ePub) ed.). New York: The New Press（英語版）. ISBN 978-1620973585.
- Pfiffner, James (2020). “The Lies of Donald Trump: A Taxonomy”. Presidential Leadership and the Trump Presidency (PDF). New York: Palgrave Macmillan（英語版）. pp. 17–40. doi:10.1007/978-3-030-18979-2_2. ISBN 978-3030189792. S2CID 235085363. 2020年12月27日時点のオリジナルよりアーカイブ (PDF). 2020年11月24日閲覧.
- Postman, Neil (2005) [1985]. Amusing Ourselves to Death: Public Discourse in the Age of Show Business (20th Anniversary ed.). New York: Penguin. ISBN 978-0143036531.
- Pybus, Jennifer (2015). “Accumulating affect: social networks and their archives of feeling”. In Hillis, Ken; Paasonen, Susanna; Petit, Michael (eds.). Networked affect. Cambridge, Massachusetts: MIT Press. ISBN 978-0262028646.
- Resano, Dolores (2017). American Literature in the Era of Trumpism: Alternative Realities. Cham, Switzerland: Palgrave Macmillan. ISBN 978-3-030-73857-0.
- Sexton, Jared Yates (2017). The People Are Going to Rise Like the Waters Upon Your Shore: A Story of American Rage. Berkeley, California: Counterpoint Press. ISBN 978-1619029569.
- Smith, David Livingstone (2020). On Inhumanity: Dehumanization and How to Resist It (ePub ed.). New York: Oxford University Press. ISBN 978-0190923020.
- Sunstein, Cass (2007). Republic 2.0 (e-book ed.). Princeton, New Jersey: Princeton University Press. ISBN 978-0691133560.
- Tarizzo, Davide (2021). Political grammars : the unconscious foundations of modern democracy. Square One: First Order Questions in the Humanities. Stanford, California: Stanford University Press（英語版）. ISBN 978-1503615328.
- Temelkuran, Ece (2019). How to Lose a Country: The 7 Steps from Democracy to Dictatorship. New York: HarperCollins. ISBN 978-0008340612.
- Traverso, Enzo (2017). The New Faces of Fascism. Brooklyn, New York: Verso. ISBN 978-1788730464. 'Populism' is a category used as a self-defence mechanism by political elites who stand ever further from the people. According to Jacques Rancière: "Populism is the convenient name under which is dissimulated the exacerbated contradiction between popular legitimacy and expert legitimacy, that is, the difficulty the government of science has in adapting itself to manifestations of democracy and even to the mixed form of representative system. This name at once masks and reveals the intense wish of the oligarch: to govern without people, in other words, without any dividing of the people; to govern without politics.
- Trump, Donald J.; Schwartz, Tony (2011) [1987]. Trump: The Art of the Deal. New York: Random House – Ballantine Books（英語版）. ISBN 978-0307575333.
- van Prooijen, Jan-Willem (2018). The Psychology of Conspiracy. The Psychology of Everything. New York: Routledge. ISBN 978-1315525419.
- Woodward, Bob (2018). Fear: Trump in the White House. New York: Simon & Schuster. p. 448. ISBN 978-1471181306.

### 記事
- Adebayo, Bukola (9 January 2020). “A majority of Nigerians and Kenyans have confidence in President Trump, according to Pew research”. CNN (英語). 2022年8月29日時点のオリジナルよりアーカイブ. 2022年10月1日閲覧.
- Akinwotu, Emmanuel (31 October 2020). “'He just says it as it is': why many Nigerians support Donald Trump”. The Guardian (英語). 2022年7月21日時点のオリジナルよりアーカイブ. 2022年10月1日閲覧.
- Alter, Ethan (14 January 2021). “'The Punisher' star Jon Bernthal lashes out at 'misguided and lost' Capitol rioters for appropriating Marvel hero's famous skull symbol”. Yahoo Entertainment. 2021年2月9日時点のオリジナルよりアーカイブ. 2021年2月8日閲覧.
- Appel, Edward C. (12 March 2018). “Burlesque, Tragedy, and a (Potentially) 'Yuuuge' 'Breaking of a Frame': Donald Trump's Rhetoric as 'Early Warning'?”. Communication Quarterly. 66 (2): 157–175. doi:10.1080/01463373.2018.1439515. S2CID 149031634.
- Andersen, Travis (6 January 2021). “Before mob stormed US Capitol, Trump told them to 'fight like hell'”. The Boston Globe. 2021年1月7日時点のオリジナルよりアーカイブ. 2021年1月7日閲覧.
- Assheuer, Thomas (16 May 2018). “Donald Trump: Das Recht bin ich”. Die Zeit (ドイツ語). 2021年1月26日時点のオリジナルよりアーカイブ. 2020年6月9日閲覧.
- Bader, Michael (25 December 2016). “The Decline of Empathy and the Appeal of Right-Wing Politics – Child psychology can teach us about the current GOP”. Psychology Today. 2023年4月15日時点のオリジナルよりアーカイブ. 2020年12月6日閲覧.
- Bailey, Sarah Pulliam (28 November 2017). “Acts of Faith. A Trump-like politician in Brazil could snag the support of a powerful religious group: evangelicals”. The Washington Post. 2018年2月18日時点のオリジナルよりアーカイブ. 2018年3月1日閲覧.
- Baker, Joseph O.; Perry, Samuel L.; Whitehead, Andrew L. (14 May 2020). “Keep America Christian (and White): Christian Nationalism, Fear of Ethnoracial Outsiders, and Intention to Vote for Donald Trump in the 2020 Presidential Election”. Sociology of Religion. 81 (3): 272–293. doi:10.1093/socrel/sraa015. hdl:1805/26339. In the penultimate year before Trump’s reelection campaign, the strongest predictors of supporting Trump, in order of magnitude, were political party, xenophobia, identifying as African American (negative), political ideology, Christian nationalism, and Islamophobia.
- Baker, Peter (11 February 2024). “Favoring Foes Over Friends, Trump Threatens to Upend International Order”. The New York Times (英語). ISSN 1553-8095. 2024年2月21日閲覧.
- Bankole, Idowu (3 February 2020). “Trump's rally: IPOB commends US over Kanu's VIP invitation”. Vanguard News. 2022年7月22日時点のオリジナルよりアーカイブ. 2022年9月30日閲覧.
- Barrett, David; Zapotosky, Matt (13 January 2021). “FBI report warned of 'war' at Capitol, contradicting claims there was no indication of looming violence”. The Washington Post. 2021年4月15日時点のオリジナルよりアーカイブ. 2021年4月17日閲覧.
- Bebout, Lee (7 January 2021). “Trump tapped into white victimhood – leaving fertile ground for white supremacists”. The Conversation. 2021年1月10日時点のオリジナルよりアーカイブ. 2021年1月14日閲覧. Trumpism tapped into a long-standing sense of aggrievement that often—but not exclusively—manifests as white victimhood.
- Beer, Tommy (16 January 2021). “Fox News Viewership Plummets: First Time Behind CNN And MSNBC In Two Decades”. Forbes. 2021年4月9日時点のオリジナルよりアーカイブ. 2021年4月9日閲覧.
- Bennhold, Katrin (7 September 2020). “Trump Emerges as Inspiration for Germany's Far Right”. The New York Times. 2020年11月20日時点のオリジナルよりアーカイブ. 2020年11月20日閲覧.
- Benjamin, Rich (28 September 2020). “Democrats Need to Wake Up: The Trump Movement Is Shot Through With Fascism”. The Intercept. 2021年1月31日時点のオリジナルよりアーカイブ. 2020年5月19日閲覧.
- Lempinen, Edward (7 December 2020). “Despite drift toward authoritarianism, Trump voters stay loyal. Why?”. University of California, Berkeley. 2024年1月5日時点のオリジナルよりアーカイブ. 2021年6月24日閲覧.
- Bidgood, Jess; Ulloa, Jazmine (1 October 2020). “A debate and a rally show Trump's closing strategy: Tapping into the white grievance of his political bubble”. The Boston Globe. Duluth, Minneapolis. 2021年1月22日時点のオリジナルよりアーカイブ. 2021年1月16日閲覧.
- Blair, Leonardo (15 December 2020). “Beth Moore draws flak and praise after warning Christians against 'dangerous' Trumpism”. Christian Post. 2020年12月15日時点のオリジナルよりアーカイブ. 2020年12月28日閲覧.
- Blake, Aaron (7 January 2021). “'Let's have trial by combat': How Trump and allies egged on the violent scenes Wednesday”. The Washington Post. ISSN 0190-8286. 2021年1月7日時点のオリジナルよりアーカイブ. 2021年1月8日閲覧.
- Bleiberg, Joshua; West, Darrell M. (13 May 2015). “Political Polarization on Facebook”. The Brookings Institution. 2017年10月10日時点のオリジナルよりアーカイブ. 2021年3月2日閲覧.
- Blyth, Mark (15 November 2016). “Global Trumpism: Why Trump's Victory was 30 Years in the Making and Why It Won't Stop Here”. Foreign Affairs. 2021年3月4日時点のオリジナルよりアーカイブ. 2020年10月8日閲覧.
- Bond, Paul (29 February 2016). “Leslie Moonves on Donald Trump: "It May Not Be Good for America, but It's Damn Good for CBS"”. The Hollywood Reporter. 2021年2月9日時点のオリジナルよりアーカイブ. 2021年2月12日閲覧.
- Boehm, Christopher (13 February 2016). “Political Animals”. New Scientist. 229 (3060): 26–27. Bibcode:2016NewSc.229...26B. doi:10.1016/S0262-4079(16)30320-7.
- Boucheron, Patrick (8 February 2020). “'Real power is fear': what Machiavelli tells us about Trump in 2020”. The Guardian. 2021年2月1日時点のオリジナルよりアーカイブ. 2021年1月26日閲覧.
- Boler, Megan; Davis, Elizabeth (2021). “Affect, Media, Movement – Interview with Susanna Paasonen and Zizi Papacharissi”. In Boler, Megan; Davis, Elizabeth (eds.). Affective Politics of Digital Media (e-book ed.). New York: Routledge. ISBN 978-1003052272.
- Bote, Joshua (22 October 2020). “Half of Trump supporters believe in QAnon conspiracy theory's baseless claims, poll finds”. USA Today. 2021年1月15日時点のオリジナルよりアーカイブ. 2021年1月15日閲覧.
- Brant, Danielle (4 October 2018). “Bolsonaro Uses Same Fascist Tactics As Trump, Says Yale Professor”. Folha de São Paulo（英語版）. São Paulo. 2019年3月27日時点のオリジナルよりアーカイブ. 2021年2月22日閲覧.
- Brazile, Donna (28 August 2020). “Convention shows Republican Party has died and been replaced by Trump Party”. Fox News. 2020年8月31日時点のオリジナルよりアーカイブ. 2020年8月31日閲覧.
- Brewster, Jack (22 November 2020). “Republicans Ask, Whether Or Not Trump Runs In 2024, What Will Come Of Trumpism?”. Forbes. 2021年1月10日時点のオリジナルよりアーカイブ. 2020年11月22日閲覧.
- Husser, Jason (6 April 2020). “Why Trump is reliant on white evangelicals”. The Brookings Institution. 2021年3月2日時点のオリジナルよりアーカイブ. 2021年3月6日閲覧.
- Brooks, David (30 November 2020). “David Brooks column: The rotting of the Republican mind”. The New York Times. 2020年12月5日時点のオリジナルよりアーカイブ. 2020年12月9日閲覧.
- Browning, Christopher R. (25 October 2018). “The Suffocation of Democracy”. The New York Review（英語版）. 65 (16). 2020年6月9日時点のオリジナルよりアーカイブ. 2020年6月9日閲覧. Trump is not Hitler and Trumpism is not Nazism, but regardless of how the Trump presidency concludes, this is a story unlikely to have a happy ending.
- Bump, Philip (20 October 2020). “Even if they haven't heard of QAnon, most Trump voters believe its wild allegations”. The Washington Post. 2020年12月13日時点のオリジナルよりアーカイブ. 2020年12月13日閲覧.
- Butler, Judith; Salmon, Christian (29 December 2016). “Trump, fascism, and the construction of "the people": An interview with Judith Butler”. VersoBooks. Translated by Broder, David. Verso. 2021年5月14日時点のオリジナルよりアーカイブ. 2021年5月14日閲覧.
  - The Verso published English translation is of the article: Butler, Judith; Salmon, Christian (18 December 2016). “Judith Butler: pourquoi "Trump est un phénomène fasciste"”. Mediapart（英語版） (フランス語). 2021年5月18日時点のオリジナルよりアーカイブ. 2021年5月14日閲覧.
- Campbell, John (11 February 2020). “Despite Travel Ban, Trump Remains Popular in Nigeria”. Council on Foreign Relations (英語). 2022年8月29日時点のオリジナルよりアーカイブ. 2022年9月30日閲覧.
- Carpini, Michael X. Delli (2018). “Alternative Facts: Donald Trump and the Emergence of a New U.S. Media Regime”. In Boczkowski, Pablo; Papacharissi, Zizi (eds.). Trump and the Media (e-book ed.). Cambridge, MA: MIT Press. ISBN 978-0262037969.
- Cash, John (2017). Fitzroy, Vic (ed.). “Trumped in the Looking-glass” (pdf). Arena Magazine（英語版）. No. 151. 2021年5月24日時点のオリジナルよりアーカイブ. 2021年5月14日閲覧.
- “Andrew Scheer praises Erin O'Toole as next leader of Conservative Party”. CBC. 24 August 2020. 2021年1月18日時点のオリジナルよりアーカイブ. 2021年1月12日閲覧.
- Erin O'Toole (newly-elected leader of the CPC) (8 September 2020). O'Toole on his 'Canada First' policy. Power & Politics. 2021年1月16日時点のオリジナルよりアーカイブ. 2021年1月12日閲覧.
- Rahn, Will; Patterson, Dan (29 September 2020). “What is the QAnon conspiracy theory?”. CBS News. 2020年10月2日時点のオリジナルよりアーカイブ. 2020年10月2日閲覧.
- Cegielski, Stephanie (29 March 2016). “An Open Letter to Trump Voters from His Top Strategist-Turned-Defector”. xoJane. 2018年8月25日時点のオリジナルよりアーカイブ. 2021年2月9日閲覧.
- Choma, Becky L.; Hanoch, Yaniv (February 2017). “Cognitive ability and authoritarianism: Understanding support for Trump and Clinton”. Personality and Individual Differences. 106 (1): 287–291. doi:10.1016/j.paid.2016.10.054. hdl:10026.1/8451.
- Chomsky, Noam; Polychroniou, Chronis J. (26 November 2020). “Noam Chomsky: Trump Has Revealed the Extreme Fragility of American Democracy”. Global Policy（英語版）. Wiley-Blackwell. 2021年5月18日時点のオリジナルよりアーカイブ. 2021年5月18日閲覧.
- Cillizza, Chris (4 February 2021). “Three-quarters of Republicans believe a lie about the 2020 election”. CNN. 2021年2月7日時点のオリジナルよりアーカイブ. 2021年2月8日閲覧.
- Clavey, Charles H. (20 October 2020). “Donald Trump, Our Prophet of Deceit”. Boston Review（英語版）. 2020年10月21日時点のオリジナルよりアーカイブ. 2020年10月20日閲覧.
- Clemens, Colleen (11 December 2017). “What We Mean When We Say 'Toxic Masculinity.'”. Learning for Justice. Southern Poverty Law Center. 2021年4月18日時点のオリジナルよりアーカイブ. 2021年4月17日閲覧.
- Cockburn, Patrick (4 November 2020). “Trump's bid to stop the count risks turning America into an 'illiberal democracy' like Turkey”. The Independent (U.K.). 2021年6月25日時点のオリジナルよりアーカイブ. 2021年6月25日閲覧.
- Confessore, Nicholas; Yourish, Karen (25 March 2016). “$2 Billion Worth of Free Media for Donald Trump”. The New York Times. 2021年1月27日時点のオリジナルよりアーカイブ. 2021年2月13日閲覧.
- Colvin, Geoff (25 August 2020). “The Republican Party turns its platform into a person: Donald Trump”. Fortune. 2021年9月14日時点のオリジナルよりアーカイブ. 2021年9月15日閲覧.
- Conroy, J Oliver (7 February 2017). “'Angry white men': the sociologist who studied Trump's base before Trump”. The Guardian. 2021年1月31日時点のオリジナルよりアーカイブ. 2021年2月14日閲覧.
- Continetti, Matthew (22 December 2020). “Is Trump Really All That Holds the G.O.P. Together?”. The New York Times. 2021年1月1日時点のオリジナルよりアーカイブ. 2021年1月4日閲覧.
- Cornelis, Ilse; Van Hiel, Alain (2015). “Extreme right-wing voting in Western Europe: The role of social-cultural and antiegalitarian attitudes”. Political Psychology. 35 (6): 749–760. doi:10.1111/pops.12187. hdl:1854/LU-01H4EFGEE1S6ZQ7EBMD2PGNBCB.
- Coronel, Sheila S. (9 November 2020). “A warning from the Philippines on how a demagogue can haunt politics for decades”. The Washington Post. 2024年1月15日閲覧.
- Cox, Ana Marie (12 October 2016). “Russell Moore Can't Support Either Candidate”. The New York Times. New York. 2021年4月18日時点のオリジナルよりアーカイブ. 2021年4月18日閲覧.
- Cui, Xi (2018). “Emotional Contagion or Symbolic Cognition? A Social Identity Perspective on Media Events”. Journal of Broadcasting & Electronic Media. 62 (1): 91–108. doi:10.1080/08838151.2017.1402906. S2CID 149162170.
- da Silva, Chantal (6 November 2020). “'Reckless' and 'stupid': Trump Jr calls for 'total war' over election results”. The Independent. 2021年1月14日時点のオリジナルよりアーカイブ. 2021年1月10日閲覧.
- Danner, Mark (26 May 2016). “The Magic of Donald Trump” (PDF). The New York Review of Books（英語版）. 2020年9月20日時点のオリジナルよりアーカイブ (PDF). 2021年2月8日閲覧.
- Delacourt, Susan (8 November 2020). “Donald Trump lost, but Trumpism is still thriving. Could it take hold in Canada, too?”. Toronto Star. 2021年1月14日時点のオリジナルよりアーカイブ. 2021年1月12日閲覧.
- Denby, David (15 December 2015). “The Plot Against America: Donald Trump's Rhetoric”. New Yorker. 2020年11月8日時点のオリジナルよりアーカイブ. 2020年12月6日閲覧.
- Devore, Molly (3 April 2019). “'Trumpism' is not enough of a mass movement to be fascism, visiting professor says”. The Badger Herald. 2021年8月14日時点のオリジナルよりアーカイブ. 2021年8月14日閲覧.
- Dreher, Rod (17 December 2020). “Church Of Trumpianity”. The American Conservative（英語版）. Washington, D.C. 2021年3月4日時点のオリジナルよりアーカイブ. 2021年3月28日閲覧.
- Diamond, Jeremy (29 July 2016). “Timeline: Donald Trump's praise for Vladimir Putin”. CNN. 2020年8月9日時点のオリジナルよりアーカイブ. 2020年7月24日閲覧.
- Donolo, Peter (21 August 2020). “Trumpism won't happen in Canada – but not because of our politics”. The Globe and Mail. 2021年1月7日時点のオリジナルよりアーカイブ. 2021年1月12日閲覧.
- Donolo, Peter (9 January 2021). “What will become of Trump's Canadian fan base?”. Toronto Star. Toronto. 2021年1月11日時点のオリジナルよりアーカイブ. 2021年1月12日閲覧.
- Drutman, Lee (8 June 2021). “The Republican party is now an explicitly illiberal party”. The Guardian. 2021年6月30日時点のオリジナルよりアーカイブ. 2021年6月25日閲覧.
- Enjeti, Saagar (3 March 2021). “Trump defines Trumpism”. Rising. The Hill. 2021年3月9日時点のオリジナルよりアーカイブ. 2021年3月5日閲覧.
- Evans, Richard J. (13 January 2021). “Why Trump isn't a fascist – The storming of the Capitol on 6 January was not a coup. But American democracy is still in danger”. New Statesman（英語版）. 2021年3月12日時点のオリジナルよりアーカイブ. 2021年3月14日閲覧.
- Fallows, James (10 October 2016). “Trump Time Capsule #137: Primate Dominance Moves at the Debate”. The Atlantic. 2021年2月19日時点のオリジナルよりアーカイブ. 2021年2月23日閲覧.
- Fawcett, Max (12 January 2021). “Rigged Canadian election? Why Canada's Conservatives can't seem to quit Donald Trump”. National Observer（英語版）. 2021年1月12日時点のオリジナルよりアーカイブ. 2021年1月12日閲覧.
- Federico, Christopher M.; Golec de Zavala, Agnieszka (6 March 2018). “Collective Narcissism and the 2016 US Presidential Vote” (PDF). Public Opinion Quarterly. Oxford University Press. 82 (1): 110–121. doi:10.1093/poq/nfx048. 2022年2月14日時点のオリジナルよりアーカイブ. 2020年12月17日閲覧.
- Feldman, Stanley; Stenner, Karen (28 June 2008). “Perceived threat and authoritarianism”. Political Psychology. 18 (4): 741–770. doi:10.1111/0162-895X.00077.
- Finchelstein, Federico (2017). From Fascism to Populism in History. University of California Press. pp. 11–13. ISBN 978-0520968042. 2021年2月15日時点のオリジナルよりアーカイブ. 2020年10月29日閲覧.
- Finn, Ed (13 May 2017). “Is Trump a fascist?”. The Independent（英語版）. Newfoundland. 2020年6月4日時点のオリジナルよりアーカイブ. 2020年6月9日閲覧.
- Fisher, Marc (16 May 2019). “After a two-decade friendship and waves of lavish praise, Trump pardons newspaper magnate Conrad Black”. The Washington Post. ISSN 0190-8286. 2021年1月16日時点のオリジナルよりアーカイブ. 2021年1月12日閲覧.
- Foster, John Bellamy (1 June 2017). “This Is Not Populism”. Monthly Review. New York University Press. 2017年7月1日時点のオリジナルよりアーカイブ. 2015年5月14日閲覧. Commenting on the hegemonic framing of the radical right as populist, and the analytical problems that it presents, Andrea Mammone observes in his Transnational Neofascism in France and Italy that "the terms populism and national populism" were deliberately introduced in recent decades by liberal European commentators in order to "replace fascism/neofascism as the used terminology." This move was designed to "provide a sort of political and democratic legitimization of right-wing extremism."
- Fournier, Philippe J. (1 October 2020). “How much do Canadians dislike Donald Trump? A lot”. Maclean's（英語版）. 2021年1月11日時点のオリジナルよりアーカイブ. 2021年1月12日閲覧.
- Fournier, Philippe J. (10 January 2021). “Canada is not immune to Trumpism”. Maclean's（英語版）. 2021年1月12日時点のオリジナルよりアーカイブ. 2021年1月12日閲覧.
- Gabler, Neal (29 April 2016). “Donald Trump, the Emperor of Social Media”. Moyers On Democracy. Schumann Media Center. 2021年3月2日時点のオリジナルよりアーカイブ. 2021年3月2日閲覧.
- Gabriel, Shira; Paravati, Elaine; Green, Melanie C.; Flomsbee, Jason (2018). “From Apprentice to president: The role of parasocial connection in the election of Donald Trump”. Social Psychological and Personality Science. 9 (3): 299–307. doi:10.1177/1948550617722835. S2CID 149911195.
- Galli, Mark (19 December 2019). “Trump Should Be Removed from Office”. Christianity Today. 2019年12月23日時点のオリジナルよりアーカイブ. 2020年12月30日閲覧.
- Garcia-Navarro, Lulu (21 January 2024). “Inside the Heritage Foundation’s Plans for 'Institutionalizing Trumpism'”. The New York Times Magazine. New York City: The New York Times Company. ISSN 0028-7822. 2024年2月13日時点のオリジナルよりアーカイブ. 2024年2月21日閲覧.
- Giroux, Henry A. (14 December 2017). “Fascism's return and Trump's war on youth”. The Conversation. 2021年4月16日時点のオリジナルよりアーカイブ. 2021年5月14日閲覧.
- Giroux, Henry A. (2021). “Trumpism and the challenge of critical education”. Educational Philosophy and Theory. 55 (6): 5. doi:10.1080/00131857.2021.1884066. S2CID 234851204. As the social state came under severe attack, the punishing state grew with its ongoing militarization of civil society and its increasing criminalization of social problems. War, dehumanization, divisiveness, hate, and the language of racial cleansing and sorting became central governing principles and set the stage for the rebirth of an updated fascist politics. Trumpism reached into every niche and crack of civil and political society and in doing so cross-pollinated politics, culture, and everyday life with a range of right-wing policies, authoritarian impulses, and the emerging presence of right-wing movements.
- Glasser, Susan (22 January 2018). “The Man Who Put Andrew Jackson in Trump's Oval Office”. Politico. 2020年11月22日時点のオリジナルよりアーカイブ. 2020年11月15日閲覧.
- “Trumpism in Canada”. Global News. 2021年1月13日時点のオリジナルよりアーカイブ. 2021年1月12日閲覧.
- Goldberg, Michelle (15 December 2020). “Just how dangerous was Trump?”. The New York Times. 2020年12月16日時点のオリジナルよりアーカイブ. 2020年12月17日閲覧.
- Golec de Zavala, Agnieszka; Cichocka, Aleksandra; Eidelson, Roy; Jayawickreme, Nuwan (2009). “Collective Narcissism and Its Social Consequences” (PDF). Journal of Personality and Social Psychology. 97 (6): 1074–1096. doi:10.1037/a0016904. PMID 19968420. 2018年3月24日時点のオリジナル (PDF)よりアーカイブ. 2020年9月25日閲覧.
- Gordon, Peter E. (2018). “The Authoritarian Personality Revisited: Reading Adorno in the Age of Trump”. In Brown, Wendy; Gordon, Peter E.; Pensky, Max (eds.). Authoritarianism: Three Inquiries in Critical Theory (e-book ed.). Chicago: University of Chicago Press. doi:10.7208/chicago/9780226597300.001.0001. ISBN 978-0226597300.
  - An earlier version appeared in peer-reviewed journal Boundary 2（英語版）: Gordon, Peter E. (15 June 2016). “Authoritarianism: Three Inquiries in Critical Theory”. Boundary 2（英語版）. 2020年12月8日時点のオリジナルよりアーカイブ. 2021年2月21日閲覧.
- Gorski, Philip (2019). “Why Evangelicals Voted for Trump: A Critical Cultural Sociology”. In Mast, Jason L.; Alexander, Jeffrey C. (eds.). Politics of Meaning/Meaning of Politics. Cultural Sociology. Cham: Springer International Publishing. pp. 165–183. doi:10.1007/978-3-319-95945-0_10. ISBN 978-3319959450. S2CID 239775845. 2022年2月14日時点のオリジナルよりアーカイブ. Springer Linkより2021年4月19日閲覧.
- Gottfried, Jeffrey; Shearer, Elisa (26 May 2016). “News use across social media platforms 2016”. Pew Research Center. 2021年4月14日時点のオリジナルよりアーカイブ. 2021年3月2日閲覧.
- Graves, Frank; Smith, Jeff (30 June 2020). “Northern Populism: Causes and Consequences of the New Ordered Outlook”. School of Public Policy. 13. doi:10.11575/sppp.v13i0.69884. ISSN 2560-8320. 2021年1月17日時点のオリジナルよりアーカイブ. 2021年1月12日閲覧.
- Green, Emma (8 January 2021). “A Christian Insurrection”. The Atlantic. 2021年1月25日時点のオリジナルよりアーカイブ. 2021年1月23日閲覧.
- Greenberg, David (11 December 2016). “An Intellectual History of Trumpism”. Politico. 2020年11月15日時点のオリジナルよりアーカイブ. 2020年11月15日閲覧.
- Gryboski, Michael (8 November 2012). “Texas Megachurch Pastor Says Obama Will 'Pave Way' for Antichrist”. The Christian Post（英語版）. 2022年2月14日時点のオリジナルよりアーカイブ. 2021年4月15日閲覧.
- Guilford, Gwynn (1 April 2016). “Inside the Trump machine: The bizarre psychology of America's newest political movement”. Quartz（英語版）. 2021年2月15日時点のオリジナルよりアーカイブ. 2020年11月17日閲覧.
- Gutterman, David (2020). “Book Review: Believe Me: The Evangelical Road to Donald Trump”. eJournal of Public Affairs. 9 (2). doi:10.1111/1467-9809.12592. S2CID 199267291.
- Haberman, Maggie (6 January 2021). “Trump Told Crowd 'You Will Never Take Back Our Country With Weakness'”. The New York Times. 2021年1月9日時点のオリジナルよりアーカイブ. 2021年1月9日閲覧.
- Haltiwanger, John (9 October 2018). “The 'Brazilian Donald Trump,' Jair Bolsonaro, is visiting the White House. He was elected president despite saying he couldn't love a gay son and that a colleague was too 'ugly' to be raped”. Business Insider. 2020年12月10日時点のオリジナルよりアーカイブ. 2021年2月22日閲覧.
- Hall, Kira; Goldstein, Donna M.; Ingram, Matthew Bruce (2016). “The hands of Donald Trump: Entertainment, gesture, spectacle”. HAU:Journal of Ethnographic Theory. 6 (2). doi:10.14318/hau6.2.009. S2CID 55012627. 2021年2月15日時点のオリジナルよりアーカイブ. 2021年2月15日閲覧.
- Hamilton, Lawrence C. (January 10, 2024). Ettinger, Aaron. ed. “Trumpism, climate and COVID: Social bases of the new science rejection” (英語). PLOS ONE 19 (1):  e0293059. doi:10.1371/journal.pone.0293059. ISSN 1932-6203. PMC 10781192. PMID 38198461. "Trumpism itself is predicted by age, race, evangelical religion, ideology, and receptivity to seemingly non-political conspiracy beliefs. Considering direct as well as indirect effects (through Trumpism), climate change and vaccine rejection are similarly predicted by white and evangelical identity, conspiracism, and by education×ideology and friends×party interactions."
- Harwood, John (20 January 2017). “Why Trumpism May Not Endure”. The New York Times. 2020年11月16日時点のオリジナルよりアーカイブ. 2020年6月9日閲覧.
- Hasan, Mehdi (4 June 2020). “Is This Trump's Reichstag Fire Moment?”. The Intercept. 2021年2月2日時点のオリジナルよりアーカイブ. 2021年1月26日閲覧.
- Hedges, Chris (3 January 2020). “Onward, Christian fascists”. Salon.com. 2020年12月28日時点のオリジナルよりアーカイブ. 2020年12月28日閲覧.
- “Trumpism comes to Finland, exporting happiness, and Kardashians in Lapland – Finland in the World Press”. Helsinki Times. 13 April 2019. 2021年1月24日時点のオリジナルよりアーカイブ. 2021年1月23日閲覧.
- Henderson, Bruce (24 August 2017). “Evangelical Leader Stays on Trump Advisory Council Despite Charlottesville Response”. Charlotte Observer. 2021年2月15日時点のオリジナルよりアーカイブ. 2020年12月28日閲覧.
- Henninger, Daniel (3 March 2021). “Trumpism According to Trump”. The Wall Street Journal. 2021年3月14日時点のオリジナルよりアーカイブ. 2021年3月17日閲覧.
- Hidalgo-Tenorio, Encarnación; Benítez-Castro, Miguel-Ángel (2021). “Trump's populist discourse and affective politics, or on how to move 'the People' through emotion”. Globalisation, Societies and Education. 20 (2): 86–109. doi:10.1080/14767724.2020.1861540. hdl:10481/86686. S2CID 234260705.
- Hoad, Neville (20 November 2020). “Big man sovereignty and sexual politics in pandemic time”. Safundi the Journal of SouthAfrican and American Studies. 21 (4): 433–455. doi:10.1080/17533171.2020.1832801. S2CID 228896339.
- Hogg, Michael; van Knippenberg, Daan; Rast, David E. (2012). “The social identity theory of leadership: Theoretical origins, research findings, and conceptual developments”. European Review of Social Psychology. 23: 258–304. doi:10.1080/10463283.2012.741134. S2CID 143555737.
- Hilditch, Cameron (18 December 2020). “Christianity as Ideology: The Cautionary Tale of the Jericho March”. National Review（英語版）. 2020年12月20日時点のオリジナルよりアーカイブ. 2021年1月19日閲覧.
- Hopkin, Jonathan; Blyth, Mark (2020). “Global Trumpism: Understanding Anti-System Politics in Western Democracies”. In Vormann, Boris; Weinman, Michael D. (eds.). The Emergence of Illiberalism. Routledge. ISBN 978-0367366247. 2021年2月15日時点のオリジナルよりアーカイブ. 2020年10月11日閲覧.
- Horton, Michael (16 December 2020). “The Cult of Christian Trumpism”. The Gospel Coalition（英語版）. 2021年2月15日時点のオリジナルよりアーカイブ. 2020年12月28日閲覧.
- Hovland, Ben (13 September 2020). “Capitol rally targets Minnesota's COVID-19 state of emergency”. Albert Lea Tribune and Minnesota Public Radio. 2021年12月24日時点のオリジナルよりアーカイブ. 2020年12月11日閲覧.
- Hymes, Clare; McDonald, Cassidy; Watson, Elanor (16 April 2021). “What we know about the "unprecedented" U.S. Capitol riot arrests”. CBS News. 2021年4月17日時点のオリジナルよりアーカイブ. 2021年4月17日閲覧.
- Ibish, Hussain (12 April 2020). “Is Donald Trump's US sliding towards illiberal democracy?”. The National (Abu Dhabi). 2021年6月29日時点のオリジナルよりアーカイブ. 2021年6月25日閲覧.
- Illing, Sean (16 November 2018). “What Machiavelli can teach us about Trump and the decline of liberal democracy”. Vox（英語版）. 2021年2月3日時点のオリジナルよりアーカイブ. 2021年1月26日閲覧.
- Ilyushina, Mary (15 December 2020). “Putin, Bolsonaro and AMLO finally congratulate Biden on US election victory”. CNN. 2021年1月24日時点のオリジナルよりアーカイブ. 2021年2月22日閲覧.
- Imhoff, Roland; Lamberty, Pia (2018). “How paranoid are conspiracy believers? Toward a more fine-grained understanding of the connect and disconnect between paranoia and belief in conspiracy theories”. European Journal of Social Psychology. 48 (7): 909–926. doi:10.1002/ejsp.2494. S2CID 150284134. 2021年4月14日時点のオリジナルよりアーカイブ. 2021年4月20日閲覧.
- Isaac, Jeffrey (November 2017). “Making America Great Again?”. Perspectives on Politics. Cambridge University Press. 15 (3): 625–631. doi:10.1017/S1537592717000871.
- Jacobs, Thomas (21 October 2016). “Masculinity in the Time of Trump”. Pacific Standard. Grist Magazine, Inc. 2022年2月14日時点のオリジナルよりアーカイブ. 2021年4月17日閲覧.
- Jacquemet, Marco (2020). “45 as a Bullshit Artist: Straining for Charisma”. In McIntosh, Janet; Mendoza-Denton, Norma (eds.). Language in the Trump Era: Scandals and Emergencies. Cambridge: Oxford University Press. doi:10.1017/9781108887410. ISBN 978-1108745031. S2CID 241149659. 2021年4月20日時点のオリジナルよりアーカイブ. 2021年4月20日閲覧.
- Jeffress, Robert; Fea, John (26 May 2016). “The Evangelical Debate Over Trump” (audio). Interfaith Voices. 2021年12月24日時点のオリジナルよりアーカイブ. 2020年12月28日閲覧.
- Jeffress, Robert; Wehner, Peter (12 July 2016). “Dr. Robert Jeffress and Peter Wehner Join Mike for Important Debate over Evangelical Christian Support of Trump” (audio). The Mike Gallagher Show. 2021年2月15日時点のオリジナルよりアーカイブ. 2020年12月28日閲覧.
- Jindal, Bobby; Castellanos, Alex (3 January 2021). “Separating Trump from Trumpism is key to the GOP's future | Opinion”. Newsweek. 2021年4月16日時点のオリジナルよりアーカイブ. 2021年3月2日閲覧.
- Johnson, Jessica (2018). “The Self-Radicalization of White Men”. Communication, Culture & Critique. 11 (1). doi:10.1093/ccc/tcx014.
- Johnston, Rich (3 July 2020). “Why Did Sean Hannity Lose His Punisher Skull Pin On Fox News?”. Bleeding Cool（英語版）. 2021年2月15日時点のオリジナルよりアーカイブ. 2021年2月8日閲覧.
- Jones, Karen (2019). “Trust, distrust, and affective looping”. Philosophical Studies. Springer Nature. 176 (4): 955–968. doi:10.1007/s11098-018-1221-5. S2CID 171852867.
  - Partial reprint: Jones, Karen (14 November 2019). “Understanding the emotions is key to breaking the cycle of distrust”. ABC's Religion and Ethics. Australian Broadcasting Corporation. 2020年11月24日時点のオリジナルよりアーカイブ. 2021年4月10日閲覧.
- Jones, Karen (2013). “Trusting Interpretations”. In Mäkelä, Pekka; Townley, Cynthia (eds.). Trust: Analytic and Applied Perspectives. Value Inquiry Book Series. Vol. 263. Rodopi. ISBN 978-9401209410.
- Jutel, Olivier (2019). “Donald Trump, American Populism and Affective Media”. In de la Torre, Carlos; Barr, Robert R.; Arato, Andrew; Cohen, Jean L.; Ruzza, Carlo (eds.). Routledge Handbook of Global Populism. Routledge International Handbooks. London & New York: Routledge. ISBN 978-1315226446.
- Kagan, Robert (16 May 2016). “This is how fascism comes to America”. The Washington Post. 2021年2月13日時点のオリジナルよりアーカイブ. 2021年4月20日閲覧.
- Kahan, Dan; Peters, Ellen; Dawson, Erica Cantrell; Slovic, Paul (2017). “Motivated numeracy and enlightened self-government”. Behavioural Public Policy. Cambridge University Press. 1 (1): 54–86. doi:10.1017/bpp.2016.2. hdl:1794/18962. S2CID 231735365.
- Kakissis, Joanna (13 May 2019). “In Trump, Hungary's Viktor Orban Has A Rare Ally In The Oval Office”. NPR. 2021年2月15日時点のオリジナルよりアーカイブ. 2021年1月23日閲覧.
- Katzenstein, Peter J. (20 March 2019). “Trumpism is Us”. WZB Mitteilungen. Berlin: Social Science Research Center. 2021年2月15日時点のオリジナルよりアーカイブ. 2020年10月15日閲覧.
- Kaul, Nitasha (17 June 2021). “The Misogyny of Authoritarians in Contemporary Democracies”. International Studies Review. 23 (4): 1619–1645. doi:10.1093/isr/viab028.
- Kessler, Glenn; Kelly, Meg (10 January 2018). “President Trump has made more than 2,000 false or misleading claims over 355 days”. The Washington Post. 2021年2月15日時点のオリジナルよりアーカイブ. 2020年6月9日閲覧.
- Kimmel, Michael; Wade, Lisa (2018). “Ask a Feminist: Michael Kimmel and Lisa Wade Discuss Toxic Masculinity”. Signs: Journal of Women in Culture and Society. 44 (1): 233–254. doi:10.1086/698284. S2CID 149487672.
- Kreiss, Daniel (2018). “The Media Are about Identity, Not Information”. In Boczkowski, Pablo J.; Papacharissi, Zizi (eds.). Trump and the Media. Cambridge, Massachusetts: MIT Press. ISBN 978-0262037969.
- Kruse, Michael (13 October 2017). “The Power of Trump's Positive Thinking”. Politico. 2021年2月15日時点のオリジナルよりアーカイブ. 2020年12月9日閲覧.
- Kuhn, Johannes (2 September 2017). “Who moved America to the right”. Süddeutsche Zeitung. 2021年2月15日時点のオリジナルよりアーカイブ. 2020年7月30日閲覧.
- Kuhn, Johannes (17 July 2018). “Trump und Putin: Republikaner üben leichte Kritik”. Süddeutsche Zeitung (ドイツ語). 2021年2月15日時点のオリジナルよりアーカイブ. 2020年6月9日閲覧.
- Lange, Jason (17 January 2024). “Trump's rise sparks isolationist worries abroad, but voters unfazed”. Reuters. 2024年1月17日閲覧.
- Swan, Jonathan; Savage, Charlie; Haberman, Maggie (9 December 2023). “Fears of a NATO Withdrawal Rise as Trump Seeks a Return to Power”. New York Times. 2023年12月10日閲覧.
- Lebow, David (13 May 2019). “Trumpism and the Dialectic of Neoliberal Reason”. Perspectives on Politics. Cambridge University Press. 17 (2): 380–398. doi:10.1017/S1537592719000434. S2CID 182013544.
- Lemann, Nicholas (2 November 2020). “The Republican Identity Crisis After Trump”. The New Yorker. 2021年2月15日時点のオリジナルよりアーカイブ. 2020年11月10日閲覧.
- Leone, Luigi; Desimoni, Marta; Chirumbolo, Antonio (26 September 2012). “Interest and expertise moderate the relationship between right-wing attitudes, ideological self-placement and voting”. European Journal of Personality. 28 (1): 2–13. doi:10.1002/per.1880. S2CID 143037865.
- Lewis, Matt (12 December 2020). “Bad News for Evangelicals – God Doesn't Need Donald Trump in the White House”. The Daily Beast. 2021年3月9日時点のオリジナルよりアーカイブ. www.msn.comより2021年1月23日閲覧.
- Liu, William Ming (14 April 2016). “How Trump's 'Toxic Masculinity' Is Bad for Other Men”. Motto (Time). New York. 2018年1月21日時点のオリジナルよりアーカイブ. 2018年1月21日閲覧.
- Lowndes, Joseph (2019). “Populism and race in the United States from George Wallace to Donald Trump”. In de la Torre, Carlos (ed.). Routledge Handbook of Global Populism. London & New York: Routledge. "Trumpism" section, pp. 197–200. ISBN 978-1315226446. Trump unabashedly employed the language of white supremacy and misogyny, rage and even violence at Trump rallies was like nothing seen in decades.
- Lowndes, Joseph (8 November 2021). “Far-right extremism dominates the GOP. It didn't start — and won't end — with Trump”. Washington Post. 2023年12月31日閲覧.
- Lubbers, Marcel; Scheepers, Peer (7 December 2010). “French Front National voting: A micro and macro perspective” (PDF). Ethnic and Racial Studies. 25 (1): 120–149. doi:10.1080/01419870120112085. hdl:11370/a3226cec-30ee-4c69-bd24-ba49cbbb17cf. S2CID 59362467. 2021年2月15日時点のオリジナルよりアーカイブ (PDF). 2020年10月29日閲覧.
- Lyall, Sarah (23 January 2021). “The Trump Presidency Is Now History. So How Will It Rank?”. The New York Times. 2021年2月15日時点のオリジナルよりアーカイブ. 2021年1月23日閲覧.
- MacWilliams, Matthew (17 January 2016). “The one weird trait that predicts whether you're a Trump supporter”. Politico. 2021年1月29日時点のオリジナルよりアーカイブ. 2020年10月13日閲覧.
- MacWilliams, Matthew C. (23 September 2020). “Trump Is an Authoritarian. So Are Millions of Americans”. Politico. 2021年2月9日時点のオリジナルよりアーカイブ. 2021年2月9日閲覧.
- Marietta, Morgan; Farley, Tyler; Cote, Tyler; Murphy, Paul (2017). “The Rhetorical Psychology of Trumpism”. The Forum. De Gruyter. 15 (2): 313–312. doi:10.1515/for-2017-0019. S2CID 148986197.
- Mason, Liliana; Wronski, Julie; Kane, John V. (2021). “Activating Animus: The Uniquely Social Roots of Trump Support”. American Political Science Review. Cambridge University Press. 115 (4): 1508–1516. doi:10.1017/S0003055421000563. S2CID 237860170. Trump’s support is thus uniquely tied to animus toward minority groups. Our findings provide insights into the social divisions underlying American politics and the role of elite rhetoric in translating animus into political support.
- Matthews, Dylan (14 January 2021). “The F Word”. Vox（英語版）. 2021年1月24日時点のオリジナルよりアーカイブ. 2021年1月26日閲覧.
- Matthews, Dylan (23 October 2020). “Is Trump a fascist? 8 experts weigh in”. Vox（英語版）. 2022年1月4日時点のオリジナルよりアーカイブ. 2020年12月23日閲覧.
- McFadden, Robert D.; Grynbaum, Michael M. (18 February 2021). “Rush Limbaugh Dies at 70; Turned Talk Radio Into a Right-Wing Attack Machine”. The New York Times. 2021年3月9日時点のオリジナルよりアーカイブ. 2021年2月17日閲覧.
- McCarthy, Tom; Ho, Vivian; Greve, Joan E. (7 January 2021). “Schumer calls pro-Trump mob 'domestic terrorists' as Senate resumes election certification – live”. The Guardian. 2021年1月6日時点のオリジナルよりアーカイブ. 2021年1月6日閲覧.
- McGaughey, Ewan (2018). “Fascism-Lite in America (or the Social Ideal of Donald Trump)”. British Journal of American Legal Studies. 7 (2): 291–315. doi:10.2478/bjals-2018-0012. S2CID 195842347. SSRN 2773217.
- Moore, Johnnie (24 August 2017). “Evangelical Trump Adviser: Why I Won't Bail on the White House”. Religion News Service. 2021年2月15日時点のオリジナルよりアーカイブ. 2020年12月28日閲覧.
- Morris, Edwin Kent (2019). “Inversion, Paradox, and Liberal Disintegration: Towards a Conceptual Framework of Trumpism”. New Political Science. 41 (1): 17–35. doi:10.1080/07393148.2018.1558037. S2CID 149978398. Trumpian fascism is a different kind of fascism. It is better understood as an inverted, American kind of fascism, distinct from European fascism, but not entirely dissimilar from it. Inverted American-style fascism differs from European fascist in one crucial way: the role of corporate power in the politics of the state.
- Mullen, Lincoln (16 June 2018). “The Fight to Define Romans 13”. The Atlantic. 2021年2月15日時点のオリジナルよりアーカイブ. 2020年12月28日閲覧.
- Platt, Brian (5 June 2018). “Ontario Proud, the right-wing Facebook giant in Ontario's election, eyes federal election involvement”. National Post. 2019年8月18日時点のオリジナルよりアーカイブ. 2021年1月12日閲覧.
- Nessen, Stephen (30 April 2016). “4 Ways Donald Trump's Pro Wrestling Experience Is Like His Campaign Today”. National Public Radio. 2021年2月15日時点のオリジナルよりアーカイブ. 2020年11月17日閲覧.
- Newkirk, Vann R. (15 March 2016). “Donald Trump, Wrestling Heel”. The Atlantic. 2020年12月1日時点のオリジナルよりアーカイブ. 2020年10月18日閲覧.
- “6 Books to Help Understand Trump's Win”. The New York Times. 9 November 2016. 2021年2月15日時点のオリジナルよりアーカイブ. 2021年1月31日閲覧.
- Nwachukwu, John Owen (1 May 2018). “Biafra: IPOB reacts to Trump's warning to Buhari on killing of Christians”. Daily Post. 2022年9月5日時点のオリジナルよりアーカイブ. 2022年9月30日閲覧.
- Nwaubani, Adaobi Tricia (7 February 2020). “Trump trashes Nigeria and bans its immigrants. Nigerians love him for it”. The Washington Post. 2021年2月24日時点のオリジナルよりアーカイブ. 2022年9月30日閲覧.
- O'Callaghan, Patrick (2020). “Reflections on the Root Causes of Outrage Discourse on Social Media”. In Navin, Mark Christopher; Nunan, Richard (eds.). Democracy, Populism, and Truth. AMINTAPHIL: The Philosophical Foundations of Law and Justice. Vol. 9. Springer. pp. 115–126. doi:10.1007/978-3-030-43424-3_9. ISBN 978-3030434243. S2CID 226512444.
- O'Connor, Brendon (29 October 2020). “Who exactly is Trump's 'base'? Why white, working-class voters could be key to the US election”. The Conversation. 2021年1月29日時点のオリジナルよりアーカイブ. 2021年3月2日閲覧.
- Oduah, Chika (14 November 2016). “Nigeria's Biafra Separatists See Hope in Trump”. VOA (英語). 2022年8月29日時点のオリジナルよりアーカイブ. 2022年9月30日閲覧.
- Ophir, Adi (2020). “The Political”. In Stoler, Ann Laura; Gourgouris, Stathis; Lezra, Jacques (eds.). Thinking With Balibar A Lexicon of Conceptual Practice. Idiom: Inventing Writing Theory. New York: Fordham University Press. pp. 158–182. doi:10.1515/9780823288502-012. ISBN 978-0823288489. S2CID 150814728.
- Ott, Brian L. (2017). “The age of Twitter: Donald J. Trump and the politics of debasement”. Critical Studies in Media Communication. 34 (1): 59–68. doi:10.1080/15295036.2016.1266686. S2CID 152133074.
- Pape, Robert A. (6 April 2021). “Understanding American Domestic Terrorism-Mobilization Potential and Risk Factors of a New Threat Trajectory” (PDF). Chicago Project on Security and Threats. University of Chicago. 2021年4月17日時点のオリジナルよりアーカイブ (PDF). 2021年4月17日閲覧.
- Parker, Ashley (16 November 2020). “The ending of Trump's presidency echoes the beginning – with a lie”. The Washington Post. 2021年2月15日時点のオリジナルよりアーカイブ. 2020年11月22日閲覧.
- Paxton, Robert O. (11 January 2021). “I've Hesitated to Call Donald Trump a Fascist. Until Now”. Newsweek. 2021年2月4日時点のオリジナルよりアーカイブ. 2021年2月3日閲覧.
- Paravati, Elaine; Naidu, Esha; Gabriel, Shira; Wiedemann, Carl (23 December 2019). “More than just a tweet: The unconscious impact of forming parasocial relationships through social media”. Psychology of Consciousness: Theory, Research, and Practice. 7 (4): 388–403. doi:10.1037/cns0000214. S2CID 212834936.
- Partington, Richard (7 July 2018). “Trump's trade war: What is it and which products are affected?”. The Guardian. 2021年2月15日時点のオリジナルよりアーカイブ. 2020年7月19日閲覧.
- Peters, Jeremy W. (9 November 2020). “Trump Lost the Race. But Republicans Know It's Still His Party”. The New York Times. 2021年2月15日時点のオリジナルよりアーカイブ. 2020年11月10日閲覧.
- Peters, Jeremy W. (17 February 2021). “Rush Limbaugh's Legacy of Venom: As Trump Rose, 'It All Sounded Familiar'”. The New York Times. The New York Times. 2021年3月9日時点のオリジナルよりアーカイブ. 2021年2月18日閲覧.
- Pettigrew, Thomas F. (2 March 2017). “Social Psychological Perspectives on Trump Supporters”. Journal of Social and Political Psychology. 5 (1): 107–116. doi:10.5964/jspp.v5i1.750.
- Smith, Gregory A. (26 April 2017). “Among white evangelicals, regular churchgoers are the most supportive of Trump”. Pew Research Center. 2021年3月12日時点のオリジナルよりアーカイブ. 2021年3月6日閲覧.
- Phillips, Dom; Phillips, Tom (20 December 2019). “Brazil: Bolsonaro in homophobic outburst as corruption scandal swirls”. The Guardian. 2021年2月2日時点のオリジナルよりアーカイブ. 2021年2月22日閲覧.
- Pillar, Paul R. (17 September 2020). “The Donald Trump and Benjamin Netanyahu Alliance: Simply Bad News”. The National Interest. 2021年3月1日時点のオリジナルよりアーカイブ. 2021年5月10日閲覧.
- Plasser, Fritz; Ulram, Peter A. (2003). “Striking a Responsive Chord: Mass Media and. Right-Wing Populism in Austria”. In Mazzoleni, Gianpietro; Stewart, Julianne; Horsfield, Bruce (eds.). The Media and Neo-Populism. Santa Barbara, CA: Praeger. ISBN 978-0275974923.
- Plott, Elaina (27 October 2020). “Win or Lose, It's Donald Trump's Republican Party”. The New York Times. 2020年10月29日時点のオリジナルよりアーカイブ. 2020年10月29日閲覧.
- Power, Samantha (2018). “Beyond Elections: Foreign Interference with American Democracy”. In Sunstein, Cass R. (ed.). Can It Happen Here? Authoritarianism in America (ePub ed.). New York: Dey Street Books. pp. 69–80. ISBN 978-0062696212.
- Pulido, Lauro; Bruno, Tianna; Faiver-Serna, Cristina; Galentine, Cassandra (2019). “Environmental Deregulation, Spectacular Racism, and White Nationalism in the Trump Era”. Annals of the American Association of Geographers. 109 (2): 520–532. Bibcode:2019AAAG..109..520P. doi:10.1080/24694452.2018.1549473. S2CID 159402163.
- Raupp, Eric (12 December 2020). “Will Bolsonaro Leave Trumpism Behind to Embrace a Biden-led US?”. Fair Observer. 2020年12月18日時点のオリジナルよりアーカイブ. 2021年2月22日閲覧.
- Reicher, Stephen; Haslam, S. Alexander (19 November 2016). “The politics of hope: Donald Trump as an entrepreneur of identity”. Scientific American. 2021年2月15日時点のオリジナルよりアーカイブ. 2020年10月15日閲覧.
- Reicher, Stephen (4 May 2017). “La beauté est dans la rue: Four reasons (or perhaps five) to study crowds”. Group and Intergroup Relations. 20 (5): 593–605. doi:10.1177/1368430217712835. S2CID 148743518.
- Robertson, Derek (16 May 2020). “What Liberals Don't Get About Trump Supporters and Pop Culture”. Politico. 2021年1月30日時点のオリジナルよりアーカイブ. 2021年1月26日閲覧.
- Richardson, Michael (2017). “The Disgust of Donald Trump”. Continuum: Journal of Media and Cultural Studies. 31 (6): 747–756. doi:10.1080/10304312.2017.1370077. S2CID 148803267.
- Robison, Wade L. (2020). “#ConstitutionalStability”. In Navin, Mark Christopher; Nunan, Richard (eds.). Democracy, Populism, and Truth. AMINTAPHIL: The Philosophical Foundations of Law and Justice. Vol. 9. Springer. pp. 179–191. doi:10.1007/978-3-030-43424-3_13. ISBN 978-3030434243. S2CID 243147537.
- Roper, Willern (8 January 2021). “Nearly Half of Republicans Approve of Capitol Riot”. Statista（英語版）. 2021年12月24日時点のオリジナルよりアーカイブ. 2021年2月8日閲覧.
- Rosenfeld, Steven (9 August 2019). “Leading Civil Rights Lawyer Shows 20 Ways Trump Is Copying Hitler's Early Rhetoric and Policies”. Common Dreams. 2021年2月15日時点のオリジナルよりアーカイブ. 2020年11月21日閲覧.
- Rosenberg, Matthew; Rutenberg, Jim (1 February 2021). “Key Takeaways From Trump's Effort to Overturn the Election – A Times examination of the 77 days between election and inauguration shows how a lie the former president had been grooming for years overwhelmed the Republican Party and stoked the assault on the Capitol”. The New York Times. 2021年2月1日時点のオリジナルよりアーカイブ. 2021年2月1日閲覧.
- Ross, Alex (5 December 2016). “The Frankfurt school knew Trump was coming”. The New Yorker. 2020年12月13日時点のオリジナルよりアーカイブ. 2021年2月18日閲覧.
- Rudolf, Peter (2017). “The US under Trump: Potential consequences for transatlantic relations”. In Heinemann-Grüder, Andreas (ed.). Peace Report 2017 (PDF). Vol. 29. Berlin/Münster/Zürich: LIT-Verlag, International Politics. ISBN 978-3643909329. 2021年2月15日時点のオリジナルよりアーカイブ (PDF). 2020年10月15日閲覧.
- Rutenberg, Jim; Becker, Jo; Lipton, Eric; Haberman, Maggie; Martin, Jonathan; Rosenberg, Matthew; Schmidt, Michael S. (31 January 2021). “77 Days: Trump's Campaign to Subvert the Election Hours after the United States voted, the president declared the election a fraud – a lie that unleashed a movement that would shatter democratic norms and upend the peaceful transfer of power”. The New York Times. 2021年2月1日時点のオリジナルよりアーカイブ. 2021年2月1日閲覧.
- Samphir, Harrison (23 July 2019). “The Post Millennial joins Conservative party's online booster club”. NOW Magazine. 2019年7月24日時点のオリジナルよりアーカイブ. 2021年2月22日閲覧.
- Schneider, Mac (21 April 2017). “Marine Le Pen: France's Trump is on the rise”. Vox（英語版）. 2021年12月24日時点のオリジナルよりアーカイブ. 2021年1月23日閲覧.
- Schneiker, Andrea (2018). “Telling the Story of the Superhero and the Anti-Politician as President: Donald Trump's Branding on Twitter”. Political Studies Association. 1 (14): 210–223. doi:10.1177/1478929918807712. S2CID 150145298.
- Seeßlen, Georg (2 February 2017). “Trompeten des Trumpismus” [Language attack of the right-wing populists: Trumpets of Trumpism]. Der Spiegel (ドイツ語). 2021年2月15日時点のオリジナルよりアーカイブ. 2020年10月15日閲覧.
- Serhan, Yasmeen (16 February 2021). “What History Tells Us Will Happen to Trumpism”. The Atlantic. 2021年2月17日時点のオリジナルよりアーカイブ. 2021年2月17日閲覧.
- Serwer, Adam (20 November 2017). “The Nationalist's Delusion”. The Atlantic. 2021年2月15日時点のオリジナルよりアーカイブ. 2020年7月30日閲覧.
- Shabad, Rebecca; Bennett, Geoff; Alba, Monica; Pettypiece, Shannon (2 June 2020). “'The Bible is not a prop': Religious leaders, lawmakers outraged over Trump church visit”. NBC News. 2021年2月15日時点のオリジナルよりアーカイブ. 2021年1月13日閲覧.
- Shellnutt, Kate (6 September 2017). “Should Christians Keep Advising a President They Disagree With?”. Christianity Today. 2021年2月15日時点のオリジナルよりアーカイブ. 2020年12月28日閲覧.
- Shenk, Timothy (16 August 2016). “The dark history of Donald Trump's rightwing revolt”. The Guardian. 2019年4月14日時点のオリジナルよりアーカイブ. 2021年1月26日閲覧.
- Smith, Julianne; Townsend, Jim (9 July 2018). “NATO in the Age of Trump:What it Can't and Can't Accomplish Absent U.S. Leadership”. Foreign Affairs. 2021年2月15日時点のオリジナルよりアーカイブ. 2020年6月9日閲覧.
- Sobieraj, Sarah; Berry, Jeffrey M. (2011). “From Incivility to Outrage: Political Discourse in Blogs, Talk Radio, and Cable News”. Political Communication. 28 (1): 19–41. doi:10.1080/10584609.2010.542360. S2CID 143739086.
- Solon, Olivia (10 November 2016). “Facebook's failure: Did fake news and polarized politics get Trump elected?”. The Guardian. 2017年1月14日時点のオリジナルよりアーカイブ. 2021年3月5日閲覧.
- Stenner, Karen; Haidt, Jonathan (2018). “Authoritarianism is not a momentary madness, but an eternal dynamic within liberal democracies”. In Sunstein, Cass R. (ed.). Can It Happen Here? Authoritarianism in America (ePub ed.). New York: Dey Street Books. ISBN 978-0062696212.
- Stoler, Ann Laura (2020). “Interior Frontiers”. In Stoler, Ann Laura; Gourgouris, Stathis; Lezra, Jacques (eds.). Thinking With Balibar A Lexicon of Conceptual Practice. Idiom: Inventing Writing Theory. New York: Fordham University Press. pp. 117–139. doi:10.1515/9780823288502-010. ISBN 978-0823288489. S2CID 243377812.
- Stoller, Paul (27 April 2017). “More on the Anthropology of Trump”. Anthropology Now. 9 (1): 58–60. doi:10.1080/19428200.2017.1291135. S2CID 149440462. 2021年2月15日時点のオリジナルよりアーカイブ. 2020年12月9日閲覧.
- Suessenbach, Felix; Moore, Adam B. (2020). “Dominance desires predicting conspiracy beliefs and Trump support in the 2016 U.S. Election”. Motivation Science. 6 (2): 171–176. doi:10.1037/mot0000146. hdl:20.500.11820/044b23e6-d62f-471c-8be4-4ad69e28a14e. S2CID 189448130. 2021年2月15日時点のオリジナルよりアーカイブ. 2020年12月9日閲覧.
- Sundahl, Anne-Mette Holmgård (4 May 2022). “Personality Cult or a Mere Matter of Popularity?”. International Journal of Politics, Culture, and Society. 36 (4): 431–458. doi:10.1007/s10767-022-09423-0. PMC 9066393. PMID 35528318. Trump, Putin and Ardern are used as examples of the model’s ability to distinguish between cult and non-cult phenomena. The comparison shows that only Trump and Putin have a cult on both dimensions ...... This paper introduced a model for distinguishing between popularity and personality cults based on three parameters covering a representational and social practice dimension. Putin, Trump and Ardern were used to illustrate the model’s ability to categorise phenomena with different degrees of charisma. The analysis shows that while Trump and Putin belong in the domain of personality cults, Ardern’s alleged cult does not have a social practice dimension, as the few cultlike tendencies are strictly representational.
- “What Brazil's President, Jair Bolsonaro, has said about Brazil's Indigenous Peoples”. survivalinternational.org. 2020. 2021年4月8日時点のオリジナルよりアーカイブ. 2021年2月22日閲覧.
- Swyngedouw, Marc; Ivaldi, Giles (December 2007). “The extreme right utopia in Belgium and France: The ideology of the Flemish Vlaams Blok and the French front national”. West European Politics. 24 (3): 1–22. doi:10.1080/01402380108425450. S2CID 144383766.
- Tabatabai, Ariane (15 July 2020). “QAnon Goes to Iran”. Foreign Policy. 2022年5月23日時点のオリジナルよりアーカイブ. 2022年2月5日閲覧.
- Tarnoff, Ben (9 November 2016). “The triumph of Trumpism: the new politics that is here to stay”. The Guardian. 2021年2月15日時点のオリジナルよりアーカイブ. 2016年11月24日閲覧.
- Tashman, Brian (8 October 2011). “Jeffress Says Satan Is Behind Roman Catholicism”. Right Wing Watch. 2016年9月19日時点のオリジナルよりアーカイブ. 2021年4月15日閲覧.
- Tharoor, Ishaan (11 July 2018). “Trump's NATO trip shows 'America First' is 'America Alone'”. The Washington Post. Washington D.C. 2021年2月15日時点のオリジナルよりアーカイブ. 2020年11月28日閲覧.
- Teague, Matthew (3 June 2020). “'He wears the armor of God': evangelicals hail Trump's church photo op”. The Guardian. 2021年2月15日時点のオリジナルよりアーカイブ. 2021年2月8日閲覧.
- Matt Galloway (Host), Allan Rock (Guest) (6 November 2020). “Allan Rock on what the presidential election means for U.S.-Canada relations”. The Current. CBC. 2021年12月24日時点のオリジナルよりアーカイブ. 2021年1月12日閲覧.
- Theidon, Kimberly (11 November 2020). “A forecasted failure: Intersectionality, COVID-19, and the perfect storm”. Journal of Human Rights. 95 (5): 528–536. doi:10.1080/14754835.2020.1822156. S2CID 226308311.
- Thompson, Derek (30 December 2020). “The Deep Story of Trumpism- Thinking about the Republican Party like a political psychiatrist”. The Atlantic. 2021年4月14日時点のオリジナルよりアーカイブ. 2021年4月9日閲覧.
- Thompson, Jack (12 June 2017). “Understanding Trumpism: The foreign policy of the new American president” (PDF). Sirius: Journal of Strategic Analysis. De Gruyter（英語版）. 1 (2): 109–115. doi:10.1515/sirius-2017-0052. S2CID 157683957. 2021年2月15日時点のオリジナルよりアーカイブ (PDF). 2020年10月15日閲覧.
- Todd, Chuck; Murray, Mike; Dann, Carrie (28 April 2021). “After 100 days out of office, Trump's support softens in NBC News poll”. NBC News. 2021年4月30日時点のオリジナルよりアーカイブ. 2021年5月1日閲覧.
- Tollefson, Jeff (4 February 2021). “Tracking QAnon: how Trump turned conspiracy-theory research upside down” (PDF). Nature. Vol. 590. Nature Research（英語版）. pp. 192–193. doi:10.1038/d41586-021-00257-y. ISSN 1476-4687. LCCN 12037118. PMID 33542489. S2CID 231818589. 2021年4月27日時点のオリジナルよりアーカイブ (PDF). 2024年1月31日閲覧.
- Trump, Donald J. (25 September 2019). “Remarks of President Trump at the 74th Session of the United Nations General Assembly”. whitehouse.gov（英語版）. 2021年3月9日時点のオリジナルよりアーカイブ. National Archivesより2020年12月6日閲覧. In everything we do, we are focused on empowering the dreams and aspirations of our citizens ...... we will cast off the enemies of liberty and overcome the oppressors of dignity.
- Tucker, Erika (2018). “Hope, Hate and Indignation: Spinoza and Political Emotion in the Trump Era”. In Sable, Marc Benjamin; Torres, Angel Jaramillo (eds.). Trump and Political Philosophy. London: Palgrave-macmillan. pp. 131–157. doi:10.1007/978-3-319-74427-8_8. ISBN 978-3319744278. S2CID 149997363.
- Urbinati, Nadia (26 May 2020). “On Trumpism, or the End of American Exceptionalism”. Teoria Politica, Nuova Serie Annali. 9: 209–226. 2021年1月31日時点のオリジナルよりアーカイブ. 2021年1月25日閲覧.
- Vallejo, Justin (28 February 2021). “Donald Trump CPAC speech”. The Independent. 2021年3月1日時点のオリジナルよりアーカイブ. 2021年2月28日閲覧.
- Van Assche, Jasper; Dhont, Kristof; Pettigrew, Thomas F. (April 2019). “The social-psychological bases of far-right support in Europe and the United States”. Journal of Community & Applied Social Psychology. 29 (5): 385–401. doi:10.1002/casp.2407. hdl:1854/LU-8639899. S2CID 155558324. 2022年5月23日時点のオリジナルよりアーカイブ. ResearchGateより2020年10月13日閲覧.
- Van Hiel, Alain (March 2012). “A psycho-political profile of party activists and left-wing and right-wing extremists”. European Journal of Political Research. 51 (2): 166–203. doi:10.1111/j.1475-6765.2011.01991.x. hdl:1854/LU-2109499. 2021年2月15日時点のオリジナルよりアーカイブ. 2020年10月29日閲覧.
- Van Hiel, Alain; Mervielde, Ivan (July 2006). “Explaining conservative beliefs and political preferences: A comparison of social dominance orientation and authoritarianism”. Journal of Applied Social Psychology. 32 (5): 965–976. doi:10.1111/j.1559-1816.2002.tb00250.x.
- Vescio, Theresa K.; Schermerhorn, Nathaniel E. (2021). “Hegemonic masculinity predicts 2016 and 2020 voting and candidate evaluations”. Proceedings of the National Academy of Sciences. 118 (2): e2020589118. Bibcode:2021PNAS..11820589V. doi:10.1073/pnas.2020589118. PMC 7812802. PMID 33397724.
- Waisbord, Silvio; Tucker, Tina; Lichtenheld, Zoey (2018). “Trump and the Great Disruption in Public Communication”. In Boczkowski, Pablo; Papacharissi, Zizi (eds.). Trump and the Media (e-book ed.). Cambridge: MIT Press. ISBN 978-0262037969.
- Weber, Thomas (24 January 2021). “Trump is not a fascist. But that didn't make him any less dangerous to our democracy”. CNN. 2021年2月20日時点のオリジナルよりアーカイブ. 2021年3月13日閲覧.
- Wehner, Peter (5 July 2016). “The Theology of Donald Trump”. The New York Times. New York. 2021年1月14日時点のオリジナルよりアーカイブ. 2021年4月18日閲覧.
- Wehner, Peter (21 January 2017). “Why I Cannot Fall in Line Behind Trump”. The New York Times. 2021年2月13日時点のオリジナルよりアーカイブ. 2021年3月25日閲覧.
- Wehner, Peter (5 July 2019). “The Deepening Crisis in Evangelical Christianity”. The Atlantic. 2021年4月23日時点のオリジナルよりアーカイブ. 2021年4月18日閲覧.
- Wehner, Peter (7 December 2020). “Trump's Most Malicious Legacy”. The Atlantic. 2021年5月14日時点のオリジナルよりアーカイブ. 2021年4月18日閲覧.
- Weisbrot, Mark (20 October 2017). “Brazil's Donald Trump?”. U.S. News & World Report. 2018年3月2日時点のオリジナルよりアーカイブ. 2021年2月22日閲覧.
- West, Cornel (17 November 2016). “American Neoliberalism: A New Neo-Fascist Era Is Here”. The Guardian. 2016年11月17日時点のオリジナルよりアーカイブ. 2020年12月20日閲覧.
- West, Cornel; Livesey, Bruce (8 October 2020). “All the elements are in place for American-style fascism, says Cornel West”. National Observer（英語版）. 2021年1月18日時点のオリジナルよりアーカイブ. 2021年6月24日閲覧.
- Whitebook, Joel (20 March 2017). “Trump's Method, Our Madness”. The New York Times. 2021年5月15日時点のオリジナルよりアーカイブ. 2021年5月14日閲覧.
- Whitehead, Andrew L.; Perry, Samuel L.; Baker, Joseph O. (25 January 2018). “Make America Christian Again: Christian Nationalism and Voting for Donald Trump in the 2016 Presidential Election”. Sociology of Religion. 79 (2): 147–171. doi:10.1093/socrel/srx070. Why did Americans vote for Donald Trump in the 2016 Presidential election? Social scientists have proposed a variety of explanations, including economic dissatisfaction, sexism, racism, Islamophobia, and xenophobia. The current study establishes that, independent of these influences, voting for Trump was, at least for many Americans, a symbolic defense of the United States’ perceived Christian heritage. Data from a national probability sample of Americans surveyed soon after the 2016 election shows that greater adherence to Christian nationalist ideology was a robust predictor of voting for Trump, even after controlling for economic dissatisfaction, sexism, anti-black prejudice, anti-Muslim refugee attitudes, and anti-immigrant sentiment, as well as measures of religion, sociodemographics, and political identity more generally.
- Will, George F. (10 July 2020). “The difference between Trumpism and fascism”. The Washington Post. 2021年2月15日時点のオリジナルよりアーカイブ. 2020年12月17日閲覧.
- Wintour, Patrick (21 September 2020). “US announces new Iran sanctions and claims it is enforcing UN arms embargo”. The Guardian. ISSN 0261-3077. 2021年2月15日時点のオリジナルよりアーカイブ. 2020年11月17日閲覧.
- Wolf, Zachary B. (9 November 2020). “Election 2020: How the Trump administration's roadblocks could cause problems for Biden”. CNN. 2020年11月30日時点のオリジナルよりアーカイブ. 2021年2月16日閲覧. Update November 10, 2020.
- Woods, Mel (11 June 2020). “Erin O'Toole's 'Take Back Canada' Slogan Prompts Plenty Of Questions”. HuffPost. 2021年6月8日時点のオリジナルよりアーカイブ. 2021年1月12日閲覧.
- Womick, Jake; Rothmund, Tobias; Azevedo, Flavio; King, Laura A.; Jost, John T. (20 June 2018). “Group-Based Dominance and Authoritarian Aggression Predict Support for Donald Trump in the 2016 U.S. Presidential Election” (PDF). Social Psychological and Personality Science. 10 (5): 643–652. doi:10.1177/1948550618778290. S2CID 55503314. 2021年12月24日時点のオリジナルよりアーカイブ (PDF). 2020年12月16日閲覧.
- Yang, Mimi (25 September 2018). “Trumpism: a disfigured Americanism”. Palgrave Communications. 4: 1–13. doi:10.1057/s41599-018-0170-0. Trump’s “America First” is not exactly original but from a culturally genetic and historic make-up that builds the vertical America. The xenophobic and anti-immigration rhetoric has its origin in nativism that harbors white nationalism, populism, protectionism and isolationism ...... Trumpism is not Americanism, but a masqueraded white supremacism and nativism; it is a disfigured Americanism in its vertical form.
- Zaretsky, Robert (7 July 2016). “Donald Trump and the myth of mobocracy”. The Atlantic. 2021年2月7日時点のオリジナルよりアーカイブ. 2020年10月15日閲覧.
- Zengerle, Patricia (2 February 2019). “With eye on Afghanistan talks, Trump vows to stop 'endless wars'”. Reuters.com. 2020年11月7日時点のオリジナルよりアーカイブ. 2020年11月17日閲覧.
- Zurcher, Anthony (26 August 2020). “RNC 2020: The Republican Party Now the Party of Trump”. BBC News. 2020年11月1日時点のオリジナルよりアーカイブ. 2020年11月10日閲覧.